# Napoléon Bonaparte
| Các trận đánh của Napoléon       |                                                               |
| [Bản đồ tương tác toàn màn hình] |                                                               |
| Nhấn vào để xem toàn màn hình    |                                                               |
|                                  | Biểu đồ hiện đang tạm thời không khả dụng do vấn đề kĩ thuật. |

Napoléon Bonaparte (tên khai sinh là Napoleone Buonaparte; 15 tháng 8 năm 1769 – 5 tháng 5 năm 1821), sau này được biết đến với tôn hiệu Napoléon I, là một chỉ huy quân sự và nhà lãnh đạo chính trị người Pháp, đã trở nên nổi tiếng trong thời kỳ Cách mạng Pháp và lãnh đạo các chiến dịch thành công trong cuộc Chiến tranh Cách mạng Pháp. Ông là người lãnh đạo de facto của Cộng hòa Pháp với tư cách Tổng tài thứ nhất từ năm 1799 đến năm 1804, sau đó là Hoàng đế Pháp từ năm 1804 đến năm 1814 và trở lại ngai vàng vào năm 1815. Di sản chính trị và văn hóa của Napoléon vẫn tồn tại cho đến ngày nay, với tư cách là một nhà lãnh đạo nổi tiếng và gây nhiều tranh cãi. Ông khởi xướng nhiều cải cách tự do đã tồn tại lâu dài trong xã hội và được coi là một trong những chỉ huy quân sự vĩ đại nhất trong lịch sử. Các chiến dịch của ông vẫn được nghiên cứu tại các học viện quân sự trên thế giới. Trong thời gian diễn ra chiến tranh Napoléon, có khoảng từ ba đến sáu triệu dân thường và binh lính đã thiệt mạng.
Napoléon sinh ra trên đảo Corse, không lâu sau khi bị Pháp sáp nhập, trong một gia đình bản địa xuất thân từ tầng lớp quý tộc nhỏ ở Ý. Ông ủng hộ Cách mạng Pháp năm 1789 trong khi đang phục vụ trong quân đội Pháp và cố gắng truyền bá lý tưởng của nó đến quê hương Corse của mình. Ông nhanh chóng thăng tiến trong quân đội sau khi cứu được Hội đồng Đốc chính Pháp bằng việc nổ súng trấn áp quân nổi dậy bảo hoàng. Năm 1796, ông bắt đầu chiến dịch quân sự chống lại người Áo và đồng minh Ý của họ, ghi điểm bằng những chiến thắng quyết định và trở thành một anh hùng dân tộc. Hai năm sau, ông dẫn đầu một cuộc viễn chinh quân sự tới Ai Cập, đóng vai trò như bàn đạp cho quyền lực chính trị. Ông đã dàn dựng một cuộc đảo chính vào tháng 11 năm 1799 và trở thành Tổng tài thứ nhất của nền Cộng hòa.
Sự khác biệt với Vương quốc Anh đã khiến Pháp phải đối mặt với Chiến tranh Liên minh thứ Ba vào năm 1805. Napoléon đã phá tan liên minh này bằng các chiến thắng trong chiến dịch Ulm và trận Austerlitz, dẫn đến sự tan rã của Đế quốc La Mã Thần thánh. Năm 1806, Liên minh thứ Tư đã cầm vũ khí chống lại ông. Napoléon hạ gục Phổ trong các trận Jena và Auerstedt, dẫn dắt đoàn quân Grande Armée vào Đông Âu và đánh bại Nga vào tháng 6 năm 1807 tại Friedland. Thắng lợi này đã buộc các quốc gia bại trận của Liên minh thứ Tư phải chấp nhận Hiệp ước Tilsit. Hai năm sau đó, người Áo lại thách thức Pháp một lần nữa trong Chiến tranh Liên minh thứ Năm, nhưng Napoleon đã củng cố sự kiểm soát của mình đối với châu Âu sau chiến thắng trong trận Wagram.
Với hy vọng mở rộng Hệ thống Lục địa, lệnh cấm vận của ông nhằm vào nước Anh, Napoléon xâm chiếm bán đảo Iberia và tuyên bố anh trai mình là Joseph làm Vua Tây Ban Nha vào năm 1808. Người Tây Ban Nha và Bồ Đào Nha nổi dậy trong Chiến tranh Bán đảo với sự hỗ trợ của quân đội Anh, dẫn đến thất bại của các tướng lĩnh dưới trướng Napoléon. Napoléon phát động cuộc xâm lược nước Nga vào mùa hè năm 1812. Kết quả của chiến dịch này chứng kiến cuộc rút lui thảm khốc của Grande Armée. Năm 1813, Phổ và Áo cùng với lực lượng Nga gia nhập Liên minh thứ Sáu chống lại Pháp, dẫn đến một đội quân liên minh lớn đánh bại Napoléon tại trận Leipzig. Liên quân xâm lược Pháp và chiếm được Paris, buộc Napoléon phải thoái vị vào tháng 4 năm 1814. Ông bị lưu đày đến đảo Elba, nằm giữa Corse và Ý. Ở Pháp, dòng họ Bourbon đã được khôi phục quyền lực.
Napoléon trốn thoát vào tháng 2 năm 1815 và nắm quyền kiểm soát nước Pháp. Đồng minh phản ứng bằng việc hình thành Liên minh thứ Bảy, đánh bại Napoléon trong trận Waterloo vào tháng 6 năm 1815. Người Anh đã lưu đày ông đến đảo Saint Helena xa xôi ở Đại Tây Dương, nơi ông qua đời vào năm 1821, thọ 51 tuổi.
Napoléon đã có ảnh hưởng sâu rộng đến thế giới hiện đại, mang đến các cải cách tự do cho các vùng đất ông chinh phục, đặc biệt là những vùng đất ở Các quốc gia vùng đất thấp, một phần nước Ý và Đức hiện đại. Ông thi hành nhiều chính sách khai phóng ở Pháp và Tây Âu.

## Đầu đời

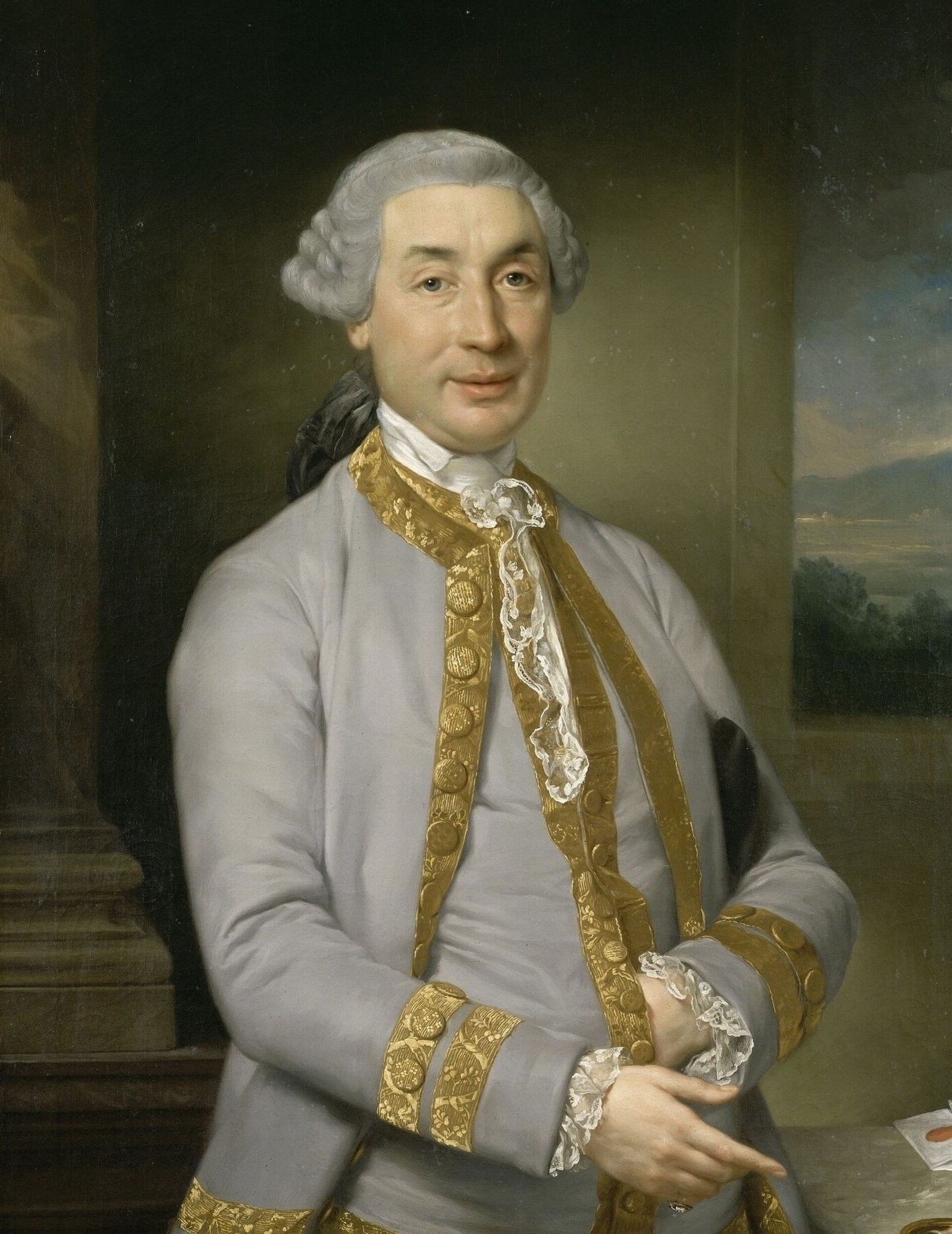
Cha của Napoléon, Carlo Buonaparte, là đại diện của Corse trước triều đình Louis XVI.

Napoléon Bonaparte là con thứ hai trong một gia đình có tám người con, chào đời tại dinh thự "Casa Buonaparte" ở thị trấn Ajaccio, đảo Corse vào ngày 15 tháng 8 năm 1769, một năm sau khi hòn đảo này được Cộng hòa Genova chuyển giao cho Pháp. Ông được đặt tên thánh là Napoleone di Buonaparte, theo tên một người chú (trước đó ông bà Bonaparte đã có một con trai đặt tên là Napoleone nhưng đã mất sớm). Ở tuổi 20, ông lấy tên là Napoléon Bonaparte cho có vẻ Pháp hơn.
Dòng họ Bonaparte ở Corse bắt nguồn từ giới quý tộc nhỏ Ý ở Lombardia, những người đã đến Corse từ Liguria từ thế kỷ XVI. Cha của ông là Nobile Carlo Buonaparte, một luật sư, từng được chỉ định làm đại diện của đảo Corse trước triều đình vua Louis XVI. Người có ảnh hưởng lớn đến Napoléon trong suốt thời thơ ấu là mẹ ông, Letizia Ramolino, kỷ luật nghiêm khắc của bà đã kiềm chế đứa bé ngỗ nghịch.

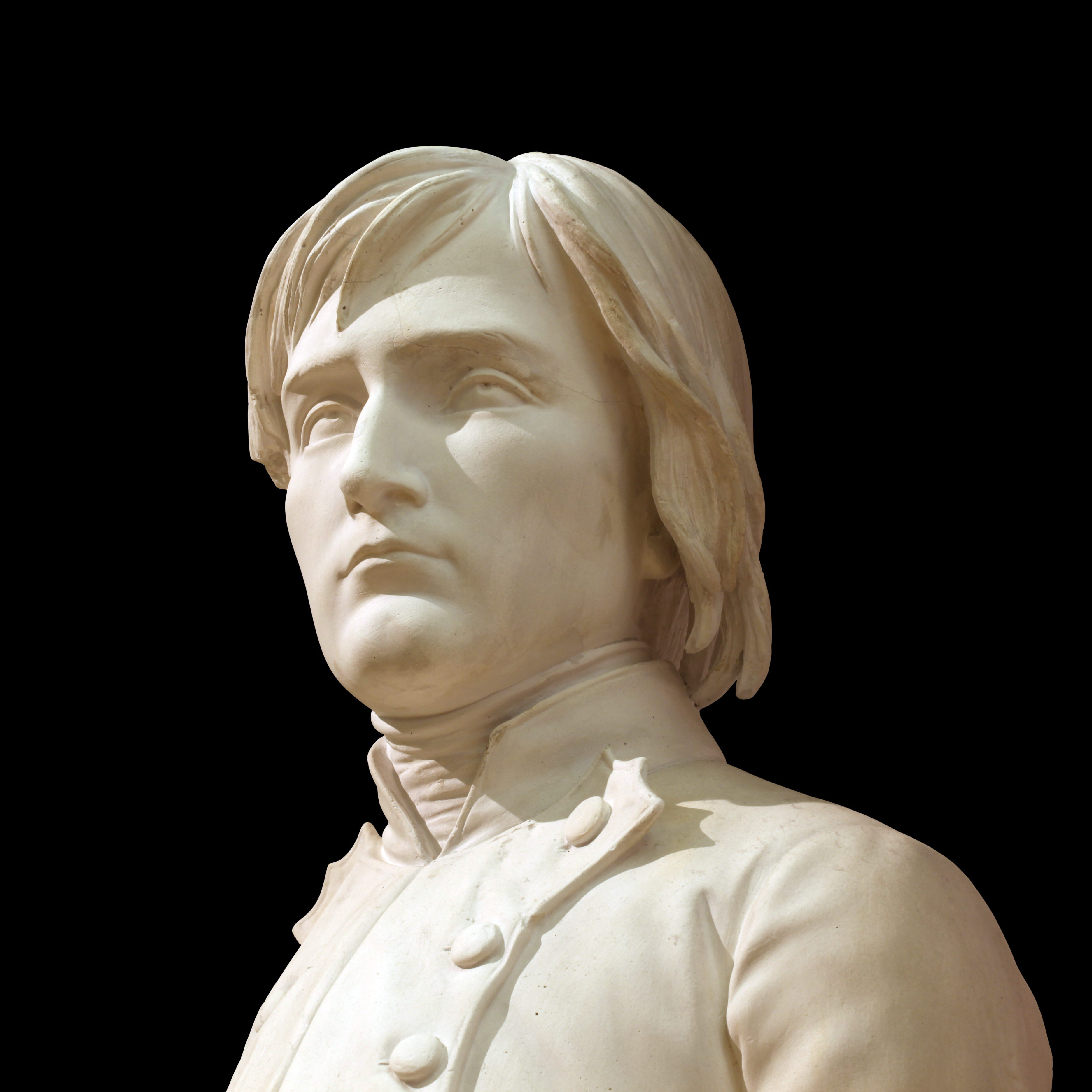
Tượng Napoléon khi còn là một học sinh ở Brienne, 15 tuổi

Ông có một anh trai là Joseph và sáu người em là Lucien, Elisa, Louis, Pauline, Caroline và Jérôme. Có hai đứa trẻ khác, một trai một gái được sinh trước Joseph nhưng chết yểu. Napoléon được rửa tội như một người Công giáo ngay trước sinh nhật hai tuổi của mình, vào ngày 21 tháng 7 năm 1771 tại nhà thờ Ajaccio.
Nền tảng quý tộc và tương đối khá giả cùng với các mối quan hệ của gia đình giúp Napoléon có cơ hội học tập lớn hơn nhiều so với một người Corse thông thường thời đó. Tháng 1 năm 1779, Napoléon đã ghi danh vào một trường tôn giáo ở Autun trên đất liền để học tiếng Pháp. Đến tháng 5, ông được nhận vào một học viện quân sự tại Brienne-le-Château. Ông nói giọng Corse và không thể đánh vần đúng cách, điều khiến ông bị bạn bè trêu chọc và do đó chuyên tâm vào việc học. Nhưng một viên giám thị quan sát thấy Napoléon "luôn luôn nổi trội trong sự chăm chú đối với toán học. Anh tương đối thuần thục với lịch sử và địa lý... Chàng trai này sẽ là một thủy thủ xuất sắc". Khi hoàn thành việc học ở Brienne năm 1784, Napoléon được nhận vào trường quân sự danh tiếng École Militaire ở Paris. Điều này đã kết thúc tham vọng hải quân từng khiến ông cân nhắc xin vào Hải quân Hoàng gia Anh. Ông được đào tạo để trở thành một sĩ quan pháo binh. Cái chết của người cha làm giảm thu nhập, đã buộc Napoléon phải hoàn thành khóa học hai năm trong vòng một năm. Ông là người Corse đầu tiên tốt nghiệp École Militaire. Ông được sát hạch bởi nhà khoa học nổi tiếng Pierre-Simon Laplace, người sau này được Napoléon bổ nhiệm vào Thượng viện.

## Khởi đầu sự nghiệp

Napoléon Bonaparte, 23 tuổi, là trung tá của một tiểu đoàn quân tình nguyện Cộng hòa Corse. Tranh chân dung do Henri Félix Emmanuel Philippoteaux vẽ.

Khi tốt nghiệp vào tháng 9 năm 1785, Bonaparte được phong hàm trung úy ở trung đoàn pháo binh La Fère. Ông từng đóng ở Valence, Drôme và Auxonne cho đến trước khi bùng nổ Cách mạng năm 1789, và nghỉ phép gần hai năm ở Corse và Paris trong giai đoạn này. Là một người theo chủ nghĩa dân tộc nhiệt thành, ông viết cho lãnh đạo Corse Pasquale Paoli vào tháng 5 năm 1789:
"Tôi đã được sinh ra khi dân tộc suy vong. Ba mươi nghìn người Pháp được tung tới bờ biển của chúng ta, nó nhấn chìm ngôi báu của tự do vào những làn sóng máu. Chính cảnh tượng đó là thứ ghê tởm đầu tiên đập vào mắt tôi".
Ông trải qua những năm đầu Cách mạng ở Corse, chiến đấu trong một cuộc xung đột phức tạp ba bên giữa những người bảo hoàng, những người cách mạng, và những người dân tộc chủ nghĩa Corse. Ông ủng hộ phái cách mạng Jacobin, nhận hàm trung tá trong đoàn dân quân Corse, và chỉ huy một tiểu đoàn quân tình nguyện. Mặc dù quá thời gian nghỉ phép vắng mặt và lãnh đạo một cuộc bạo động chống lại quân đội Pháp ở Corse, ông vẫn được thăng hàm đại úy trong quân đội chính quy Pháp tháng 7 năm 1792.
Ông trở lại quê hương và bắt đầu mâu thuẫn với Paoli, người quyết định chia tách Corse khỏi Pháp và phá hoại một cuộc tấn công của Pháp trên đảo Sardegna, nơi Bonaparte là một trong các viên chỉ huy chính. Bonaparte và gia đình phải bỏ trốn vào đất liền Pháp vào tháng 6 năm 1793 bởi sự cắt đứt quan hệ với Paoli.

### Cuộc vây hãm Toulon

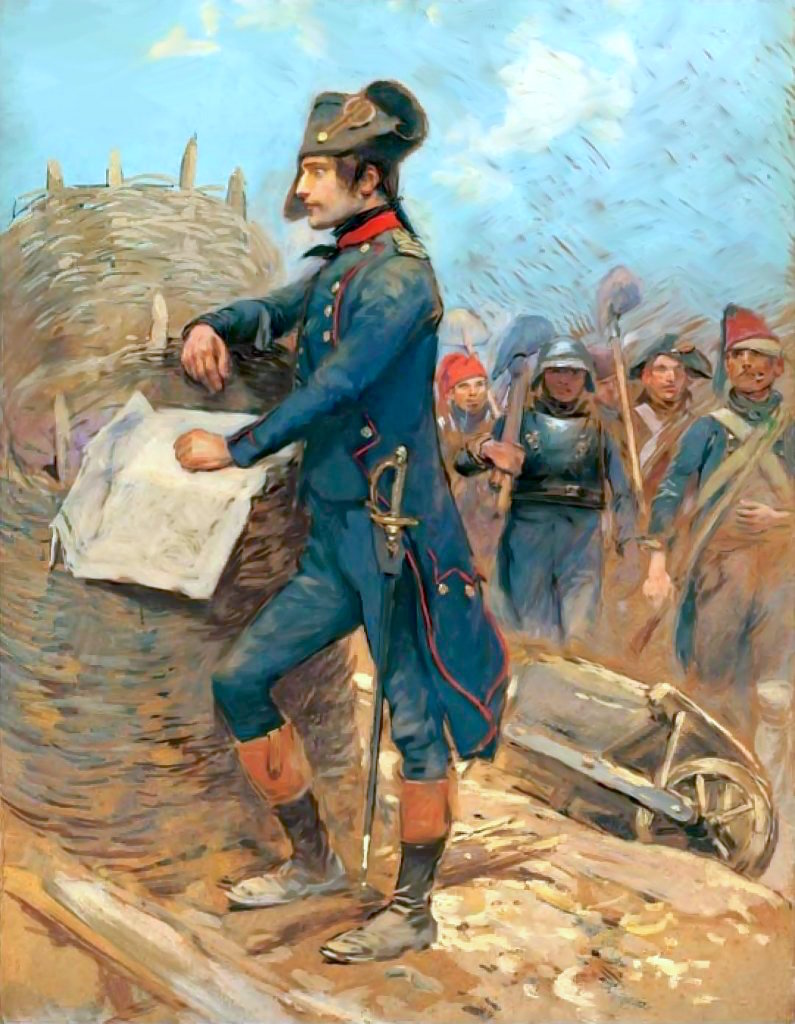
Tướng Bonaparte trong trận Toulon

Tháng 6 năm 1793, Napoléon đã xuất bản một cuốn sách nhỏ có khuynh hướng thân cộng hòa, Le Souper de Beaucaire (Bữa tối ở Beaucaire), thứ đem lại cho ông sự khâm phục và ủng hộ của Augustin Robespierre, em trai nhà lãnh đạo cách mạng Maximilien Robespierre. Với sự giúp đỡ của một đồng đội người Corse là Antoine Christophe Saliceti, Bonaparte được bổ nhiệm làm chỉ huy pháo binh của quân đội cộng hòa trong cuộc vây hãm Toulon. Thành phố này nổi dậy chống chính phủ cộng hòa và được quân Anh đóng giữ.
Ông tiến hành một kế hoạch chiếm một quả đồi nơi các khẩu pháo của quân cộng hòa có thể bao quát cảng thành phố và buộc các chiến thuyền Anh phải rút lui. Cuộc đột kích lên vị trí trên, trong đó Bonaparte bị thương ở đùi, đã dẫn tới việc chiếm được thành phố sau đó, nhờ vậy ông được thăng hàm Thiếu tướng ở tuổi 24. Ủy ban An ninh Công cộng (chính phủ de facto của Pháp đương thời) chú ý đến Napoléon, ông được cử đảm trách pháo binh tại Tập đoàn quân Ý của Pháp.
Trong lúc chờ sự xác nhận bổ nhiệm, Napoléon dành thời gian để khảo sát các công sự duyên hải trên bờ biển Địa Trung Hải gần Marseille. Ông thảo ra kế hoạch tấn công Vương quốc Sardegna như một phần của chiến dịch chống lại Liên minh thứ nhất. Tư lệnh Tập đoàn quân Ý, Pierre Jadart Dumerbion, đã chứng kiến quá nhiều viên tướng bị xử tử do không đủ hay do có quan điểm chính trị sai lầm. Do đó, ông chiều theo ý các ủy viên đặc trách của Quốc Ước (représentant en mission) là Augustin Robespierre và Saliceti, những người đến lượt họ sẵn lòng lắng nghe viên tướng pháo binh mới được thăng chức.
Thực hiện kế hoạch của Bonaparte trong trận Saorgio tháng 4 năm 1794, quân đội Pháp tiến lên phía đông bắc tới vùng Riviera thuộc Ý sau đó ngoặt sang phía bắc để chiếm đóng Ormea trong vùng núi. Từ Ormea, họ đột phá phía tây để thọc sườn các vị trí Áo-Sardegna xung quanh Saorge. Kết quả là, các thành thị duyên hải Oneglia và Loano, cũng như con đèo Tenda chiến lược, bị chiếm bởi quân Pháp. Sau đó, Augustin Robespierre gửi Bonaparte tới một nhiệm vụ ở Cộng hòa Genova để xác định các toan tính của quốc gia này đối với nước Pháp.

### 13 Vendémiaire

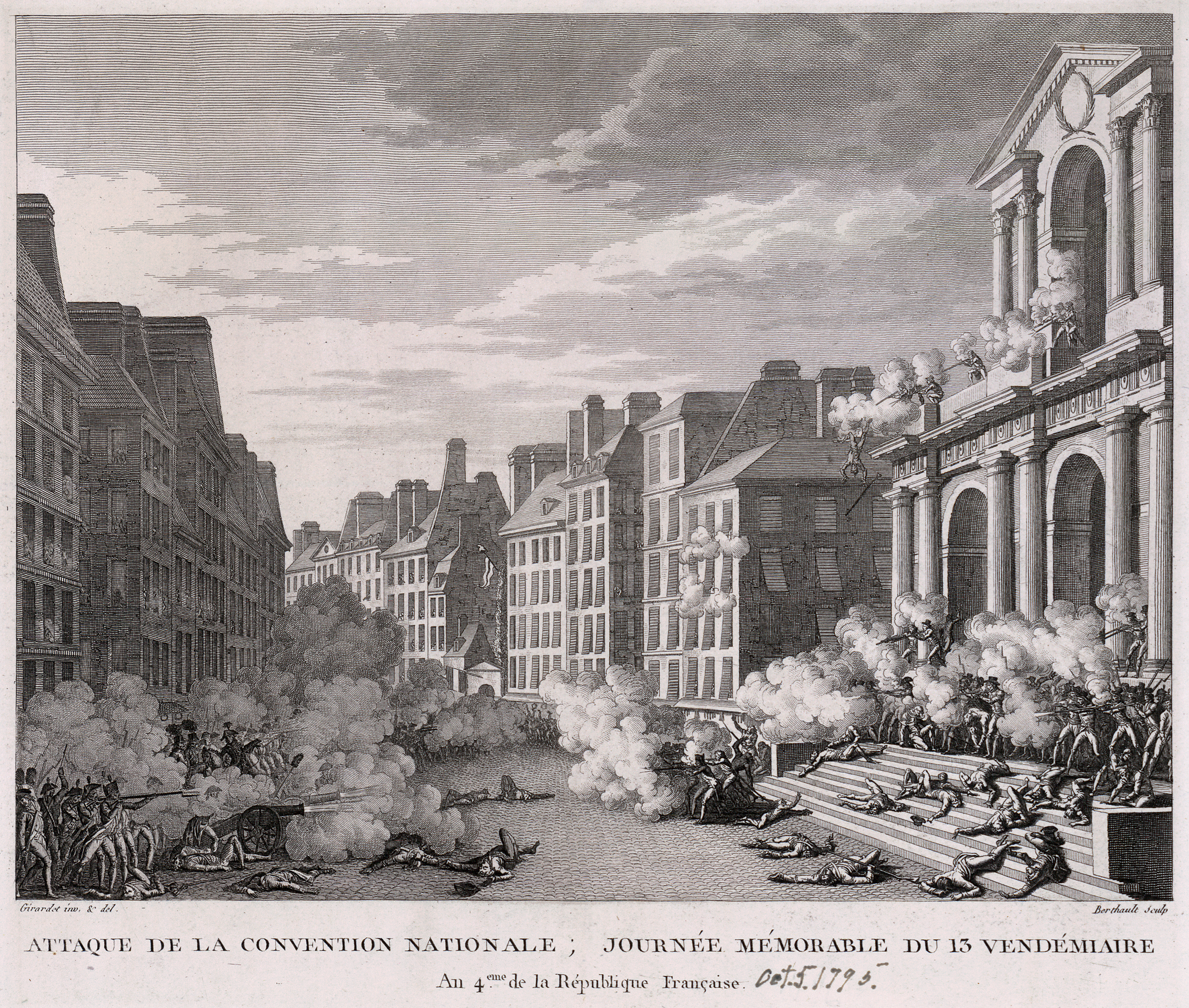
Cuộc tấn công Quốc Ước ngày 13 tháng Vendémiaire, tranh của Abraham Girardet.

Theo sau sự sụp đổ của chính quyền Jacobin vào tháng 7 năm 1794 Chính biến Thermidor, một báo cáo vạch tội khiến Bonaparte bị quản chế tại gia ở Nice vì mối liên hệ với anh em Robespierre. Thư ký của Napoléon, Bourrienne, phản kháng cáo buộc này trong hồi ký của ông. Theo Bourrienne, sự đố kị giữa Tập đoàn quân Alps và Tập đoàn quân Ý (mà Napoléon đứng vị trí thứ hai lúc đó) chịu trách nhiệm về cáo buộc này. Sau một lời biện hộ sôi nổi trong một lá thư mà Bonaparte gửi gấp tới các đặc phái viên Saliceti và Albitte, ông được tha bổng mọi tội.
Ông được thả trong vòng hai tuần, và do năng lực của mình, được yêu cầu thảo kế hoạch tấn công các vị trí Ý trong bối cảnh cuộc chiến Pháp-Áo. Ông cũng tham gia vào một cuộc viễn chinh nhằm chiếm lại Corse từ tay người Anh, nhưng quân Pháp đã bị đẩy lùi bởi Hải quân Hoàng gia.
Tháng 4 năm 1795, Bonaparte đính hôn với Désirée Clary, em gái của Julie Clary, người đã cưới anh trai của Bonaparte là Joseph; nhà Clary là một gia đình thương nhân giàu có đến từ Marseilles. Cùng thời gian này, ông được chỉ định tới Tập đoàn quân phía Tây, lúc này đang tham gia Chiến tranh Vendée — một cuộc nội chiến kéo dài do phe bảo hoàng chống cách mạng gây ra ở vùng Vendée phía tây miền trung nước Pháp. Làm một tư lệnh bộ binh, đó là một sự giáng cấp từ tướng pháo binh — mà quân đội đã có đủ hạn ngạch — và ông viện cớ sức khỏe yếu để từ chối nhậm chức.
Ông được chuyển tới Văn phòng Trắc địa của Ủy ban An ninh Công cộng và tìm kiếm cơ hội được gửi tới Constantinople để phục vụ cho Sultan nhưng không thành. Trong thời kì này, ông viết một tiểu thuyết lãng mạn ngắn mang tựa đề Clisson et Eugénie kể về một người lính và tình nhân của anh ta, một so sánh rõ ràng nhất về mối quan hệ của chính Bonaparte với Désirée. Ngày 15 tháng 9, Bonaparte bị loại khỏi danh sách các tướng của quân đội chính quy do việc từ chối nhận nhiệm vụ ở chiến dịch Vendée. Ông đối diện với một tình trạng tài chính khó khăn và thu hẹp những tham vọng về tiền đồ của mình.
Ngày 3 tháng 10, những người bảo hoàng ở Paris tuyên bố một cuộc nổi loạn chống lại Quốc Ước sau khi họ bị loại khỏi chính phủ mới, nội các Đốc chính. Paul Barras, một lãnh đạo của Chính biến Thermidor, biết đến thành tích quân sự của Bonaparte ở Toulon và trao cho ông quyền chỉ huy các lực lượng ứng biến phòng thủ trụ sở Quốc Ước ở Cung điện Tuileries. Chứng kiến vụ thảm sát đội Cận vệ Thụy Sĩ của nhà vua ba năm trước đó, ông nhận ra pháo binh có thể là chìa khóa để kháng cự.
Ông lệnh cho một sĩ quan kị binh trẻ, Joachim Murat, chiếm các khẩu đại bác lớn và dùng chúng để đẩy lui các đợt tấn công vào ngày 5 tháng 10 năm 1795 hay 13 tháng Vendémiaire (Hái Nho) năm IV theo Lịch Cách mạng Pháp. Sau khi 1400 người bảo hoàng chết, số còn lại rút lui.
Sự thất bại của cuộc nổi dậy phe bảo hoàng đã dập tắt mối đe dọa với Quốc Ước và giúp Bonaparte đột nhiên gặt hái được danh vọng, tiền tài cùng với sự bảo trợ của nội các mới. Murat cưới một trong số các em gái và trở thành em rể cũng như tiếp tục phục vụ Napoléon như một vị tướng. Bonaparte được thăng hàm Trung tướng, đảm nhiệm chức Tư lệnh Tập đoàn quân Nội địa (Commandand de l'armée de l'Intérieur) và sau đó Tập đoàn quân Ý được trao cho ông.
Trong vòng vài tuần ông đã gắn bó với nhân tình cũ của Barras, Joséphine de Beauharnais. Họ cưới nhau vào ngày 9 tháng 3 năm 1796 sau khi ông hủy đính ước với Désirée Clary.

### Chiến dịch Ý thứ nhất

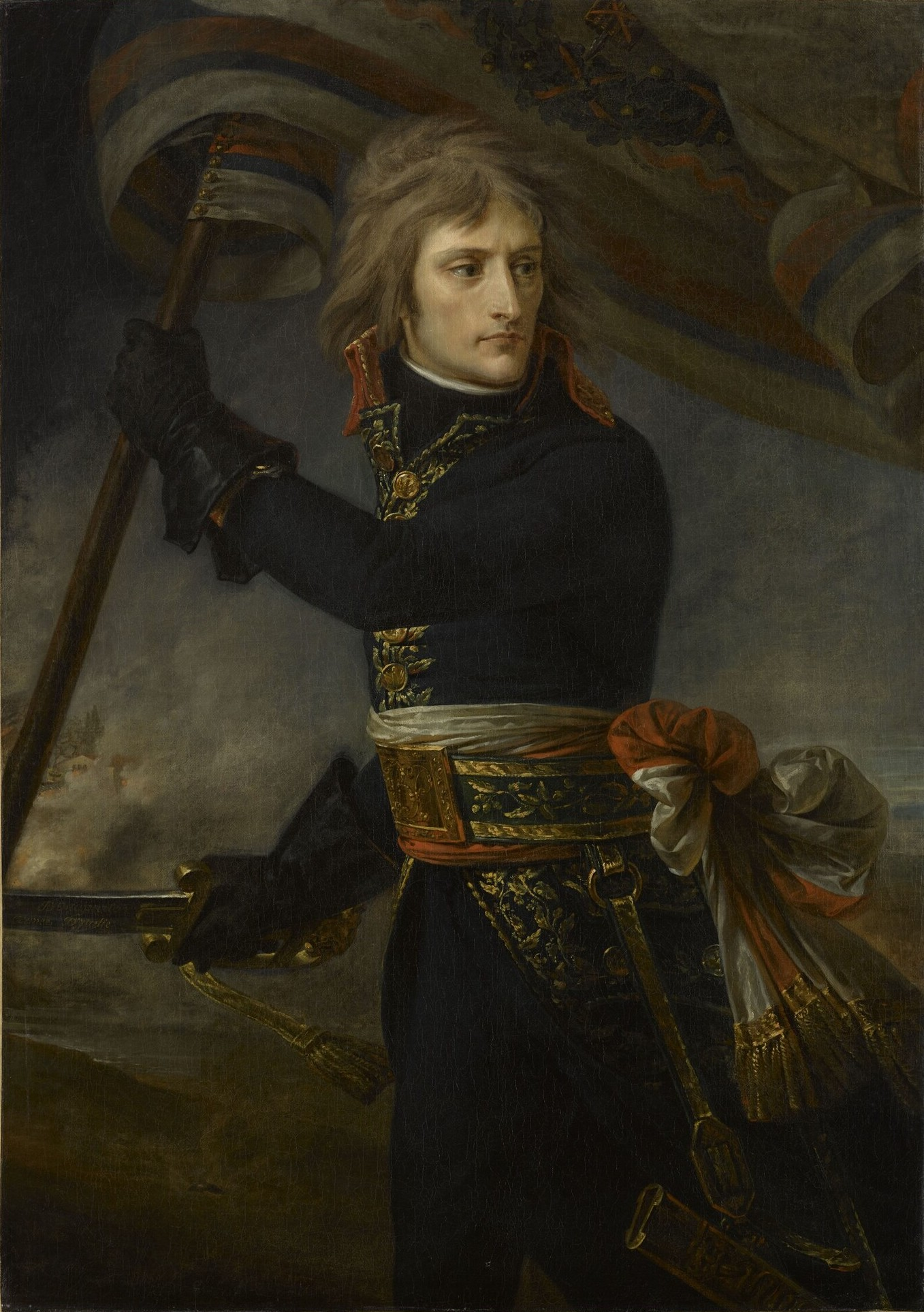
Bonaparte trên Cầu Arcole, vẽ bởi Nam tước Antoine-Jean Gros, (khoảng 1801), Bảo tàng Louvre, Paris.

Hai ngày sau hôn lễ, Bonaparte rời Paris để nắm quyền chỉ huy Tập đoàn quân Ý và dẫn dắt một cuộc chinh phạt thắng lợi nước Ý. Ở trận Lodi ông đã đánh bại quân đội Áo và đẩy họ ra khỏi Lombardia. Ông thất bại trong trận Caldiero bởi sự tăng viện của Áo, chỉ huy bởi József Alvinczi, tuy nhiên Bonaparte lấy lại thế chủ động trong trận đánh có tính quyết định ở Arcole tiến tới chinh phục địa phận của Giáo hoàng.
Bonaparte đã bác bỏ mong muốn của những người vô thần ở Hội đồng Đốc chính là hành quân vào Roma và phế truất Giáo hoàng vì ông cho rằng điều này sẽ tạo ra một khoảng trống quyền lực sẽ bị Vương quốc Napoli lợi dụng. Thay vào đó, tháng 3 năm 1797, Bonaparte chỉ huy quân đội tiến vào Áo và buộc nước này thương lượng một hòa ước. Hiệp ước Leoben đã cho Pháp quyền cai quản hầu hết Bắc Ý và các miền đất phía dưới châu thổ sông Rhine (Pays-Bas, gồm Bỉ, Hà Lan và một phần lãnh thổ Đức, Pháp hiện nay), trong khi một điều khoản bí mật hứa hẹn Cộng hòa Venezia cho Áo. Bonaparte hành quân tới Venezia và buộc nó đầu hàng, kết thúc 1100 năm nền độc lập của thành phố thương mại này; ông cũng lấy cớ cho quân Pháp cướp bóc những báu vật như những bức tượng ngựa bằng đồng ở Giáo đường Thánh Mác-cô.
Áp dụng những ý tưởng quân sự thông thường vào các tình huống thực tế đã làm nên những vinh quang quân sự của ông, chẳng hạn như việc sử dụng sáng tạo pháo binh như một lực lượng linh hoạt để hỗ trợ cho bộ binh. Ông nói về chiến thuật của mình như sau: "Tôi đã đánh sáu mươi trận và tôi không học được điều gì mà tôi chưa biết vào lúc bắt đầu. Nhìn Caesar xem; ông ta đánh trận đầu giống như trận cuối".
Ông tinh thông trong việc sử dụng gián điệp với mưu trá từ đó nắm thế chủ động bằng cách che đậy việc triển khai quân và tập trung quân vào điểm mấu chốt ở mặt trận bị suy yếu của đối phương. Nếu ông không thể sử dụng chiến lược bao vây ưa thích của mình (Mouvement en tenaille, chuyển quân sang hai cánh và hợp vây kẻ địch), ông sẽ nắm lấy vị trí trung tâm và tấn công hai lực lượng phối hợp ở điểm mấu chốt của họ, tung quân đánh một cánh cho đến khi nó rút lui, sau đó quay lại đương đầu với cánh kia. Trong chiến dịch Ý này, quân đội của Bonaparte bắt được 150 000 tù binh, 540 khẩu đại bác và 170 cờ hiệu. Quân đội Pháp đã đánh 67 trận và thắng 19 trận chính quy (pitched battles, trong đó hai bên chọn một địa điểm dàn quân trước khi đánh) nhờ kĩ thuật pháo binh áp đảo và các chiến thuật của Bonaparte.
Trong khi chiến dịch diễn ra, Bonaparte trở nên ngày càng có ảnh hưởng trong chính trị Pháp; ông thành lập hai tờ báo: một cho quân đội của ông và một phát hành ở Pháp. Những người bảo hoàng đả kích Bonaparte vì cướp phá Ý và cảnh báo rằng ông có thể trở thành một kẻ độc tài. Bonaparte gửi tướng Pierre Augereau tới Paris để lãnh đạo một cuộc đảo chính và thanh lọc những người bảo hoàng vào ngày 4 tháng 9, sự kiện này sau được gọi là Đảo chính ngày 18 Fructidor. Điều này đem Barras và các đồng minh phe Cộng hòa trở lại nắm quyền nhưng phụ thuộc vào Bonaparte, người bấy giờ đang tiến hành đàm phán hòa ước mới với Áo. Những thương lượng này dẫn tới Hiệp ước Campo Formio, Bonaparte trở lại Paris tháng 12 như một anh hùng. Ông gặp Talleyrand, Bộ trưởng Ngoại giao mới của Pháp — người về sau phục vụ ở cùng cương vị cho đế chế của Napoléon và họ bắt đầu chuẩn bị cho một cuộc xâm lược nước Anh.

### Viễn chinh tới Ai Cập

Napoleon tiến vào Alexandria ngày 3 tháng 7 năm 1798, tranh của Guillaume-François Colson, 1800.

Sau hai tháng lên kế hoạch, Bonaparte quyết định rằng lực lượng hải quân Pháp chưa đủ mạnh để đối diện với Hải quân Hoàng gia ở Eo biển Anh và đề xuất một cuộc viễn chinh để chiếm Ai Cập và do đó phá sự tiếp cận của người Anh với những nguồn lợi thương mại ở Ấn Độ. Bonaparte mong mỏi thiết lập một sự hiển hiện của Pháp ở Trung Đông, với giấc mộng tối hậu về việc liên kết với một kẻ thù Hồi giáo của Anh ở Ấn Độ, Tippu Sultan.
Napoléon đảm bảo với Hội đồng Đốc chính rằng ngay sau khi mình chinh phục được Ai Cập, ông sẽ thành lập những mối quan hệ với các hoàng thân Ấn Độ, và cùng với họ, tấn công người Anh tại các thuộc địa của họ. Theo một bản tường trình tháng 2 năm 1798 bởi Talleyrand: "Khi đã chiếm giữ và củng cố Ai Cập, chúng ta sẽ gửi một lực lượng 15000 người từ Suez tới Ấn Độ, kết hợp với Tipu-Sahib và đánh đuổi người Anh". Hội đồng đồng ý với kế hoạch để bảo đảm tuyến giao thương tới Ấn Độ.

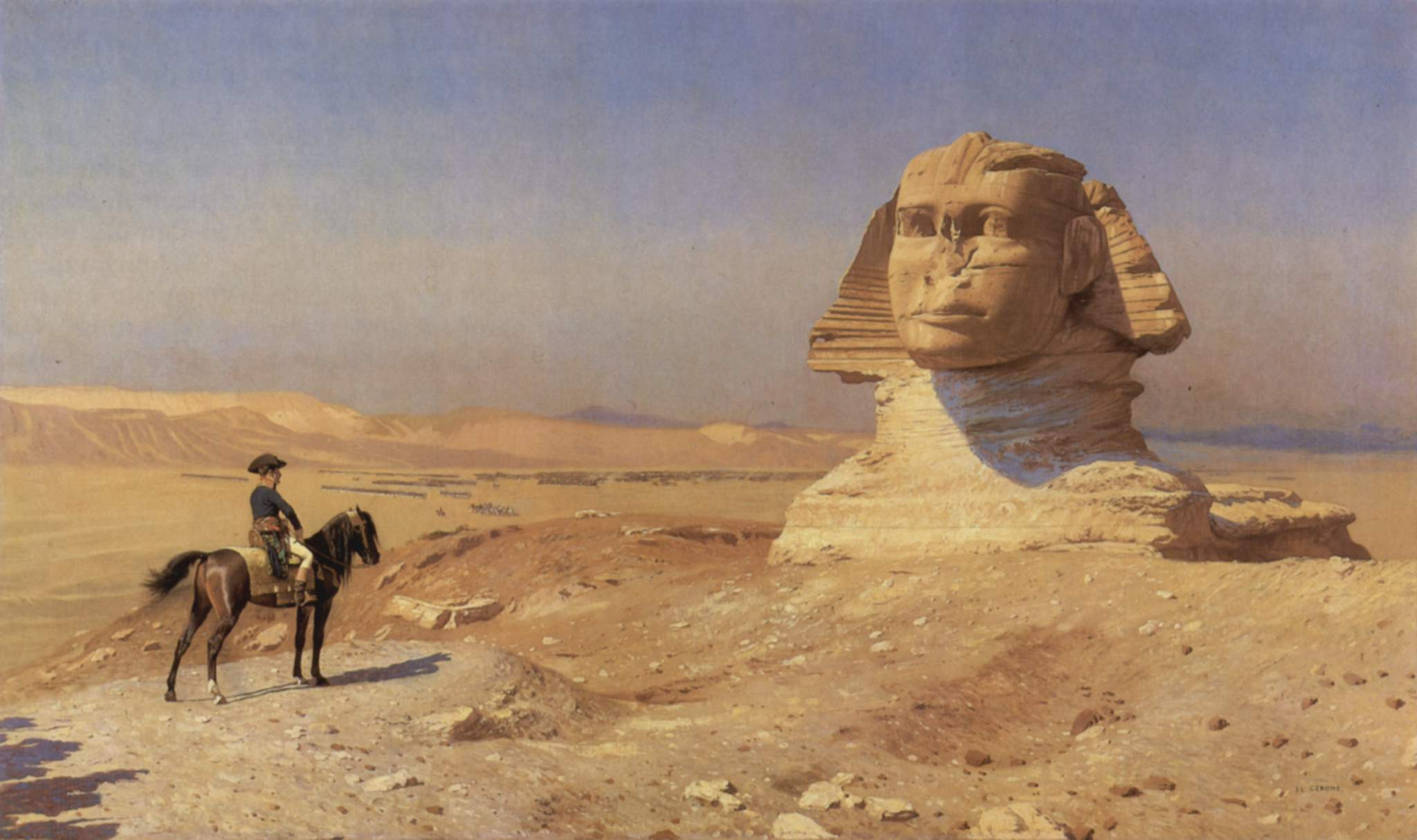
Bức Bonaparte trước Nhân sư (khoảng 1868) của Jean-Léon Gérôme, Lâu đài Hearst

Tháng 5 năm 1798, Bonaparte được bầu làm thành viên của Viện Hàn lâm Khoa học Pháp. Chuyến viễn chinh Ai Cập của ông có sự tham gia của 167 nhà khoa học bao gồm các nhà toán học, tự nhiên học, hóa học và trắc địa; trong những khám phá của họ có Phiến đá Rosetta, và công trình của họ được xuất bản thành cuốn Description de l'Égypte năm 1809.
Trên đường tới Ai Cập, Bonaparte tới Malta vào ngày 9 tháng 6 năm 1798, khi đó dưới quyền kiểm soát của dòng Hiệp sĩ Cứu tế. Hai trăm hiệp sĩ gốc Pháp không ủng hộ vị Đại trưởng lão, Ferdinand von Hompesch zu Bolheim, và bày tỏ rằng họ sẽ không chiến đấu chống lại đồng bào. Hompesch đầu hàng sau một sự kháng cự yếu ớt, và Bonaparte chiếm được một căn cứ hải quân quan trọng với tổn thất chỉ ba binh sĩ.
Tướng Bonaparte cùng đoàn quân của ông đã phải né tránh cuộc truy đuổi của Hải quân Hoàng gia và cập cảng ngày 1 tháng 7 ở Alexandria. Ông đánh trận Shubra Khit chống lại Mamluk, giới quân sự thống trị Ai Cập bấy giờ. Điều này giúp những người Pháp thực hành chiến thuật phòng thủ cho trận Kim Tự Tháp diễn ra ngày 21 tháng 7, cách kim tự tháp 24 km. Lực lượng của Bonaparte vào khoảng 25000 người, xấp xỉ bằng quân số kỵ binh Mamluk, nhưng ông đã cho lập những khối quân hình vuông rỗng với quân nhu được giữ an toàn bên trong. Kết quả, chỉ có 29 người Pháp chết, so với gần 2000 quân Ai Cập. Chiến thắng này đã củng cố tinh thần cho quân đội Pháp.

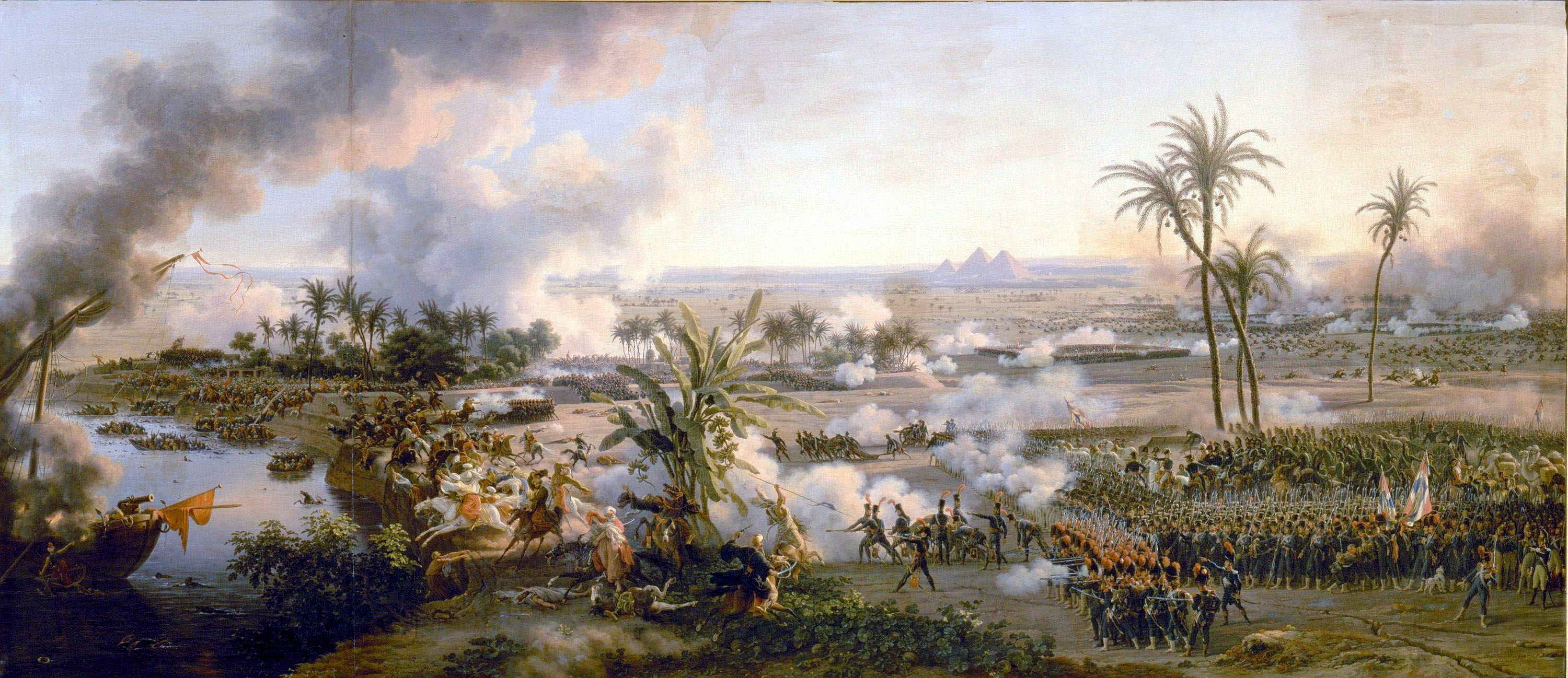
Bức Trận Kim tự tháp ngày 21 tháng 7 năm 1798 bởi Louis-François, Baron Lejeune, 1808

Ngày 1 tháng 8, hạm đội Anh dưới quyền Horatio Nelson đã bắt giữ và tiêu diệt gần như tất cả quân Pháp chỉ trừ hai chiếc tàu trong trận sông Nile, mục tiêu của Bonaparte về một vị thế tăng cường của người Pháp ở Địa Trung Hải tan vỡ. Quân đội của ông thành công trong sự gia tăng ngắn hạn quyền lực của Pháp ở Ai Cập, tuy nhiên sau đó đối mặt với những cuộc nổi dậy liên tiếp. Đầu năm 1799, ông chuyển quân tới tỉnh Damascus thuộc đế quốc Ottoman (Syria và Galilea). Bonaparte chỉ huy 13000 lính Pháp trong cuộc chinh phục các thành thị duyên hải Arish, Gaza, Jaffa, và Haifa. Cuộc tấn công vào Jaffa đặc biệt đẫm máu: Bonaparte, khi khám phá ra phần nhiều trong những người bảo vệ thành phố là cựu tù nhân chiến tranh từng hứa danh dự không trả thù để được tha, đã ra lệnh xử tử quân phòng thủ cùng 1.400 người khác bằng lưỡi lê và dìm chết đuối để tiết kiệm đạn. Đàn ông, đàn bà kể cả trẻ con đã bị cướp giật và giết hại trong ba ngày.
Với đội quân bị suy yếu bởi bệnh dịch — chủ yếu là dịch hạch — và nguồn quân nhu nghèo nàn, Bonaparte không thể hạ các pháo đài ở Akko và trở lại Ai Cập vào tháng 5. Để tăng tốc cuộc hành quân, ông ra lệnh bỏ lại những người lính ốm yếu vì dịch hạch và bắt họ uống thuốc độc. Tuy nhiên, những người Anh chứng kiến đã ghi chép lại rằng hầu hết những người này sống sót và không bị đầu độc. Những người ủng hộ ông lập luận rằng điều này là cần thiết để đối phó với các trận tập hậu của quân Ottoman, và thực tế những người bỏ lại còn sống thường bị tra tấn và chặt đầu bởi kẻ địch. Trở lại Ai Cập, vào ngày 25 tháng 7, Bonaparte đánh bại cuộc tấn công đổ bộ của Ottoman trong trận Abukir.

## Nhà cai trị nước Pháp

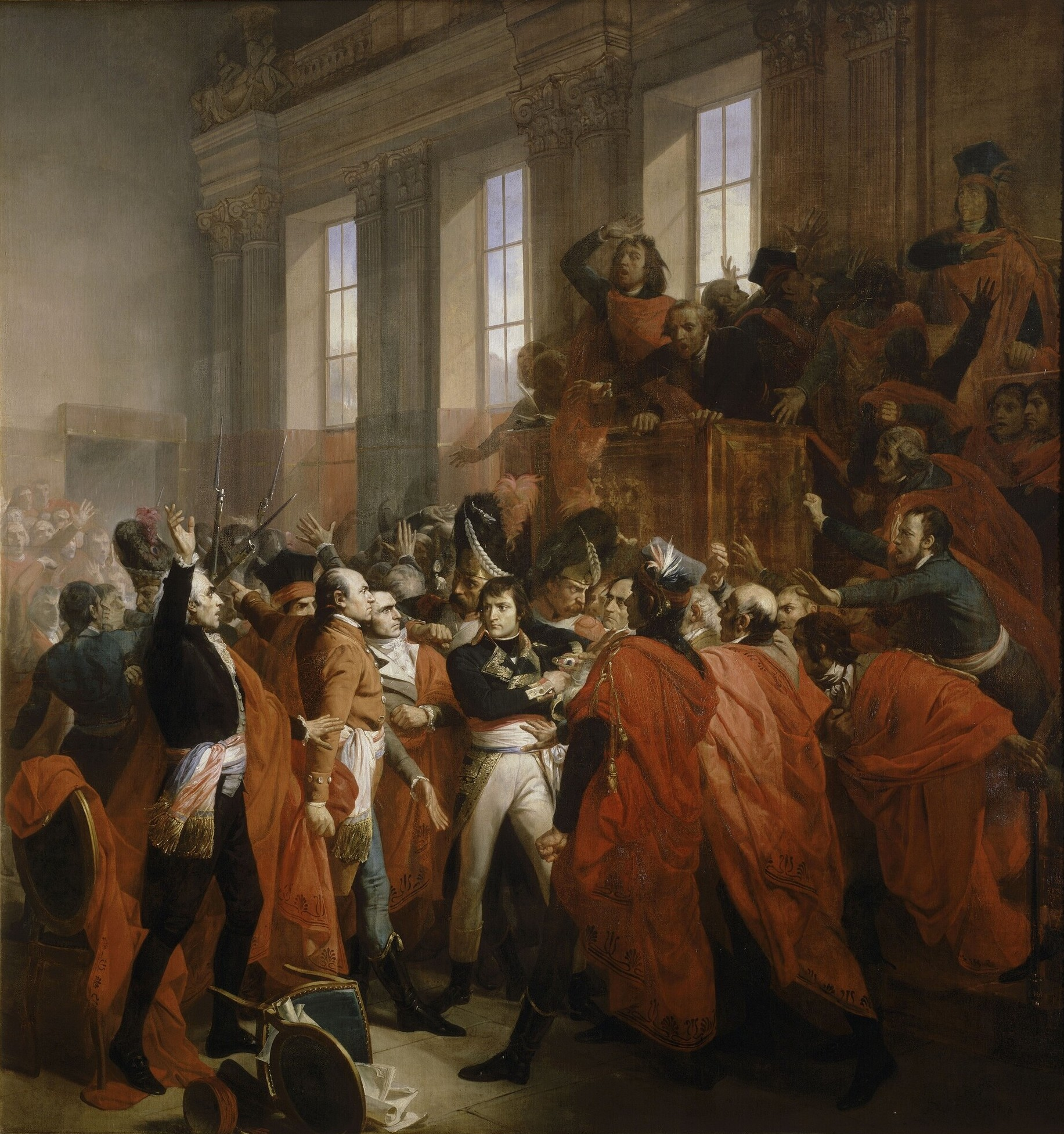
Tướng Bonaparte bị bao vây bởi các thành viên của Hội đồng Năm trăm trong cuộc đảo chính 18 tháng Sương mù, tranh của François Bouchot.

Khi ở Ai Cập, Bonaparte vẫn nhận được thông báo về sự vụ châu Âu thông qua các báo chí và thông điệp được chuyển tới không đều đặn. Ông biết rằng Pháp đã phải chịu một chuỗi những thất bại trong Chiến tranh Liên minh thứ hai. Ngày 24 tháng 8 năm 1799, ông lợi dụng sự rút lui tạm thời các tàu Anh khỏi các cảng Pháp để giong buồm về nước, bất chấp sự kiện là ông không nhận được mệnh lệnh rõ ràng nào từ Paris. Quân đội ở lại được giao phó cho tướng Jean Baptiste Kléber.
Hội đồng Đốc chính đã gửi ông những mệnh lệnh quay về để ngăn ngừa những cuộc xâm lược vào đất Pháp, nhưng đường dây liên lạc nghèo nàn khiến cho các thông điệp không đến được với ông. Vào lúc ông tới được Paris vào tháng 10, tình hình nước Pháp đã được cải thiện bởi một chuỗi những thắng lợi. Tuy nhiên nền Cộng hòa đã phá sản, và Hội đồng bất lực không được lòng dân Pháp. Hội đồng đã thảo luận về việc "đào ngũ" của Bonaparte nhưng quá yếu ớt để trừng phạt ông.
Bonaparte được một trong các viên Đốc chính, Emmanuel Joseph Sieyès, tiếp cận để hỗ trợ cho một cuộc đảo chính lật đổ chính phủ hợp hiến. Những người đứng đầu kịch bản này bao gồm người em trai ông là Lucien; phát ngôn viên của Hội đồng Năm trăm (tức Hạ nghị viện), Roger Ducos; một viên Đốc chính khác, Joseph Fouché; và Talleyrand. Vào ngày 9 tháng 11 hay 18 tháng Brumaire (Sương mù) theo lịch Cộng hòa Pháp — Bonaparte được trao nhiệm vụ bảo đảm an ninh cho hai viện lập pháp, những người bị thuyết phục rời về Lâu đài Saint-Cloud ở phía Tây Paris, sau một tin đồn về một cuộc nổi loạn của phe Jacobin được lan truyền bởi những người âm mưu. Ngày hôm sau, các nghị sĩ nhận ra họ đang đối mặt với một cuộc đảo chính. Trước sự phản kháng của họ, Bonaparte chỉ huy quân đội nắm quyền và giải tán họ, kế đó một nghị viện thu nhỏ (rump legislature) chỉ định Bonaparte, Sieyès, và Ducos làm các Tổng tài lâm thời quản lý chính quyền.

### Chế độ Tổng tài Pháp

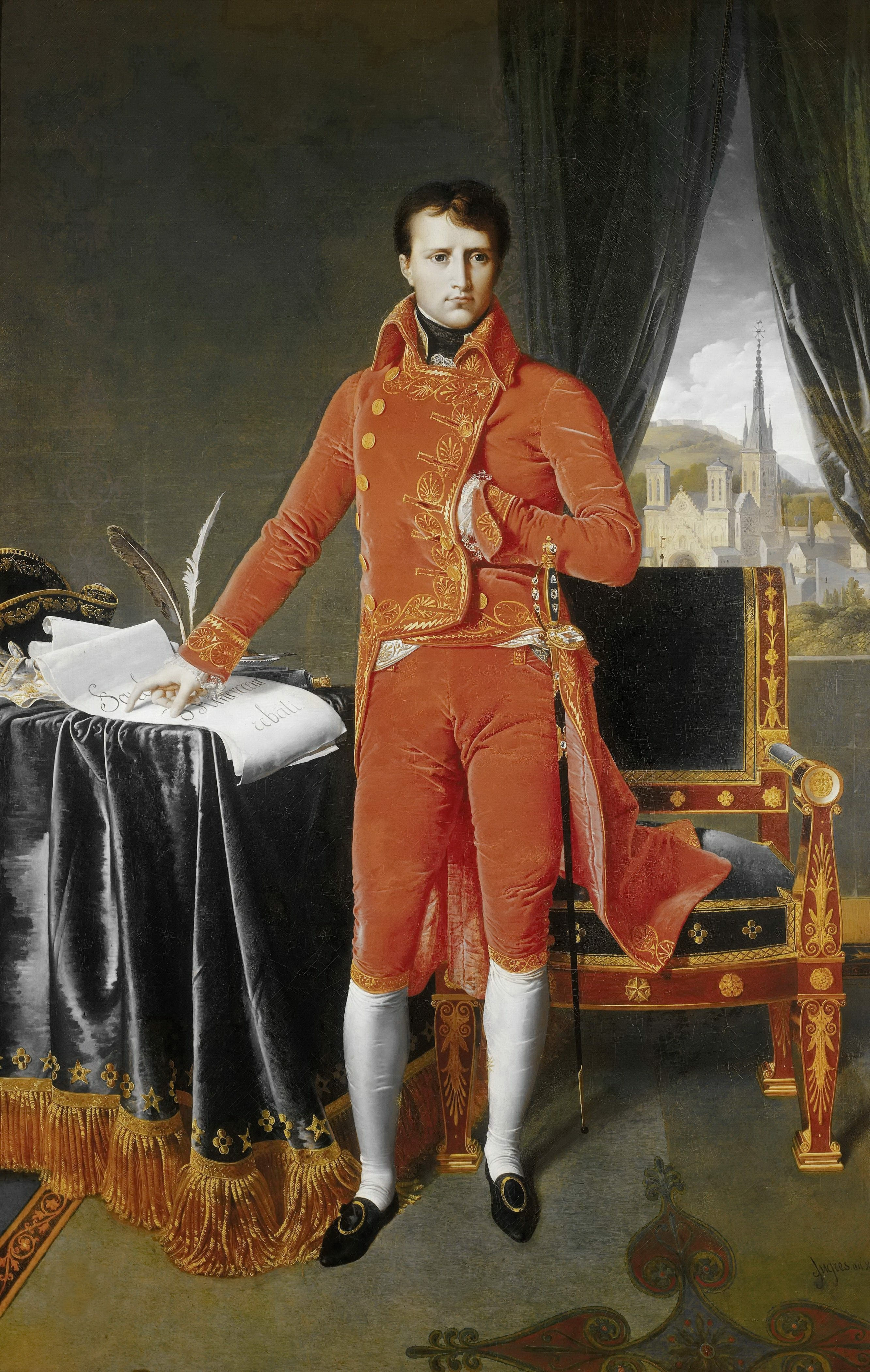
Bonaparte, Tổng tài thứ nhất, vẽ bởi Ingres. Việc đặt tay vào bên trong áo ghi lê thường được sử dụng trong các bức chân dung của những nhà lãnh đạo nhằm truyền tải sự lãnh đạo điềm tĩnh và ổn định.

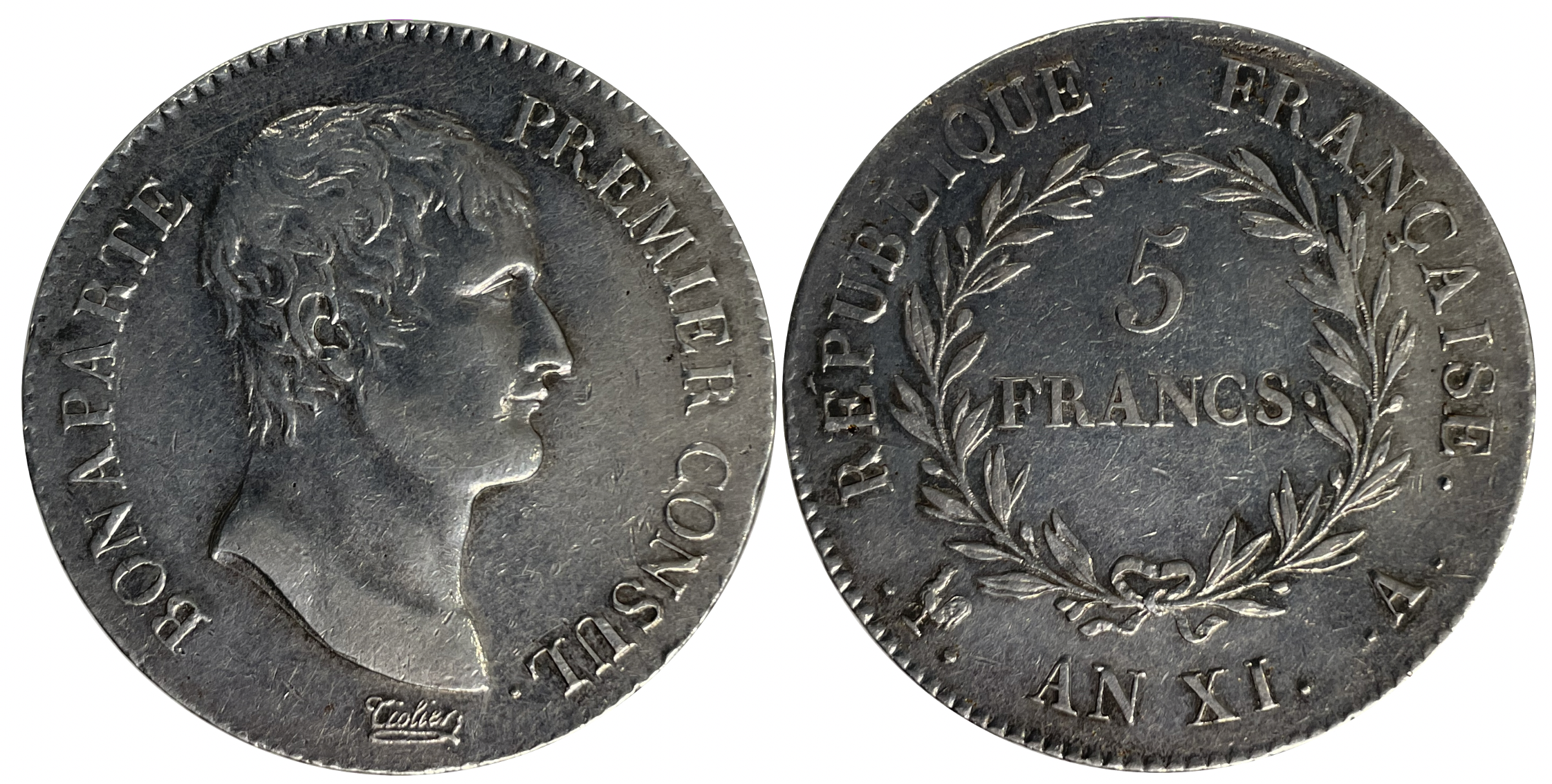
Xu bạc: 5 franc_AN XI được đúc năm 1802, thời Napoleon làm đệ nhất Tổng tài Pháp

Mặc dù Sieyès hi vọng sẽ cầm đầu trong chính quyền mới, ông sớm bị vượt mặt bởi Bonaparte, người thảo ra Hiến pháp Năm VIII và bảo đảm việc bầu chọn bản thân làm Đệ nhất Tổng tài, và ông dọn đến ở điện Tuileries. Điều này khiến cho Bonaparte trở thành con người quyền lực nhất ở Pháp.
Năm 1800, Bonaparte và quân đội của ông vượt dãy Alps tới Ý, nơi quân đội Pháp đã hầu như bị đánh bật hoàn toàn bởi quân Áo trong lúc ông đang ở Ai Cập. Chiến dịch khởi đầu tệ hại cho người Pháp khi Bonarpate có những sai lầm chiến lược; một lực lượng đã bị vây hãm ở Genova nhưng cuối cùng phá được vây và do đó chiếm được tài nguyên của quân Áo. Nỗ lực này, và sự tăng viện kịp thời của tướng Louis Desaix, đã cho phép Bonaparte quay lại với chuỗi thắng lợi vào tháng Sáu trong trận Marengo có tính quyết định.
Anh trai Joseph của Bonaparte tiến hành thương lượng hòa bình ở Lunéville và thông báo rằng Áo, được khuyến khích bởi người Anh, sẽ không công nhận những lãnh thổ Pháp vừa mới chiếm được. Khi cuộc thương lượng trở nên ngày càng căng thẳng, Bonaparte trao quyền cho tướng Moreau tấn công đất Áo thêm một lần nữa. Moreau đã lãnh đạo quân Pháp tới chiến thắng trong trận Hohenlinden. Kết quả là, Hiệp ước Lunéville được ký vào tháng 2 năm 1801; những chiến quả của Pháp từ Hiệp ước Campo Formio được tái xác nhận và tăng cường. Tất cả quá trình này đã thúc đẩy việc Hòa giải Đức, xoá bỏ hàng trăm nhà nước giáo hội, thành bang đế chế và những thân vương quốc nhỏ trong Đế chế La Mã Thần thánh, từ 300 nhà nước xuống chỉ còn 39, đã tạo ra quá trình phân phối lại tài sản và lãnh thổ rộng rãi nhất trong lịch sử Đức trước năm 1945.

#### Nền hòa bình tạm thời cho châu Âu

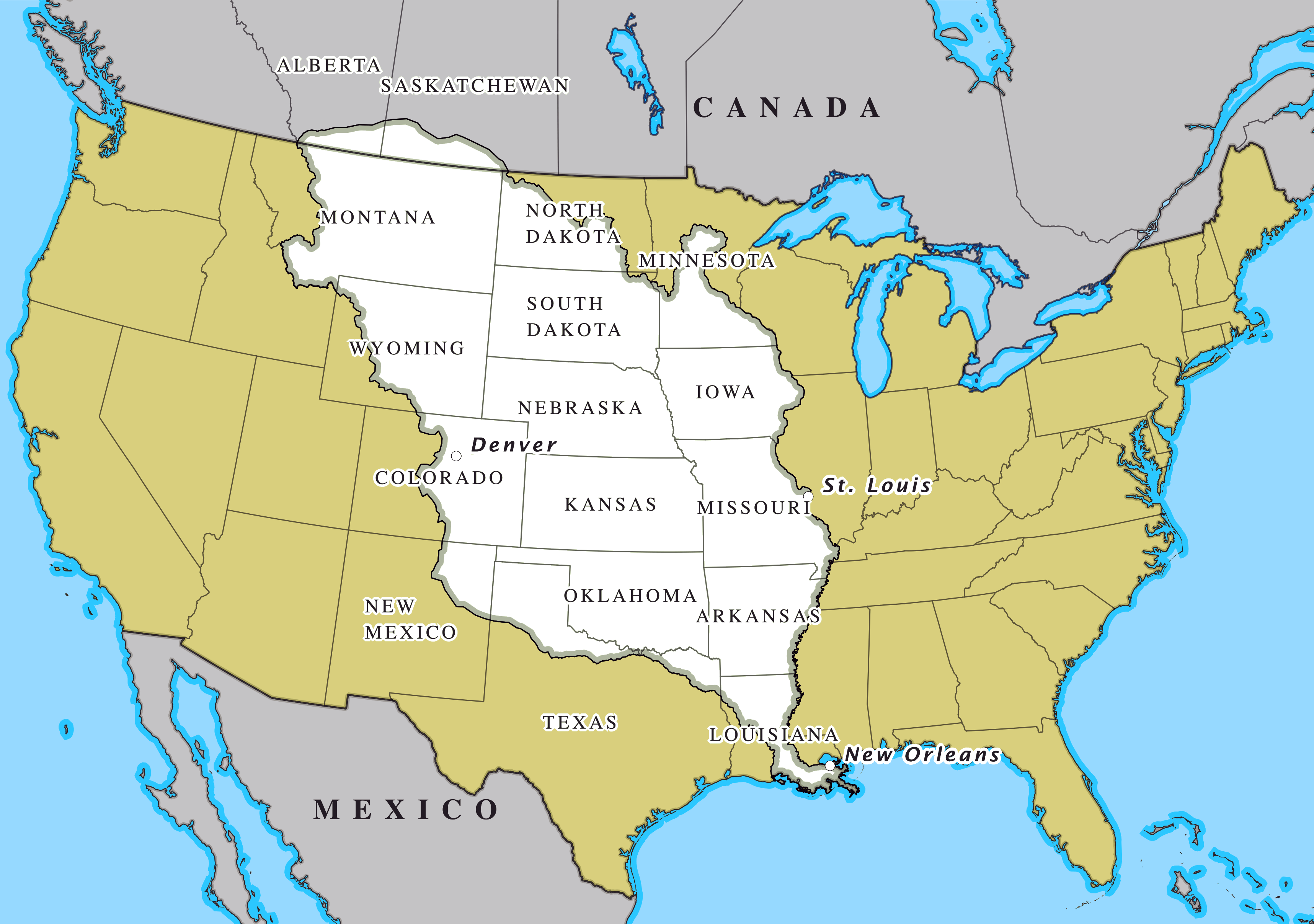
Giao kèo Louisiana vào năm 1803 có tổng diện tích là 827,987 sqmi, gấp đôi diện tích của Hoa Kỳ..

Cả Pháp lẫn Anh đã trở nên mệt mỏi với chiến tranh và ký với nhau Hiệp ước Amiens vào tháng 10 năm 1801 và tháng 3 năm 1802. Điều này đòi hỏi sự triệt thoái quân đội Anh khỏi hầu hết các thuộc địa họ chiếm gần đó. Sự hưu chiến này không dễ dàng và ngắn ngủi. Người Anh không chịu rút khỏi Malta như đã hứa và chống lại việc Bonaparte thôn tính Piedmont và Đạo luật Hòa giải của ông đã thiết lập nên một Liên bang Thụy Sĩ mới phụ thuộc vào Pháp, mặc dù không lãnh thổ nào kể trên nằm trong phạm vi của hiệp ước. Sự tranh cãi đạt đến đỉnh điểm và kết thúc bằng một tuyên bố chiến tranh của người Anh vào tháng 5 năm 1803, và Napoléon tái lập căn cứ xâm lược ở Boulougne.
Bonaparte cũng đứng trước sự thất thế và cuối cùng là thảm bại trong đàn áp Cách mạng Haiti. Bằng Luật 20 tháng 5 năm 1802 ông tái thiết lập chế độ nô lệ trong các vùng thuộc địa Pháp vốn đã bị bãi trừ sau Cách mạng. Đáp trả một cuộc nổi dậy của nô lệ, ông gửi một đạo quân viễn chinh để tái chiếm Saint-Dominique và thiết lập một căn cứ. Tuy nhiên lực lượng này bị hủy diệt bởi dịch sốt vàng và sức kháng cự mãnh liệt bởi những viên tướng Haiti Toussaint Louverture và Jean-Jacques Dessalines. Nước Pháp đứng trước tình trạng phá sản tài chính và một cuộc chiến tranh cận kề với người Anh, Bonaparte nhận thấy không thể bảo vệ được những thuộc địa của Pháp ở lục địa Bắc Mĩ và bán chúng cho Hợp chúng quốc Hoa Kỳ — Vụ mua bán Louisiana — với giá hơn ba cent mỗi mẫu Anh (acre) (tức khoảng 7,4 cent mỗi hecta).

### Đế quốc Pháp
Napoléon phải đương đầu với những âm mưu của phe bảo hoàng và Jacobin, bao gồm các Âm mưu dao găm vào tháng 10 năm 1800 và Âm mưu Phố Saint-Nicaise hai tháng sau, đều nhắm vào ám sát cá nhân ông. Tháng 1 năm 1804, cảnh sát khám phá một kế hoạch ám sát ông có can dự tới Moreau và dường như được nhà Bourbon thúc đẩy. Theo lời khuyên của Talleyrand, Napoléon ra lệnh bắt cóc Louis Antoine, Công tước xứ Enghien trong một cuộc đột nhập vào lãnh thổ Bá quốc Baden láng giềng. Sau một phiên xử bí mật Công tước bị hành hình, mặc dù ông không tham gia vào âm mưu.

Lễ đăng quang của Napoléon được vẽ bởi Jacques-Louis David (1804)

Napoléon sử dụng âm mưu trên để biện hộ cho sự tái lập của nền quân chủ cha truyền con nối ở Pháp, mà chính ông là Hoàng đế, với lập luận rằng sự phục hồi đáng lo ngại của nhà Bourbon sẽ khó khăn hơn nếu sự thừa kế nhà Bonaparte được ghi nhận bởi hiến pháp. Trong một cử chỉ có tính hình thức, Thượng viện Pháp yêu cầu ông lên ngôi Hoàng đế để "bảo vệ nền Cộng hòa". Napoléon tự đội đế miện với hiệu Hoàng đế Napoléon I vào ngày 2 tháng 12 năm 1804 ở Nhà thờ Đức Bà Paris và sau đó trao miện Hoàng hậu cho Joséphin dưới sự chứng kiến của Giáo hoàng Piô VII. Ludwig van Beethoven, một người hâm mộ từ lâu của ông, đã thất vọng vì sự quay sang chủ nghĩa đế quốc này và xóa lời đề tặng Napoléon trong Giao hưởng số 3 của mình.
Tại Nhà thờ Milano vào ngày 26 tháng 5 năm 1805, Napoléon đăng quang ngôi Vua của Ý với Vương miện Sắt của Lombardia. Ông lập nên cấp Thống chế của Đế quốc từ những vị tướng hàng đầu của mình, để đảm bảo lòng trung thành của quân đội.

#### Chiến tranh liên minh thứ ba

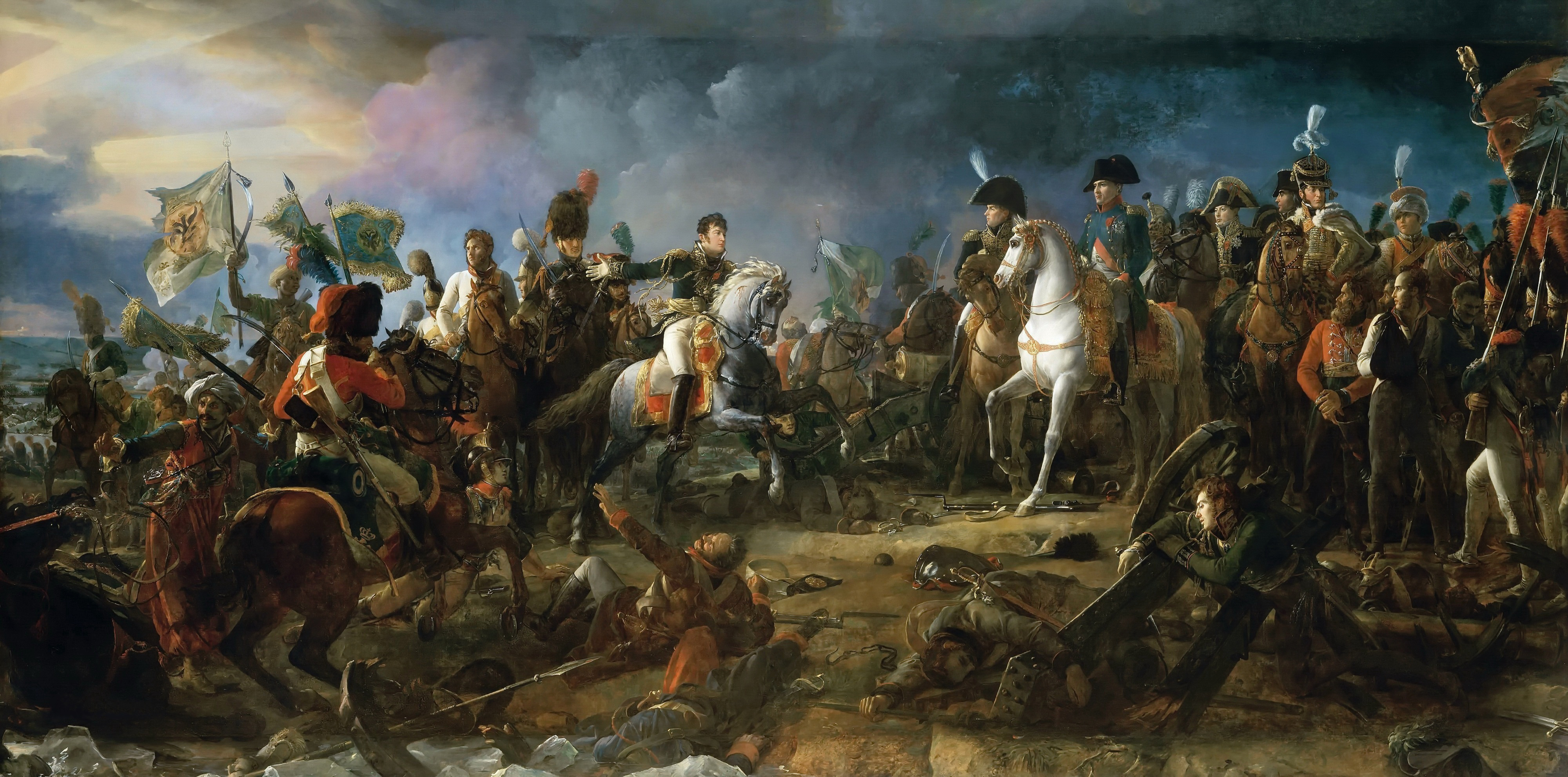
Napoléon trong trận Austerlitz, vẽ bởi François Gérard năm 1805. Trận Austerlitz, cũng được biết với tên trận Ba Hoàng đế, được xem là chiến thắng vĩ đại nhất của Napoléon, nơi Đế quốc Pháp đã đánh tan thành công Liên minh thứ ba.

Nước Anh phá vỡ Hòa ước Amiens và tuyên chiến với Pháp vào tháng 5 năm 1803. Napoléon thiết lập doanh trại ở Boulogne-sur-Mer để chuẩn bị cho cuộc xâm lược nước Anh. Đến năm 1805, Anh đã thuyết phục được Áo và Nga tham gia vào một Liên minh thứ ba chống Pháp. Napoléon biết rằng hạm đội Pháp không thể đánh bại Hải quân Hoàng gia trong một trận chiến mặt đối mặt và lập kế hoạch nhử họ ra khỏi Eo biển Anh.
Theo đó, Hải quân Pháp sẽ thoát khỏi sự bao vây của quân anh ở Toulon và Brest rồi đe dọa tấn công Tây Ấn, do đó sẽ loại bỏ được sự phòng thủ phía Tây quần đảo Anh, với hi vọng một hạm đội Pháp-Tây Ban Nha có thể đoạt được eo biển đủ lâu để quân đội Pháp băng qua từ Boulogne và xâm lược nước Anh. Tuy nhiên, sau thất bại trong trận hải chiến ở Mũi Finisterre vào tháng 7 năm 1805 và cuộc rút lui của Đô đốc Villeneuve về Cádiz, xâm lược đất Anh không bao giờ còn là một lựa chọn hiện thực đối với Napoléon nữa.
Khi quân đội Áo được triển khai tới Bayern, ông ngừng triển khai xâm lược Anh và ra lệnh cho đạo quân đóng ở Boulogne, Grande Armée của ông, hành quân bí mật trong một cuộc di chuyển thọc sâu vào hậu phương địch — chiến dịch Ulm. Điều này bao vây lực lượng Áo sắp sửa tấn công Pháp và cắt đứt các đường liên lạc của họ. Ngày 20 tháng 10 năm 1805, quân Pháp bắt được 30 000 tù binh trong trận Ulm, tuy nhiên ngày hôm sau chiến thắng của người Anh ở Trafalgar đồng nghĩa với việc Hải quân Hoàng gia hoàn toàn chiếm lĩnh các vùng biển.
Sáu tuần sau, trong lần kỉ niệm một năm ngày đăng quang, Napoléon đã đánh bại liên quân Áo-Nga trong trận Austerlitz nổi tiếng với tổn thất của phe Liên minh vào khoảng 27000 người, gấp 3 lần quân Pháp. Trận này đã bẻ gãy Liên minh thứ ba, khiến cho Aleksandr I phải than thở: "Chúng ta là những em bé trong bàn tay của một gã khổng lồ" . Napoléon trở về Paris nhận sự hưởng ứng nhiệt liệt, cho khánh thành Khải Hoàn Môn để tưởng niệm chiến thắng. Áo phải chịu nhường một phần lãnh thổ; Hòa ước Pressburg dẫn tới sự giải thể Đế quốc La Mã Thần thánh và lập nên Liên bang sông Rhine với Napoléon giữ vị trí Bảo hộ công.
Napoléon sau này nhắc lại "trận Austerlitz là trận đánh đẹp nhất trong mọi trận đánh tôi từng thực hiện". Frank McLynn cho rằng Napoléon đã quá thành công ở Austerlitz tới mức ông mất sự liên hệ với thực tiễn, và thứ từng là chính sách ngoại giao Pháp trở thành "một thứ của riêng Napoléon". Vincent Cronin không tán thành, cho rằng Napoléon không tự mãn quá mức về bản thân, mà "ông là hiện thân cho lòng tự mãn của ba mươi triệu người Pháp".

#### Các đồng minh Trung Đông

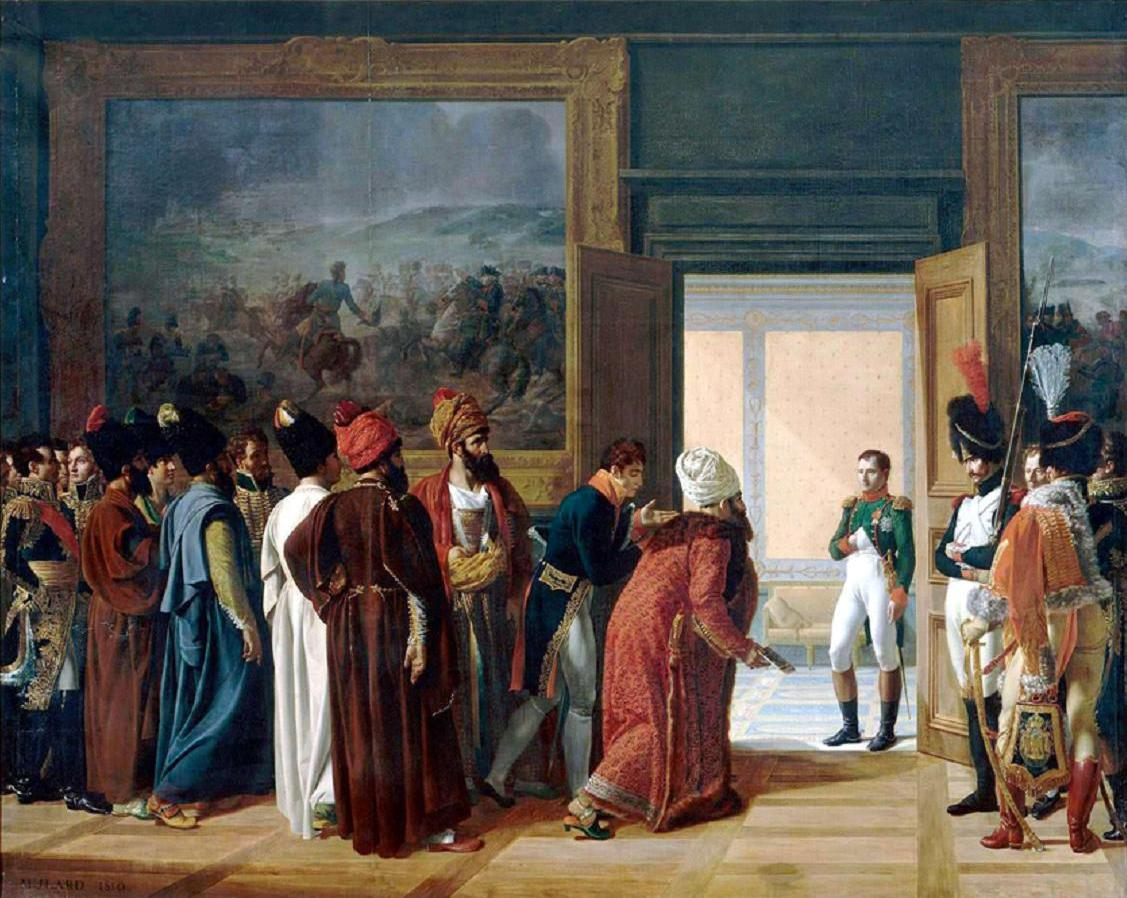
Công sứ Ba Tư Mirza Mohammed Reza-Qazvini gặp Napoléon I tại Dinh Finckenstein, 27 tháng 4 năm 1807, bởi François Mulard.

Ngay cả sau chiến dịch ở Ai Cập, Napoléon vẫn tiếp tục ấp ủ một kế hoạch lớn lao là thành lập một sự hiện diện của Pháp ở Trung Đông. Một mối đồng minh với các cường quốc Trung Đông sẽ là lợi thế chiến lược gây sức ép cho Nga ở biên giới phía Nam của nước này. Từ 1803, Napoléon tiến những bước đáng kể trong cố gắng thuyết phục Đế quốc Ottoman chiến đấu chống lại Nga ở bán đảo Balkan và gia nhập liên minh chống Nga của ông.
Napoléon gửi tướng Horace Sebastiani sang làm đặc sứ, hứa hẹn sẽ giúp đỡ Đế quốc Ottoman khôi phục những lãnh thổ đã mất. Tháng 2 năm 1806, sau chiến thắng của Napoléon ở Austerlitz và sự chia cắt sau đó của Đế quốc Habsburg, Hoàng đế Ottoman Selim III cuối cùng thừa nhận ngôi Hoàng đế của Napoléon, chính thức chọn liên minh với Pháp như "người đồng minh thân thiết và tự nhiên của chúng ta", đồng thời tuyên chiến với Nga và Anh.
Một liên minh Pháp-Ba Tư cũng được hình thành, trong thời gian từ năm 1807 đến năm 1809, giữa Đế quốc Ba Tư của Fat′h-Ali Shah Qajar chống Nga và Anh. Liên minh này chấm dứt khi Pháp bắt tay với Nga và chuyển trọng tâm sang các chiến dịch châu Âu.

#### Chiến tranh với Liên minh thứ tư

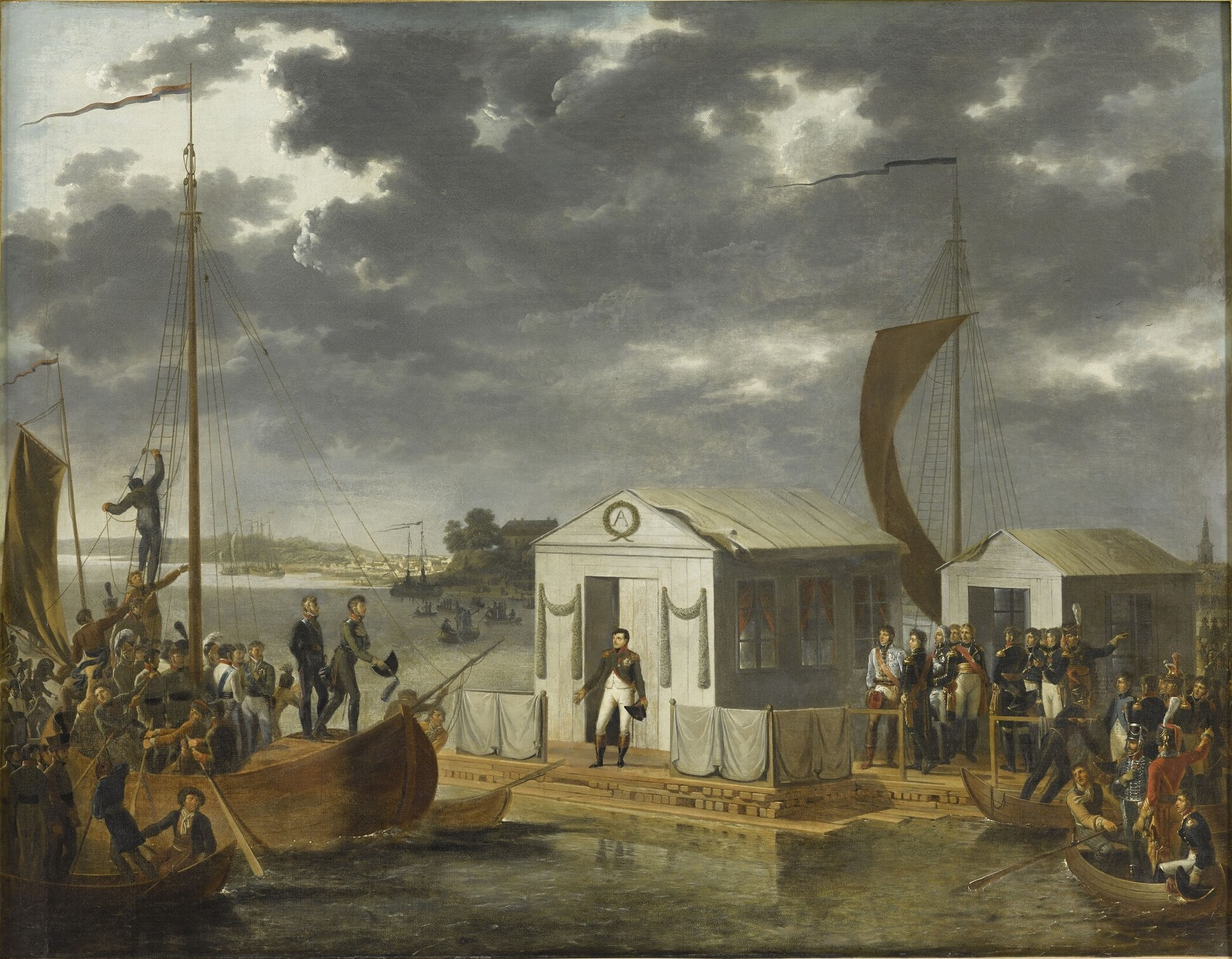
Hiệp ước Tilsit: Napoléon họp với Aleksandr I của Nga tại một chiếc bè trên sông Neman.

Liên minh thứ tư được thành lập năm 1806, và Napoléon đánh bại quân Phổ trong trận Jena-Auerstedt vào tháng 10. Ông hành quân vượt Ba Lan để đương đầu với quân Nga đang tiến sang và hai bên đụng độ đẫm máu tại trận Eylau ngày 6 tháng 2 năm 1807 nhưng bất phân thắng bại.
Ngày 14 tháng 6 năm 1807, Napoléon lại đụng trận với quân đội Nga ở Friedland. Quân Pháp thắng lớn, chỉ thương vong khoảng 10.000 người mà loại ít nhất 30.000 quân Nga khỏi vòng chiến. Sau đó ông ký kết Hiệp ước Tilsit bao gồm một văn bản với Nga hoàng Aleksandr I phân chia lục địa giữa hai cường quốc này; một văn bản khác với Phổ tước một nửa lãnh thổ nước này. Napoléon đặt các nhà cai trị lên ngai vàng các bang nước Đức, bao gồm người em Jérôme làm vua của Vương quốc Westphalia mới lập. Trong vùng Ba Lan mà Pháp kiểm soát, ông lập nên Công quốc Warszawa dưới quyền Vua Friedrich August I của Sachsen.
Với các chiếu chỉ Milano và chiếu chỉ Berlin, Napoléon nỗ lực tăng cường một sự tẩy chay thương mại khắp châu Âu đối với Anh mang tên Hệ thống Lục địa. Đạo luật chiến tranh kinh tế này không thành công, bởi nó khuyến khích các thương gia Anh buôn lậu vào châu Âu lục địa, và nhân viên cưỡng bách thuế quan độc quyền của Napoléon không thể ngăn họ lại.

#### Chiến tranh Bán đảo
Vì Bồ Đào Nha không tuân theo lệnh phong tỏa lục địa nên Napoléon phải cất quân chinh phạt vào năm 1807 với sự hỗ trợ của Tây Ban Nha. Dưới chiêu bài tăng cường cho quân đội Pháp - Tây Ban Nha chiếm đóng Bồ Đào Nha, Napoléon xâm lược luôn cả Tây Ban Nha, phế Carlos IV rồi đưa anh trai của mình là Joseph Bonaparte lên ngôi, đồng thời đặt em vợ là Joachim Murat lên cầm quyền thay Joseph ở Napoli. Điều này đã dẫn đến sự kháng cự mạnh mẽ của quân đội và thường dân Tây Ban Nha gây nên cuộc khởi nghĩa Dos de Mayo.

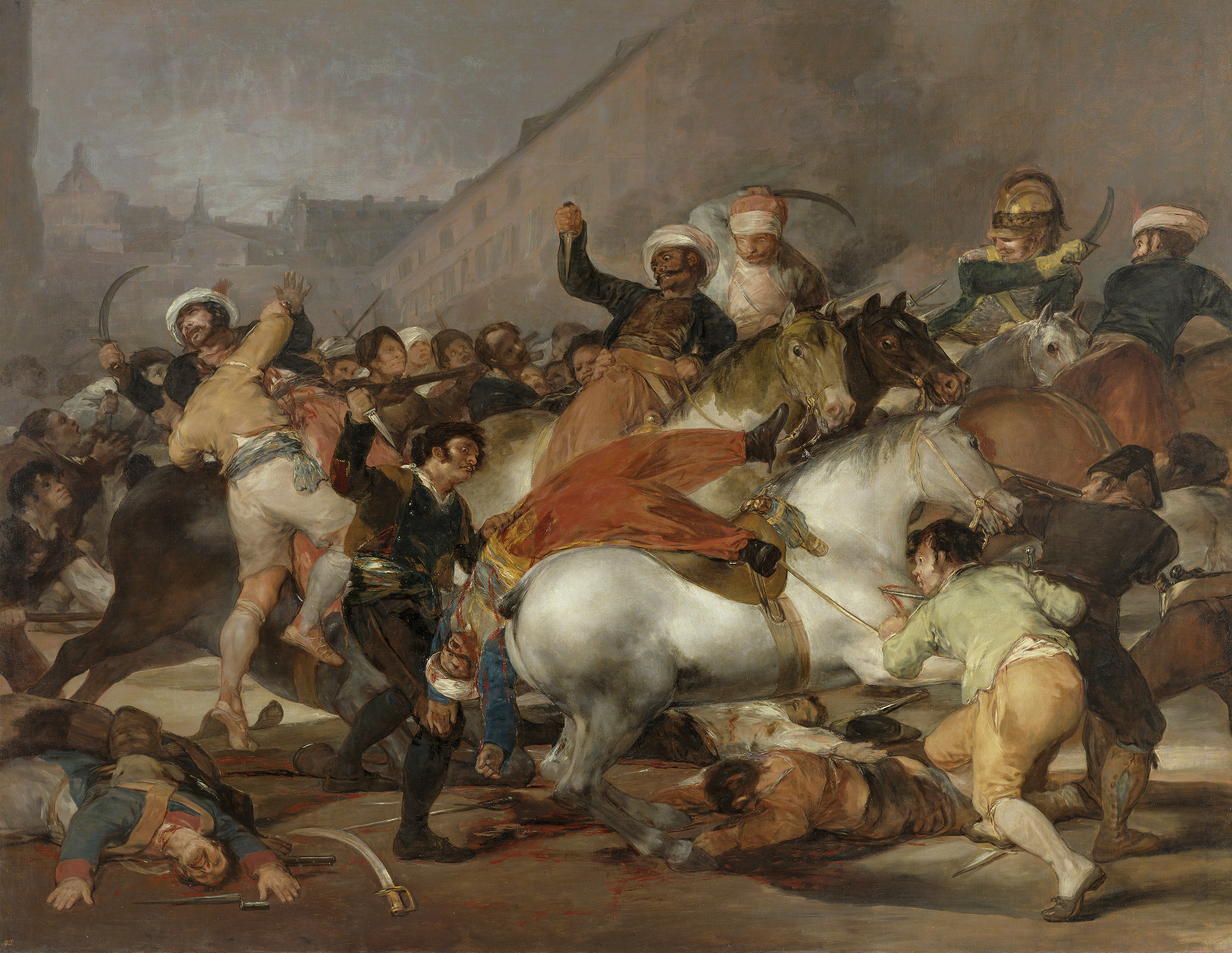
Ngày thứ 2 tháng 5 năm 1808, quân Mamluk xung kích, một bức họa của Francisco Goya

Ở Tây Ban Nha, Napoléon còn phải đối mặt với một loại hình chiến tranh mới, chiến tranh du kích, trong đó cư dân địa phương, hưởng ứng chủ nghĩa ái quốc và tinh thần tôn giáo, tham gia vào cuộc chiến. Loại hình bước đầu của chiến tranh nhân dân này bao gồm nhiều hình thức chiến đấu cường độ thấp (quấy rối, phá hoại, nổi dậy vũ trang...) và trợ giúp cho quân đội chính quy những nước đồng minh với Tây Ban Nha. Sau khi quân Pháp đồn trú buộc phải rút khỏi nhiều phần đất nước này, Napoléon nắm quyền chỉ huy trực tiếp, đánh bại quân Tây Ban Nha. Ông chiếm lại Madrid, đánh bật một đội quân Anh tới cứu viện và đẩy lui họ khỏi bờ biển . Tuy vậy, trước khi người dân Tây Ban Nha chịu khuất phục hoàn toàn, nước Áo lại đe dọa chiến tranh, buộc Napoléon phải quay về Pháp..
Cuộc chiến tranh trên bán đảo Iberia tốn kém và thường đẫm máu vẫn tiếp tục khi Napoléon vắng mặt. Trong cuộc vây hãm Zaragoza lần thứ hai, gần như toàn bộ thành phố bị phá hủy và hơn 5 vạn người bỏ mạng. Mặc dù Napoléon để 30 vạn quân tinh nhuệ ở lại Tây Ban Nha để chống lại quân du kích cũng như liên quân Anh-Bồ Đao Nha dưới sự chỉ huy của Công tước Wellington, nhưng sự kiểm soát của Pháp ngày một suy yếu.
Sau khi phía đồng minh giành thắng lợi, cuộc chiến kết thúc sau khi Napoléon thoái vị vào năm 1814. Napoléon mô tả cuộc chiến tranh Bán đảo là trung tâm của sự thất bại chung cuộc của mình. Ông đã viết trong hồi ký: "Cuộc chiến tranh bất hạnh đó đã hủy diệt tôi...Tất cả...những tai họa của tôi bị buộc chặt với nút thắt định mệnh đó".

#### Chiến tranh Liên minh thứ năm và tái hôn
Tháng 4 năm 1809, Áo bất ngờ phá vỡ liên minh với Pháp, tham gia vào Liên minh thứ năm chống Pháp. Napoléon buộc phải nắm quyền chỉ huy các lực lượng ở mặt trận Danube và Đức. Sau những thắng lợi ban đầu, quân Pháp vấp phải khó khăn trong việc vượt qua sông Donau và thất bại vào tháng Năm trong trận Aspern-Essling gần Viên. Người Áo đã bỏ lỡ lợi dụng tình thế, để cho Napoléon có thể tập hợp lại lực lượng. Ông đánh bại quân Áo trong trận Wagram, và Hiệp ước Schönbrunn được ký giữa Pháp và Áo. Tuy thắng lợi nhưng thiệt hại nặng nề trong trận Wagram đã chứng tỏ những suy sút của quân đội Pháp.
Vương quốc Anh vẫn chống Pháp và có vài trận thắng trên biển. Trên lục địa châu Âu, Anh chỉ hỗ trợ cuộc chiến trên bán đảo Iberia và gửi một đoàn quân viễn chinh gồm 40.000 người tới Walcheren (vùng Zeeland, Hà Lan) từ ngày 30 tháng 7 đến ngày 10 tháng 12 năm 1809 để tấn công căn cứ hải quân Antwerpen của Pháp và để chia cắt lực lượng Pháp nhằm giúp Áo nhưng cuối cùng phải rút lui khi Napoléon đem quân tăng viện.
Ông đồng thời sáp nhập lãnh thổ của Giáo hoàng bởi Giáo hội từ chối ủng hộ Hệ thống Lục địa; Giáo hoàng Piô VII đáp trả bằng cách rút phép thông công vị hoàng đế Pháp. Sau đó một số sĩ quan của Napoléon đã bắt cóc Giáo hoàng, Napoléon tuy không ra lệnh trên nhưng khi biết được sự việc cũng không cho thả Piô. Giáo hoàng bị chuyển đi khắp các lãnh thổ của Napoléon và Napoléon đã gửi các phái đoàn tới gây áp lực buộc ông trên các vấn đề bao gồm thỏa thuận về một giáo ước mới với nước Pháp, tuy nhiên Piô đều từ chối. Năm 1810 Napoléon kết hôn với Nữ Đại vương công Maria Ludovica của Áo, sau khi ông ly dị với Joséphine; điều này gây thêm căng thẳng với Giáo hội, và mười ba Hồng y đã bị tống giam do vắng mặt tại lễ cưới. Giáo hoàng tiếp tục bị giam cầm trong 5 năm và không trở về Roma cho đến tháng 5 năm 1814.

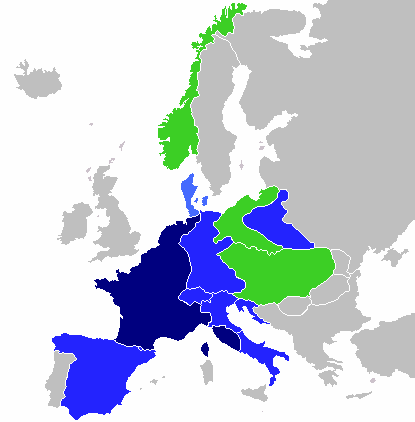
Đệ Nhất Đế chế Pháp có quy mô rộng nhất vào năm 1811
Đế quốc Pháp
Các quốc gia vệ tinh của Pháp
Các quốc gia đồng minh

Napoléon chấp nhận việc Bernadotte, một trong các thống chế của ông được bầu làm người thừa kế ngai vàng Thụy Điển vào tháng 11 năm 1810. Ông thường chiều Bernadotte bất chấp những sơ suất của viên tướng này vì Bernadotte cưới hôn thê cũ của ông là Désirée Clary nhưng về sau hối hận cả đời khi Bernadotte đem Thụy Điển liên minh với các kẻ thù của Pháp trong Liên minh thứ sáu và trở thành một trong những đối thủ đáng ngại nhất của ông

#### Xâm lược nước Nga
Hội nghị Erfurt được tổ chức nhằm bảo vệ mối đồng minh Nga-Pháp, và các hoàng đế Pháp và Nga đã có một mối quan hệ cá nhân thân thiện sau cuộc họp đầu tiên ở Tilsit năm 1807. Tuy nhiên tới năm 1811, căng thẳng gia tăng và Alexander chịu sức ép từ giới quý tộc Nga đòi phá vỡ đồng minh. Dấu hiệu ban đầu rằng mối quan hệ đã biến đổi là sự chối bỏ trên thực tế Hệ thống Lục địa, điều khiến Napoléon đe dọa Aleksandr nhiều hậu quả thảm khốc nếu ông lập quan hệ đồng minh với người Anh.
Đến năm 1812, các cố vấn của Aleksandr đề xuất khả năng tiến hành xâm lược Đế quốc Pháp và tái chiếm Ba Lan. Nhận được báo cáo tình báo về những sự chuẩn bị chiến tranh của Nga, Napoléon tăng cường mở rộng đạo quân Grande Armée của mình lên hơn 450 000 lính. Ông phớt lờ lời khuyên lặp lại chống một cuộc xâm lược vào trung tâm nước Nga và chuẩn bị cho một chiến dịch tấn công; và ngày 23 tháng 6 năm 1812 cuộc chinh phạt bắt đầu.
Trong một nỗ lực nhằm thu được sự hỗ trợ hơn nữa từ những người yêu nước dân tộc chủ nghĩa Ba Lan, Napoléon gọi cuộc chiến là Chiến tranh Ba Lan lần thứ hai. Chiến tranh Ba Lan lần thứ nhất là cuộc nổi dậy Liên bang Bar của quý tộc Ba Lan chống lại Nga năm 1768. Những người yêu nước Ba Lan muốn khu vực Ba Lan thuộc Nga sáp nhập vào Công quốc Warszawa và một nhà nước Ba Lan độc lập được tạo ra. Điều này bị từ chối bởi Napoléon đã hứa với đồng minh Áo không cho phép như vậy. Napoléon cũng từ chối giải phóng cho nông nô Nga bởi lo ngại điều này có thể tạo nên những chống đối trong miền hậu phương của quân đội ông. Những nông nô này về sau đã đối xử thậm tệ đối với lính Pháp khi họ rút chạy.

Napoléon rút khỏi Nga, tranh của Adolph Northen.

Người Nga từ chối mục tiêu của Napoléon về một trận giao chiến quyết định, thay vào đó thoái lui ngày càng sâu vào lãnh thổ Nga. Một nỗ lực kháng cự ngắn ngủi được thực hiện ở Smolensk vào tháng Tám; người Nga bị đánh bại trong một loạt trận, và Napoléon tiếp tục tiến công. Người Nga vẫn trì hoãn đánh nhau, mặc dù trong một vài trường hợp điều này chỉ đạt được do sự ngần ngừ ít thấy ở Napoléon khi cơ hội tới. Do chiến thuật tiêu thổ của quân Nga, người Pháp cảm thấy ngày càng khó để tìm kiếm thức ăn cho bản thân và cho ngựa.
Người Nga bấy giờ mới tung ra những trận đánh ở ngoại vi Moskva. Ngày 7 tháng 9: trận Borodino khiến cho 44 000 quân Nga và 35 000 quân Pháp tử vong, bị thương hoặc bị bắt, và có lẽ là ngày chiến sự đẫm máu nhất trong lịch sử từ trước tới thời điểm đó. Mặc dù quân Pháp thắng, quân đội Nga đã đương đầu, và đứng vững, trong trận chiến trực diện mà Napoléon đã hi vọng sẽ mang tính quyết định. Napoléon đã ghi chép lại: "Trận khủng khiếp nhất trong mọi trận đánh của tôi là trận trước Moskva. Người Pháp đã chứng tỏ họ xứng đáng với chiến thắng, nhưng người Nga đã chứng tỏ họ bất khả chiến bại".
Quân đội Nga rút xa khỏi Moskva. Napoléon tiến vào thành phố, trông đợi việc Moskva thất thủ sẽ kết thúc chiến tranh và Aleksandr sẽ đàm phán hòa bình. Tuy nhiên, tổng đốc thành phố Feodor Rostopchin ra lệnh đốt cháy Moskva chứ không đầu hàng. Sau một tháng, lo lắng mất quyền kiểm soát ở Pháp, Napoléon và quân đội rút lui.
Người Pháp chịu tổn thất to lớn trong quá trình rút quân tai hại, mà một phần là do Mùa Đông Nga. Quân đội Pháp bắt đầu với hơn 400 000 quân tiền phương, nhưng vào lúc kết thúc chỉ có ít hơn 40 000 người vượt sông Berezina tháng 11 năm 1812. Phía Nga mất 150 000 lính trong trận chiến và hàng trăm nghìn người dân khác thiệt mạng.

#### Chiến tranh Liên minh thứ sáu

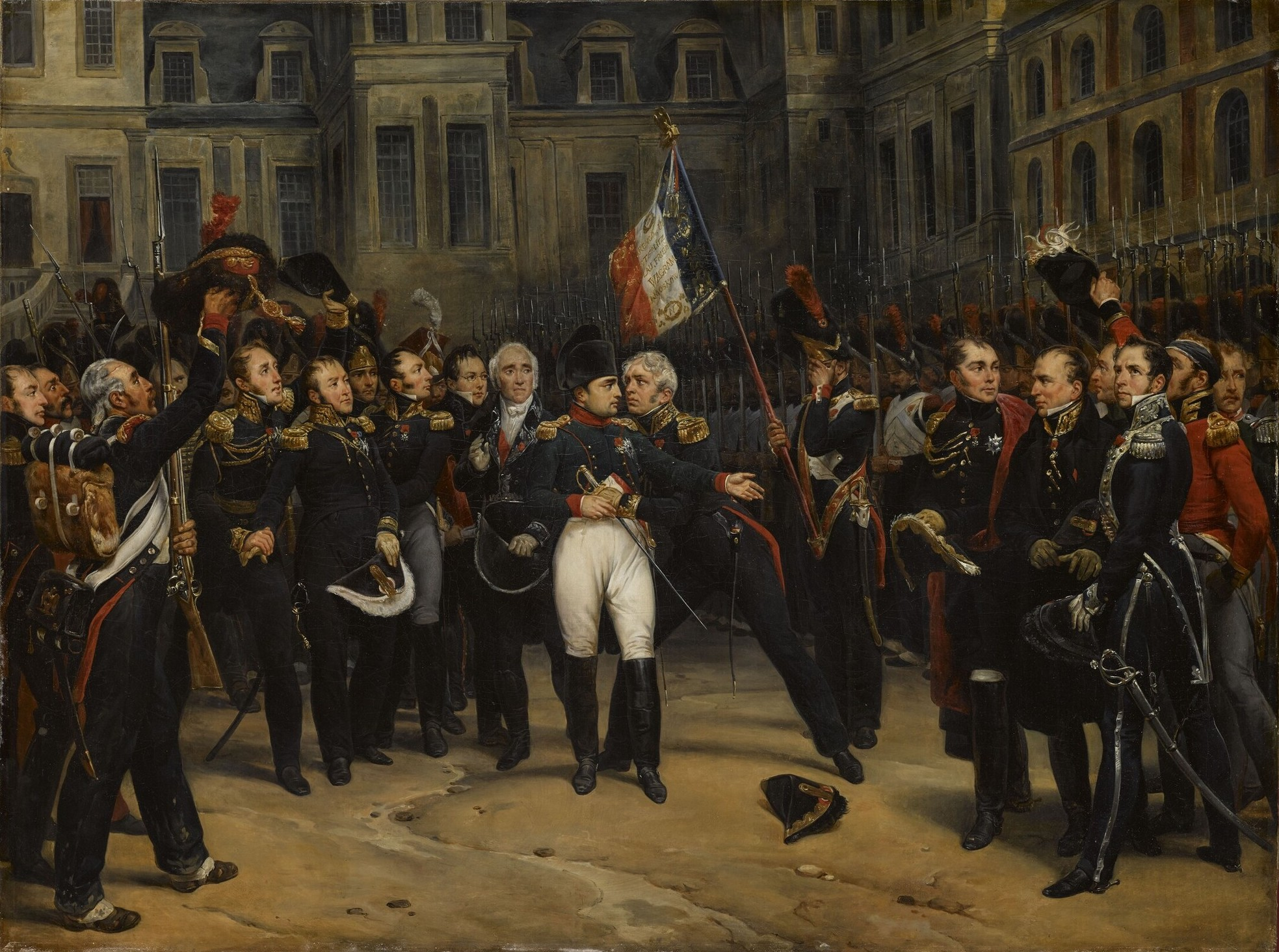
Adieux de Napoléon à la Garde impériale dans la cour du Cheval-Blanc du château de Fontainebleau (Napoléon từ biệt Cận vệ Đế chế ở sân Bạch Mã của Cung điện Fontainebleau) – ngày 20 tháng 4 năm 1814. Tranh của Antoine Alphonse Montfort, Bảo tàng quốc gia Cung điện Versailles.

Có một thời gian tạm lắng chiến sự trong mùa đông 1812–1813 khi cả người Nga lẫn người Pháp đang tái xây dựng lực lượng; Napoléon sau đó có thể tung ra chiến trường 350.000 quân. Được cổ vũ bởi thất bại của Pháp tại Nga, Phổ liên hợp với Áo, Thụy Điển, Nga, Anh, Tây Ban Nha và Bồ Đào Nha trong một liên minh mới. Napoléon nắm quyền chỉ huy ở mặt trận Đức và giáng cho Liên minh một chuỗi trận thua bao gồm thảm bại ở trận Dresden vào tháng 8 năm 1813.
Bất chấp những thắng lợi này, tình thế tiếp tục ngày càng chống lại Napoléon, và quân Pháp bị khóa chặt bởi một lực lượng đông gấp đôi và do đó thua trong trận Leipzig. Đây có lẽ là trận chiến lớn nhất trong toàn bộ các cuộc chiến tranh của Napoléon và nó khiến cho 90.000 người thương vong.
Napoléon rút về Pháp với đội quân giảm xuống còn 70.000 lính và 40.000 người tụt khỏi đội hình, chống lại đội quân Liên minh đông gấp hơn ba lần. Nước Pháp bị bao vây: quân Anh dồn ép từ phía nam, các đạo quân Liên minh khác đang nhắm vào tấn công các bang chư hầu Đức. Napoléon thắng một loạt trận xuất sắc trong Chiến dịch Sáu ngày, tuy nhiên chúng không đủ ý nghĩa để thay đổi cục diện. Quân Liên minh đã đánh bại Napoléon trong những trận đánh quan trọng tại Laon và Arcis-sur-Aube, và tiến chiếm Paris vào tháng 3 năm 1814.
Khi Napoléon đề xuất hành quân tới thủ đô, các thống chế của ông quyết định gây binh biến. Ngày 4 tháng 4, Thống chế Ney lãnh đạo lật đổ Napoléon. Napoléon khẳng định rằng quân đội sẽ theo ông, và Ney đáp lại rằng quân đội sẽ theo những vị tướng của nó. Napoléon không có lựa chọn nào ngoài việc thoái vị. Ông quyết định nhường ngôi cho con nhưng Liên minh từ chối điều này, Napoléon buộc phải thoái vị không điều kiện vào ngày 11 tháng 4.

#### Lưu đày tại Elba
Các Lực lượng Liên minh đã tuyên bố rằng Hoàng đế Napoléon là trở ngại duy nhất cho sự khôi phục nền hòa bình ở châu Âu, Hoàng đế Napoléon, trung thành với lời thề của mình, nay tuyên bố rằng ông từ bỏ, về phần ông cũng như những người thừa kế của ông, ngai vàng của nước Pháp và Ý, và rằng không sự hy sinh nào, ngay cả mạng sống của mình, mà ông không sẵn lòng làm vì lợi ích của nước Pháp.
Thảo ở Cung điện Fontainebleau, 11 tháng 4 năm 1814.— Tuyên ngôn thoái vị của Napoleon

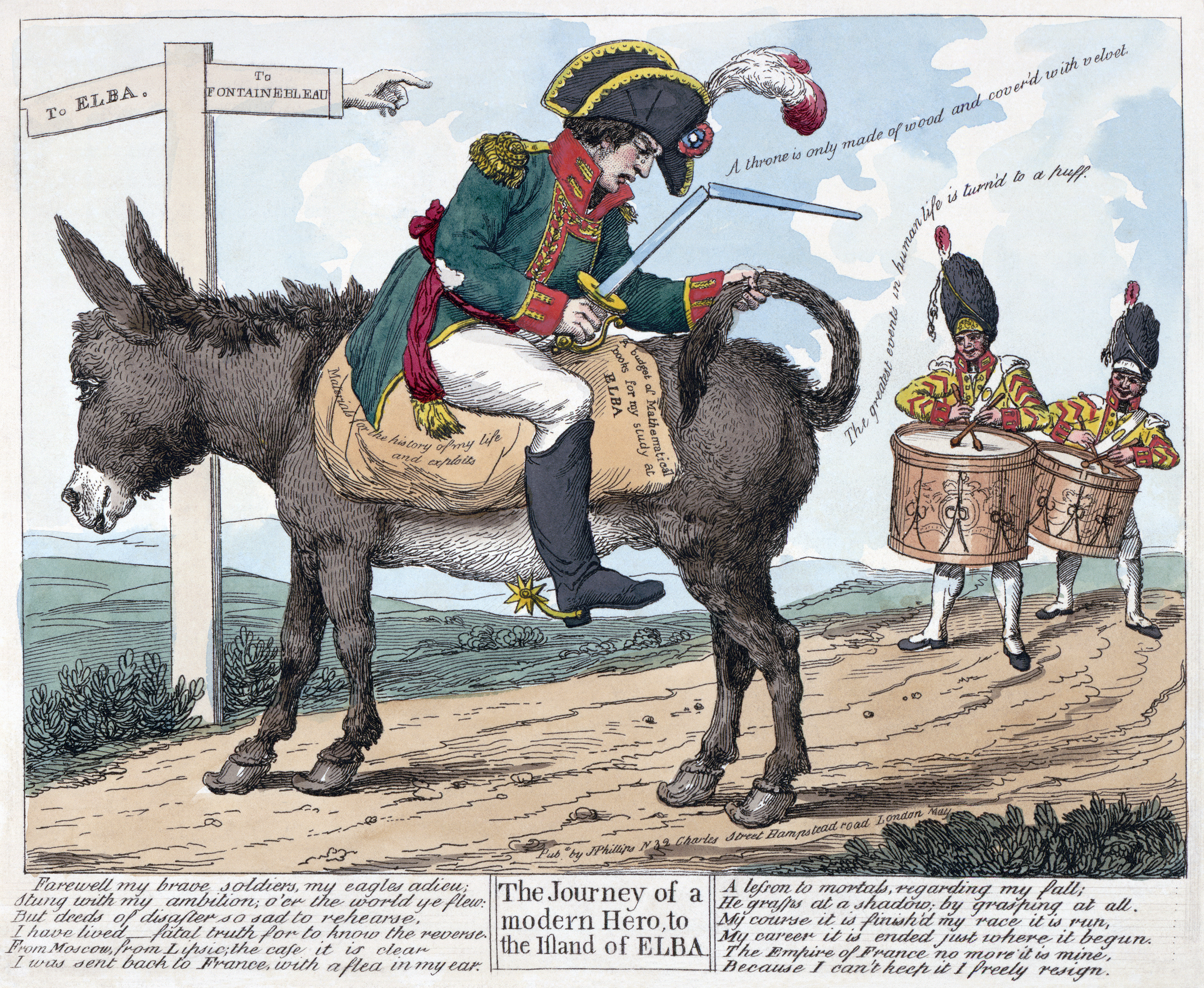
Biếm họa (tranh khắc axit) của Anh từ năm 1814 về buổi lễ lưu đày lần thứ nhất của Napoléon tới Elba vào thời điểm chấm dứt Chiến tranh Liên minh thứ sáu.

Trong Hiệp ước Fontainebleau, những người chiến thắng đày ông tới Elba, một hòn đảo 12 000 dân ở Địa Trung Hải, cách bờ biển Toscana 20 km. Họ cho ông quyền cai trị hòn đảo với tư cách Thân vương xứ Elba và cho phép ông giữ lại danh hiệu hoàng đế. Napoléon đã định tự tử bằng viên thuốc mà ông mang theo mình kể từ một lần suýt bị người Nga bắt được trong đợt rút lui khỏi Moskva. Tuy nhiên độc tính của nó đã giảm sau vài năm, và Napoléon sống sót. Ông chấp nhận lưu đày, trong khi vợ và con trai tìm sự nương náu ở nước Áo. Trong vài tháng đầu ở Elba ông đã tạo dựng một đội quân và cả một lực lượng hải quân nhỏ trên đảo, phát triển các mỏ sắt, và ra những sắc lệnh liên quan đến phương thức canh tác nông nghiệp hiện đại.

#### Triều đại Một trăm ngày

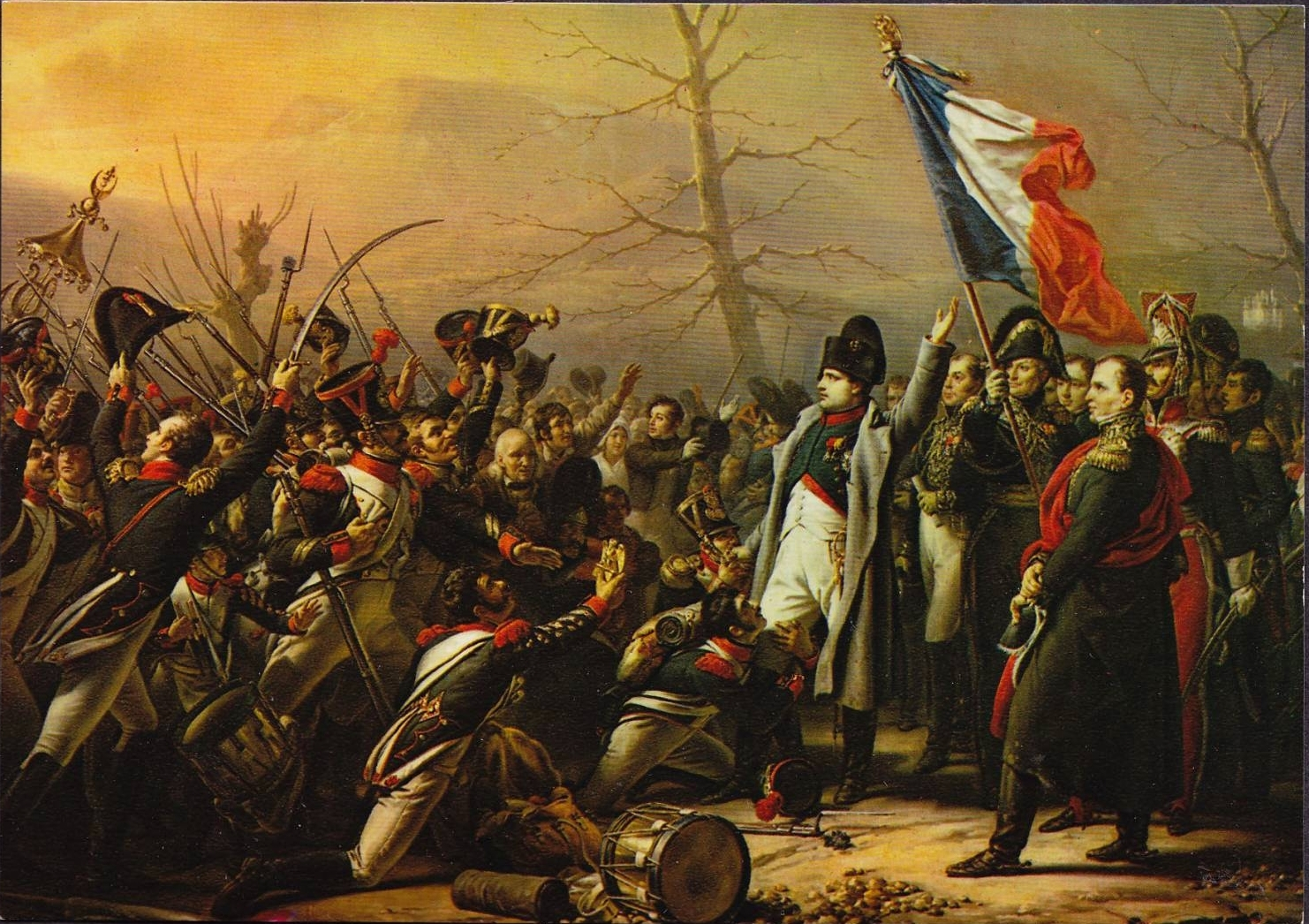
Napoléon trở về từ Elba, tranh của Karl Stenben, thế kỷ XIX.

Dù bị chia cắt khỏi vợ và con trai, những người đã chịu sự kiểm soát của nước Áo, bị cắt khoản trợ cấp được đảm bảo cho ông bởi Hiệp ước Fontainebleau, và dấy lên những tin đồn ông dường như bị trục xuất tới một hòn đảo xa xôi ở Đại Tây Dương, Napoléon trốn khỏi Elba ngày 26 tháng 2 năm 1815. Ông cập bến ở Golfe-Juan trên đất liền Pháp, hai ngày sau đó.
Trung đoàn số 5 được gửi tới để ngăn chặn ông và nối lại tuyến đường tới nam Grenoble vào mùng 7 tháng 3 năm 1815. Napoléon tiếp cận đội quân một mình, xuống ngựa và khi đứng trong tầm đạn, ông hét lên: "Ta ở đây. Giết Hoàng đế của các người đi, nếu các người muốn".
Những người lính đáp lại bằng tiếng hô "Hoàng đế Vạn tuế!" ("Vive L'Empereur!") và hành quân cùng Napoléon tới Paris; Louis XVIII bỏ chạy. Ngày 13 tháng Ba, các cường quốc tại Đại hội Viên đã tuyên bố Napoléon là kẻ ngoài vòng pháp luật, và bốn ngày sau Anh, Nga, Áo và Phổ kết hợp một lần nữa để gửi mỗi nước 150.000 quân tới chiến trường để chấm dứt nền cai trị của ông.
Napoléon đến Paris ngày 20 tháng 3 và cầm quyền trong một thời kì mà ngày nay gọi là Triều đại Một trăm ngày. Đến đầu tháng 6 lực lượng vũ trang mà ông tập hợp được đạt con số 200.000, và ông quyết định chọn tấn công để đánh bật gọng kìm của quân đội Anh và Phổ. Tập đoàn quân phía Bắc băng qua biên giới tới Vương quốc Liên hiệp Hà Lan, nay là Bỉ.
Quân đội Napoléon chiến đấu với quân liên minh, chỉ huy bởi Wellington và Gebhard Leberecht von Blücher, trong trận Waterloo ngày 18 tháng 6 năm 1815. Quân đội Wellington chịu đựng các đợt tấn công liên tiếp của người Pháp và đẩy lùi họ trên chiến trường trong khi quân Phổ tới tăng viện và phá vỡ sườn phải của đội hình quân Napoléon. Napoléon bị đánh bại bởi ông phải chiến đấu với quân số một chọi hai, tấn công một đội quân chiếm được vị trí phòng ngự tuyệt vời trên địa hình ẩm ướt lầy lội.
Sức khỏe của ông ngày hôm đó có thể đã ảnh hưởng tới sự hiện diện và sự hăng hái của ông trên chiến trường, thêm vào sự kiện là cấp dưới có thể đã khiến ông bị ngã. Một sự kiện khác có ảnh hưởng quan trọng tới kết cục là lực lượng kị binh do tướng Grouchy đã không tiếp ứng kịp thời. Dù vậy, Napoléon đã tiến rất gần tới một chiến thắng chớp nhoáng. Bị áp đảo về số lượng, quân đội Pháp rút khỏi chiến trường trong hỗn loạn, điều cho phép lực lượng Liên minh tiến vào nước Pháp và khôi phục ngai vàng nước Pháp cho Louis XVIII.
Ở ngoài cảng Rochefort, Charente-Maritime, sau khi cân nhắc một cuộc đào thoát sang Hợp chúng quốc, Napoléon chính thức yêu cầu tị nạn chính trị từ đại tá người Anh Frederick Lewis Maitland trên chiến hạm HMS Bellerophon ngày 15 tháng 7 năm 1815.

## Lưu đày ở Saint Helena

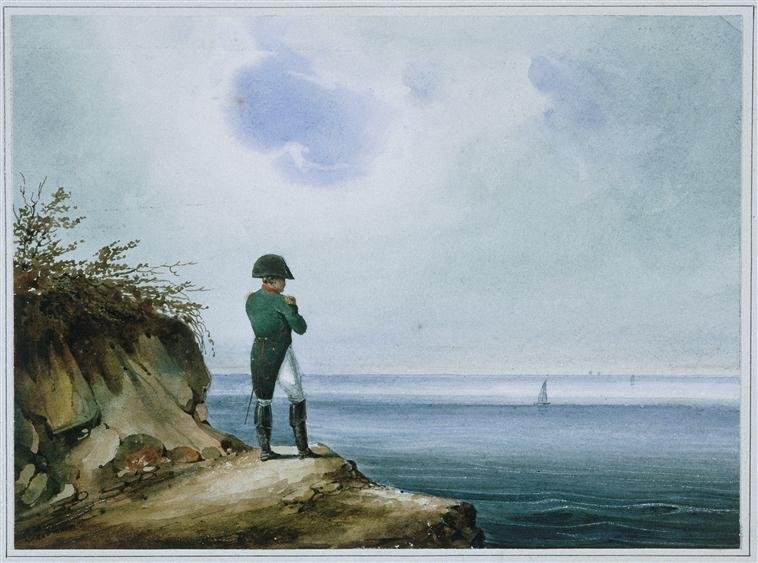
Napoléon trên đảo Saint Helena, tranh màu nước của Franz Josef Sandmann, k. 1820.

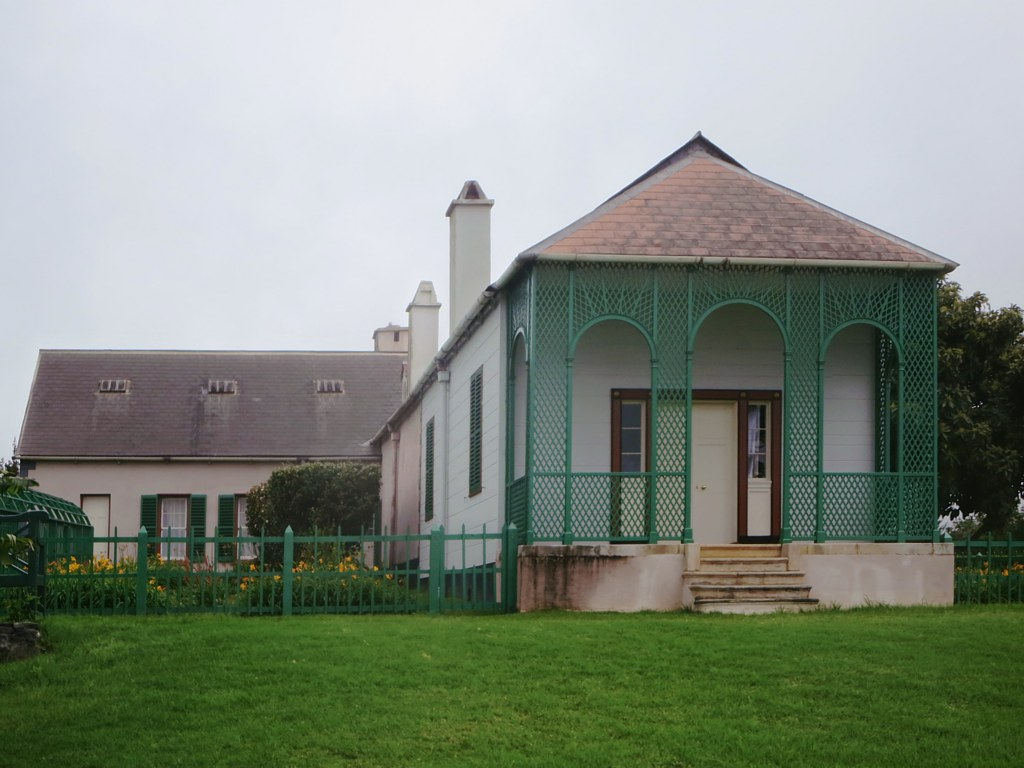
Longwood House, Saint Helena, nơi Napoléon bị giam giữ.

Napoléon bị tống giam và sau đó lưu đày tới đảo Saint Helena trên Đại Tây Dương, cách bờ biển Tây Phi 1.870 km (1.162 mi). Trong hai tháng đầu tiên ở đây, ông sống trong một căn lều ở khu đất Briars thuộc về một người tên William Balcombe. Napoléon trở nên gần gũi với gia đình này, đặc biệt với cô con gái út tên Lucia Elizabeth, người về sau viết cuốn Những hồi ức về Hoàng đế Napoléon. Tình bạn này bị chia cắt vào năm 1818 khi chính quyền Anh bắt đầu nghi ngờ rằng Balcombe đóng vai một người trung gian giữa Napoléon và Paris và đuổi ông này khỏi đảo.
Napoléon chuyển tới Longwood House vào tháng 12 năm 1815; nó đã rơi vào tình trạng hư hỏng, ẩm ướt và gió lùa, gây hại cho sức khỏe. Tờ The Times đã xuất bản những bài báo ám chỉ rằng chính phủ Anh đang cố gắng làm ông chết mau, và ông thường phàn nàn về điều kiện sống trong những bức thư gửi cho tổng đốc và là người canh giữ ông Hudson Lowe.
Với sự đỡ đần của một ít người đi theo, Napoléon viết hồi ký và lên án những người giam giữ ông — đặc biệt là Lowe. Sự đối xử của Lowe với Napoléon bị xem là tồi tệ bởi các học giả như Frank MacLynn. Lowe đã gia tăng thêm tình trạng khổ cực của ông bằng những biện pháp bao gồm sự hạn chế việc đi lại của Napoléon, một quy định yêu cầu không món quà nào được gửi cho ông nếu nó đề cập đến danh hiệu hoàng đế của ông, và một văn bản mà những người ủng hộ phải ký đòi hỏi rằng họ sẽ phải ở lại với người tù vô thời hạn.
Năm 1818, The Times tường thuật một tin đồn thất thiệt về sự đào thoát của Napoléon và nói rằng tin tức được chào đón bởi sự thắp nến đồng thời ở nhiều gia đình Luân Đôn. Có một sự thông cảm cho ông ở Nghị viện Anh: Nam tước Holland có một bài diễn văn trước Nghị viện yêu cầu tù nhân phải được đối xử mà không chịu sự tàn nhẫn nào. Napoléon tiếp tục theo dõi thời sự qua tờ The Times và từng hi vọng được thả khi Holland trở thành Thủ tướng. Ông cũng nhận sự giúp đỡ từ Nam tước Cochrane, người tham dự vào các cuộc đấu tranh của Chile và Brasil giành độc lập và muốn cứu Napoléon và giúp ông lập nên một đế chế mới ở Nam Mỹ, một viễn cảnh bị sụp đổ bởi cái chết của Napoléon vào năm 1821.
Có những âm mưu khác để giải thoát Napoléon khỏi sự giam cầm bao gồm một âm mưu từ Texas, nơi những người lính lưu đày của Grande Armée muốn một sự phục hưng Đế quốc Napoléon ở Mỹ. Có cả một kế hoạch cứu ông bằng một tàu ngầm sơ khai. Trong thời kì Napoléon bị giam cầm, Nam tước Byron đã viết những vần thơ xem Napoléon như hiện thân của anh hùng lãng mạn, thiên tài bất toàn, cô độc và bị ngược đãi. Tin tức rằng Napoléon khởi sự làm vườn ở Longwood cũng làm dấy lên sự đồng cảm với nhiều gia đình Anh.

### Qua đời và an táng

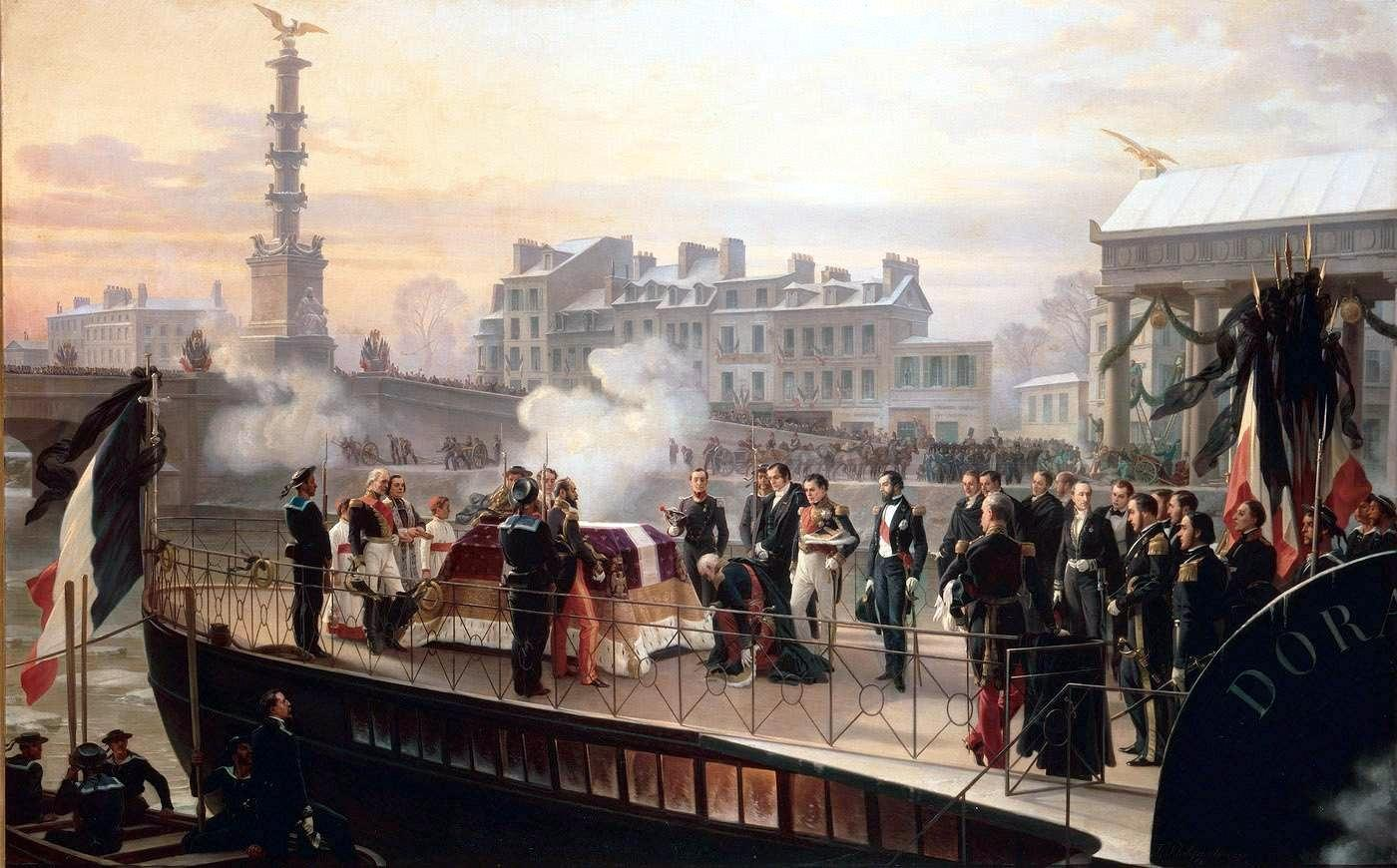
Thi hài của Napoléon cập bến Courbevoie.

Ngay từ cuối năm 1817, đã xuất hiện nhiều dấu hiệu bệnh tật nơi vị cựu Hoàng Đế, một phần cũng vì ông thiếu vận động. Napoléon có triệu chứng bị ung thư bao tử. Bác sĩ riêng của Napoléon, Barry O'Meara, cảnh báo chính quyền về tình trạng sức khỏe suy giảm của người tù mà nguyên nhân chính, theo ông, là sự đối xử khắc nghiệt của viên "cai ngục", Lowe, buộc Napoléon giam thân hàng tháng trời trong nơi cư trú hư hỏng và ẩm ướt Longwood. O'Meara có một liên lạc thư từ bí mật với một thư ký ở Bộ Hải quân Anh, được biết rằng những lá thư này được đọc bởi lãnh đạo cao cấp: ông hi vọng, bằng cách này, cảnh báo chính phủ, nhưng thực tế không đem lại điều gì. Đã vậy, O'Meara còn bị thuyên chuyển đi nơi khác, thay thế bằng một bác sĩ gốc đảo Corse tên là Francesco Antommarchi.
Tháng 2 năm 1821, sức khỏe Napoléon nhanh chóng trở nên suy sụp, ông phải nằm liệt trên giường. Tháng 4, Napoléon Bonaparte đã đọc lời di chúc cuối cùng, gồm có câu: "Tôi ước muốn nắm xương tàn của tôi nằm bên bờ sông Seine, ở giữa những người dân Pháp mà tôi rất yêu mến. Tôi chết trước thời hạn, bị giết bởi thể chế hoạt đầu Anh và do các kẻ sát nhân được thuê mướn". Ngày 2 tháng 5, hai bác sĩ Anh, những người vừa tới gần đó, chăm sóc cho ông nhưng chỉ có thể kê những liều thuốc giảm đau. Ông mất hai ngày sau đó, sau khi trải qua lễ thú tội, xức dầu thánh và ban thánh thể với sự hiện diện của Giám mục Ange Vignali. Những lời cuối cùng của ông là "France, armée, tête d'armée, Joséphine" (Nước Pháp, quân đội, chỉ huy quân đội, Joséphine). Napoléon đã qua đời lúc 5 giờ 49 phút giờ chiều ngày hôm đó, khi chưa tròn 52 tuổi. Thi thể của ông được mặc bộ quân phục mà ông ưa thích và được phủ lên bằng tấm áo choàng màu xám, tấm áo trận mà ông đã khoác trong trận Marengo.
Trái với di nguyện của ông, tổng đốc người Anh cho rằng ông nên được chôn cất ở St. Helena, trong Thung lũng Willows. Hudson Lowe khăng khăng đòi câu khắc trên bia mộ phải đề "Napoleon Bonaparte"; những thuộc hạ theo đi đày, Montholon và Bertrand muốn Đế hiệu "Napoleon" phải được viết chỉ bằng tên đầu. Kết quả là tấm bia mộ để trống tên.

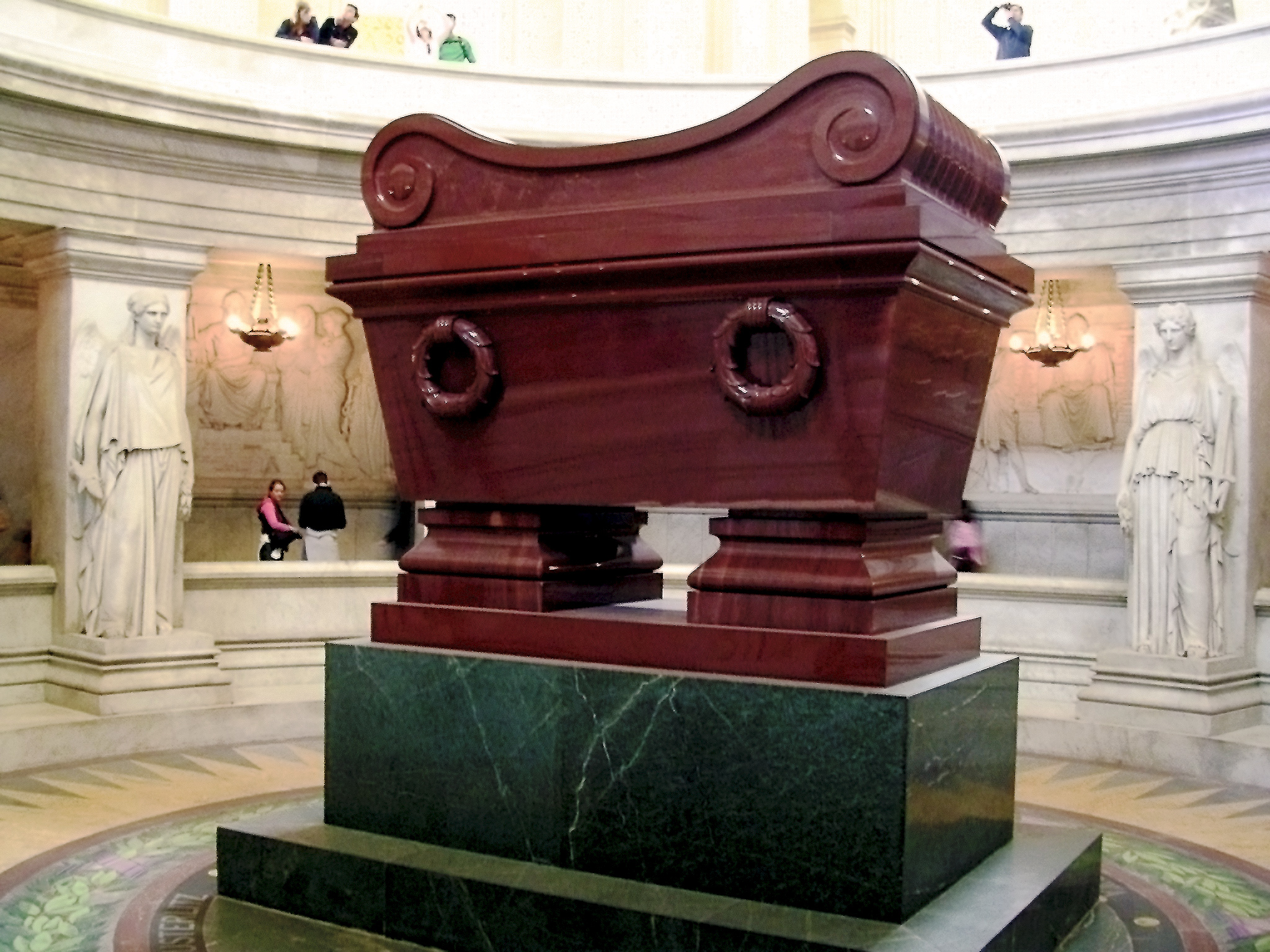
Mộ Napoléon ở Điện Invalides.

Năm 1840, Louis Philippe I nhận được sự cho phép của Anh để đem di hài Napoléon về Pháp. Di hài được vận chuyển bằng chiến hạm Belle-Poule, được sơn đen trong dịp này, và ngày 29 tháng 11 nó cập bến Chebourg. Di hài tiếp đó được mang bởi tàu hơi nước Normandie tới Le Havre, ngược sông Seine tới Rouen và dừng ở Paris.
Ngày 15 tháng 12, lễ quốc tang được cử hành. Xe tang di chuyển từ Khải Hoàn Môn xuống đại lộ Champs-Élysées, băng qua Quảng trường Concorde tới Les Invalides (Điện Phế binh) và tới mái vòm ở nhà nguyện St Jérôme nơi nó nằm lại cho đến khi ngôi mộ được thiết kế bởi Louis Visconti hoàn thành. Năm 1861, thi hài được an táng trong một chiếc quách làm từ đá tràng thạch (porphyry) trong hầm mộ dưới mái vòm của Điện Invalides.

#### Nguyên nhân cái chết
Cuộc khám nghiệm tử thi chỉ ra rằng nguyên nhân cái chết là ung thư dạ dày. Tuy nhiên, François Carlo Antommarchi, bác sĩ riêng của Napoléon và là người chỉ đạo cuộc khám nghiệm, đã không ký vào báo cáo chính thức. Cha của Napoléon cũng qua đời vì ung thư dạ dày nhưng điều này dường như không được biết vào thời điểm mổ tử thi. Antommarchi tìm thấy bằng chứng về một vết loét dạ dày, và đây là cách giải thích tiện lợi nhất đối với chính phủ Anh, những người muốn tránh sự chỉ trích về việc chăm sóc vị hoàng đế Pháp.

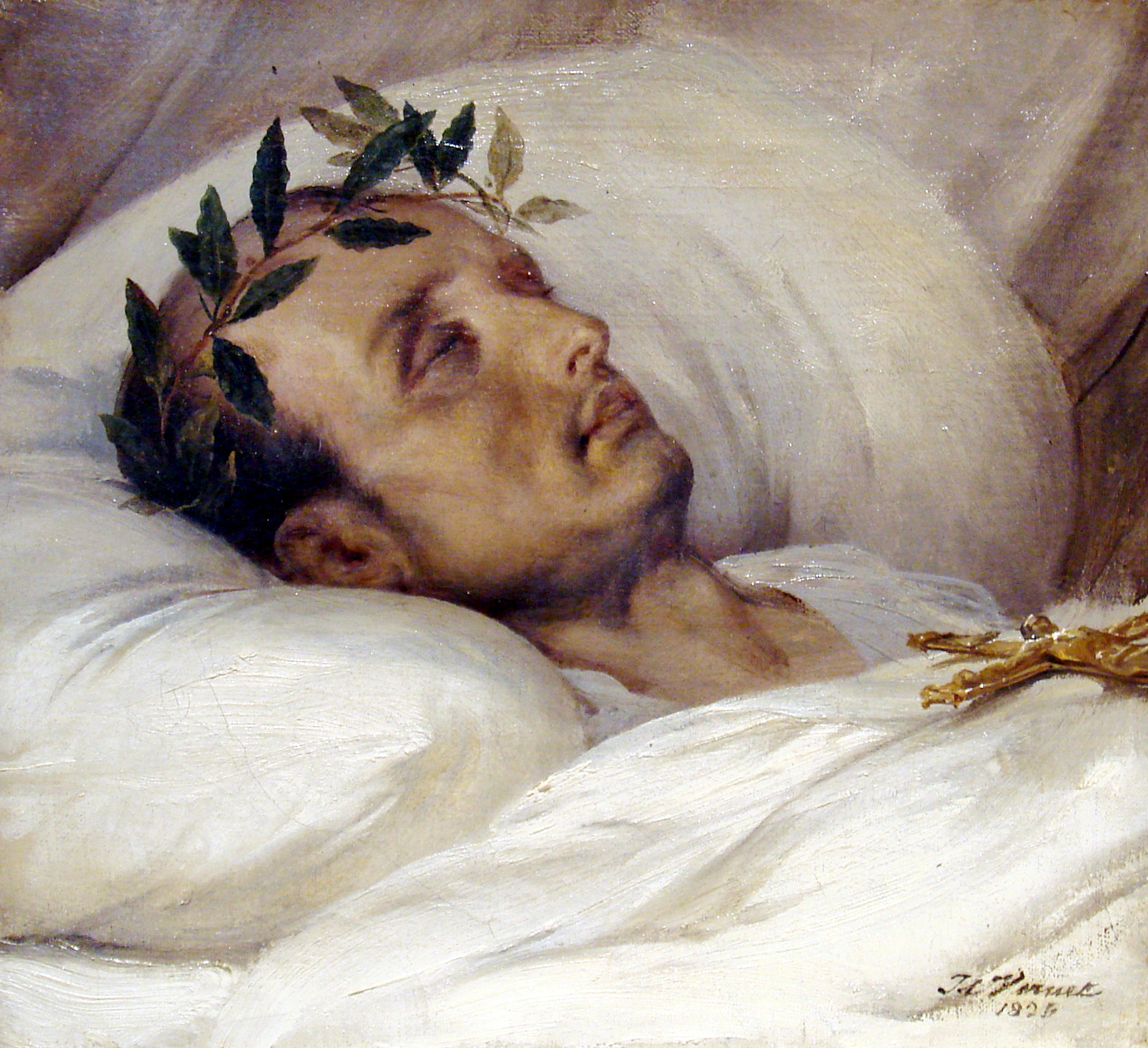
Napoléon sur son lit de mort (Napoléon hấp hối trên giường), bởi Horace Vernet, 1826.

Năm 1955, nhật ký của người hầu phòng của Napoléon, Louis Marchand, xuất hiện trên báo chí. Bản mô tả về Napoléon những tháng trước khi mất khiến cho Sten Forshufvud đề xuất những nguyên nhân khác cho cái chết, bao gồm sự đầu độc arsen từ từ, trong một bài báo trên tờ Nature năm 1961. Arsen được dùng làm thuốc độc vào thời kì đó bởi khi ấy nó không thể bị phát hiện khi áp dụng trong một thời gian dài. Forshufvud, trong một cuốn sách năm 1978 với Ben Weider, lưu ý rằng cơ thể vị hoàng đế được thấy là được bảo quản tốt một cách đáng ngạc nhiên khi di chuyển vào năm 1840. Arsen là một chất có tính bảo quản mạnh, và do đó điều này củng cố giả thuyết đầu độc. Forshufvud và Weider nhận xét rằng Napoléon từng cố hạ bớt cơn khát bất thường bằng uống nhiều si-rô nước mạch ướp hoa cam (orgeat syrup) chứa các hợp chất cyanide trong quả hạnh dùng để tạo mùi.
Họ khẳng định rằng kali tactrat, được sử dụng để ngăn dạ dày đào thải các chất này và cơn khát là triệu chứng của đầu độc. Giả thuyết của họ là calomen (thủy nhân clorua HgCl2, xưa kia được dùng làm thuốc nhuận tràng) được áp dụng quá liều cho Napoléon, đã giết ông và để lại những tổn thương mô rộng khắp. Một bài báo năm 2007 đã khẳng định loại arsen tìm thấy trên thân tóc Napoléon là loại vô cơ, độc tính cao nhất, và theo nhà độc dược học Patrick Kintz, điều này ủng hộ kết luật rằng cái chết của ông là một vụ ám sát.
Giấy dán tường được dùng ở Longwood chứa nồng độ cao hợp chất arsen được sử để nhuộm màu bởi những nhà sản xuất Anh. Chất kết dính, vốn vô hại ở điều kiện nước Anh, có lẽ đã bị mốc trong khí hậu ẩm hơn nhiều ở St. Helena và nhả ra khí arsin (arsen hydride, AsH3) độc hại. Lý thuyết này đã được loại trừ do nó không giải thích được số liệu về nồng độ hấp thụ arsen tìm thấy trong các phân tích khác.
Dù sao, những nghiên cứu hiện đại tỏ ra nghiêng về chứng cớ giải phẫu ban đầu. Các nhà nghiên cứu năm 2008 đã phân tích các mẫu tóc Napoléon khác nhau từ suốt cuộc đời ông, từ gia đình và những người đương thời. Tất cả các mẫu đều có nồng độ arsen rất cao, xấp xỉ gấp 100 lần con số trung bình. Theo các nhà nghiên cứu này, cơ thể Napoléon đã bị nhiễm độc arsen nặng khi còn là một cậu bé, và nồng độ arsen cao trong tóc không phải do sự đầu độc có chủ ý nào; người ta có thể phơi nhiễm liên tục với arsen từ các loại keo và chất nhuộm trong suốt cuộc đời họ.

## Những cải cách lớn
Napoléon đã tiến hành những cải cách lâu dài, liên quan đến giáo dục bậc cao, một đạo luật thuế, hệ thống đường sá và cống thoát nước, và thiết lập nên Ngân hàng Pháp (Banque de France — ngân hàng trung ương của Pháp). Ông thương lượng Giáo ước 1801 với Giáo hội Công giáo, tìm cách hòa giải với dân chúng hầu hết theo Công giáo với nền cai trị của ông. Nó được ban hành song song với Bộ Điều khoản Cơ bản (Les Articles Organiques), bộ luật chỉnh đốn tín ngưỡng dân chúng ở Pháp. Cùng năm đó, Bonaparte trở thành Chủ tịch Viện Hàn lâm Khoa học Pháp và bổ nhiệm Jean Baptiste Joseph Delambre làm Thư ký Thường trực.
Tháng 5 năm 1802, ông lập nên Bắc Đẩu Bội tinh (tiếng Pháp là Légion d'honneur, nghĩa là "Binh đoàn danh dự"), một sự thay thế cho các huân chương hoàng gia và tước hiệu hiệp sĩ cũ, để khuyến khích các thành tích quân sự lẫn dân sự; huân chương này hiện vẫn là phần thưởng danh dự cao nhất ở Pháp ngày nay. Quyền lực ông được tăng cường nhờ Hiến pháp Năm X do ông chỉ đạo biên soạn: "Điều 1. Nhân dân Pháp chỉ đinh, và Thượng viện tấn phong Napoléon-Bonaparte là Tổng tài Thứ nhất suốt đời. Chính sau văn bản này mà ông thường được gọi là Napoléon thay vì Bonaparte.
Bộ luật dân sự của Napoléon, Code Civil — nay thường được biết dưới tên Bộ luật Napoléon — được chuẩn bị bởi hai viện lập pháp dưới sự giám sát của Jean Jacques Régis de Cambacérès, vị Tổng tài thứ hai. Napoléon tham gia tích cực vào các phiên họp của Hội đồng Nhà nước để sửa chữa bản thảo. Sự phát triển bộ luật là một thay đổi căn bản về bản chất của hệ thống luật dân sự với sự nhấn mạnh rõ ràng lên các luật phải được viết rõ ràng và có thể tiếp cận được. Các bộ luật khác do Napoléon ấn định nhằm hệ thống hóa luật thương mại và luật hình sự; một Hướng dẫn Luật Hình sự được thiết lập lần đầu tiên một cách quy củ các quy trình tố tụng.
Trong số các cải cách của Napoléon, đáng kể nhất là luật pháp và hệ thống đo lường. Về ý nghĩa các cải cách của Napoléon, xem phần Di sản.

### Bộ luật Napoléon

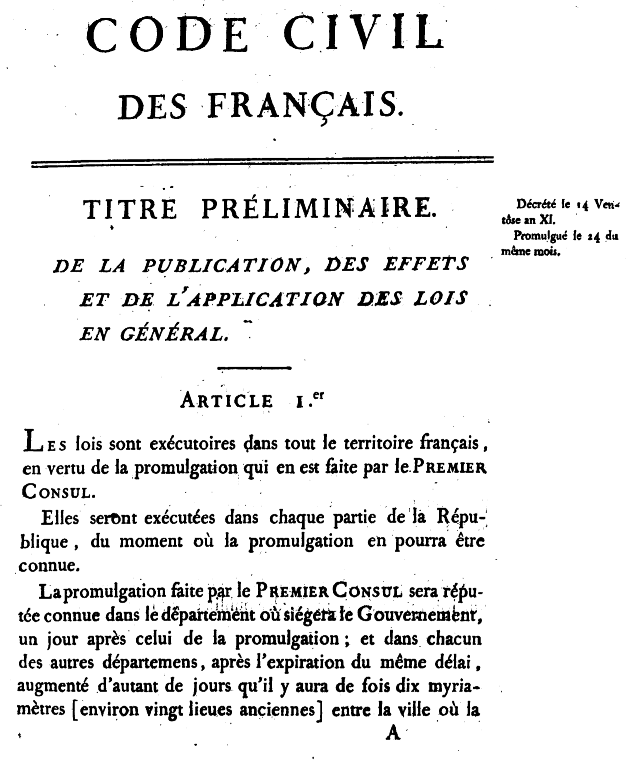
Trang đầu của ấn bản gốc năm 1804 của Bộ luật Dân sự Pháp.

Bộ luật Napoléon được tiếp nhận trên phần lớn châu Âu, dù chỉ trong những vùng đất ông chinh phục được, và được duy trì ngay cả sau thất bại của ông. Napoléon từng nói: "Vinh quang thực sự của tôi không phải là thắng 40 trận chiến...Waterloo sẽ xóa sạch ký ức về rất nhiều chiến thắng như vậy.... Nhưng...thứ sẽ tồn tại mãi mãi, đó là Bộ luật Dân sự của tôi". Bộ luật vẫn có tầm quan trọng ngày nay trên một phần tư hệ thống luật thế giới bao gồm ở châu Âu, châu Mỹ và châu Phi.
Đánh giá tầm ảnh hưởng của nó tới Đức, Dieter Langewiesche mô tả bộ luật như một "dự án cách mạng" khuyến khích sự phát triển của một xã hội tư sản ở miền Đức bằng việc mở rộng quyền đối với tài sản tư hữu và một sự đẩy nhanh kết thúc của chế độ phong kiến. Napoléon đã tái cấu trúc thứ từng là Đế quốc La Mã Thần thánh, tạo nên từ hơn một nghìn lãnh địa lớn nhỏ, thành một Liên bang sông Rhine gồm bốn mươi bang; điều này cung cấp cơ sở cho Liên bang Đức và sự thống nhất nước Đức năm 1871.
Phong trào hướng tới thống nhất dân tộc ở Ý cũng được thúc đẩy một cách tương tự bởi sự cầm quyền của Napoléon. Những sự thay đổi này góp phần vào sự phát triển nói chung của chủ nghĩa dân tộc và quốc gia dân tộc.

### Hệ thống đo lường
Việc ban hành chính thức hệ thống đo lường vào tháng 9 năm 1799 không được biết đến nhiều trong nhiều tầng lớp xã hội Pháp, và nền cai trị của Napoléon đã khuyến khích mạnh mẽ sự tiếp nhận những tiêu chuẩn mới không chỉ trên nước Pháp mà cả những lãnh thổ trong phạm vi ảnh hưởng của Pháp. Napoléon rốt cục lại có một bước đi thụt lùi vào 1812 khi ông thông qua đạo luật giới thiệu mesures usuelles (những đơn vị đo lường truyền thống) cho các giao dịch bán lẻ — một hệ thống đo lường tương tự những đơn vị trước Cách mạng nhưng dựa trên kilôgam và mét; chẳng hạn như "bảng hệ mét" (livre metrique) bằng 500 g thay vì 489.5 g—giá trị livre du roi (bảng nhà vua). Các đơn vị khác quay trở lại theo cách tương tự. Dù vậy điều này ít nhất đã thiết lập cơ sở để đưa ra dứt khoát hệ mét trên khắp châu Âu vào giữa thế kỷ XIX.

## Napoléon và tôn giáo
Lễ rửa tội của Napoléon diễn ra ở Ajaccio ngày 21 tháng 7 năm 1771; ông được nuôi dưỡng trong một gia đình ngoan đạo và tiếp nhận một nền giáo dục Công giáo. Tuy nhiên, các thầy giáo của ông đã thất bại trong việc đem lại niềm tin tôn giáo cho ông khi còn nhỏ. Khi trưởng thành, Napoléon được miêu tả như một người "hữu thần với niềm tin và sự tôn kính không tự nguyện với Công giáo". Ông chưa bao giờ tin vào một vị Chúa hiện hữu; thượng đế với ông là một vị Chúa vắng mặt và xa xôi nhưng ông thừa nhận một cách thực dụng rằng những tôn giáo có tổ chức là yếu tố then chốt của trật tự xã hội và đặc biệt là Giáo hội Công giáo Rôma, mà theo ông, có "những nghi lễ tráng lệ và luân lý cao cả hơn là các đạo luật có ảnh hưởng lên trí tưởng tượng của dân chúng tốt hơn những tôn giáo khác".
Napoléon có một hôn lễ dân sự với Joséphine de Beauharnais mà không cử hành nghi lễ tôn giáo nào, vào ngày 9 tháng 3 năm 1796. Trong chiến dịch Ai Cập, ông thể hiện nhiều sự khoan dung đối với tôn giáo hơn so với bất kì một vị tướng cách mạng nào khác, và thảo luận với các học giả Hồi giáo và cho phép các buổi lễ tôn giáo, nhưng tướng Dupuy, người tham gia chiến dịch cùng ông, về sau tiết lộ sau cái chết của Giáo hoàng Piô VI, về những lý do chính trị cho cách đối xử như vậy: "Chúng ta đang lừa gạt những người Ai Cập với mối quan tâm giả vờ của chúng ta đối với tôn giáo của họ; chẳng phải Bonaparte lẫn chúng ta tin vào tôn giáo này hơn chúng ta đã từng tin vào tôn giáo của ngài Piô quá cố". Trong hồi ký của mình, thư ký của Bonaparte là Bourienne viết về mối quan tâm tôn giáo của Bonaparte theo những lời lẽ tương tự.
Chủ nghĩa cơ hội về tôn giáo của ông được tóm tắt trong câu nói nổi tiếng của chính ông: "Chính bằng việc làm cho mình thành người Cơ đốc giáo ta đã đem hòa bình cho Bretagne và Vendée. Chính bằng việc làm cho mình thành người Ý ta đã chinh phục tinh thần ở Ý. Chính bằng việc làm cho mình thành một người Hồi giáo ta đã thiết lập quyền lực ở Ai Cập. Nếu ta cai trị một quốc gia Do Thái, ta hẳn nên cho xây lại Đền Solomon".
Napoléon đã tự đội vương miện cho mình làm Hoàng đế Napoléon I vào ngày 2 tháng 12 năm 1804 ở Nhà thờ Đức Bà Paris với sự ban phúc của Giáo hoàng Piô VII. Ngày 1 tháng 4 năm 1810, Napoléon kết hôn theo giáo lễ với Nữ Đại vương công nước Áo Maria Ludovica. Trong một cuộc thảo luận riêng tư với tướng Gourgaud khi đang lưu đày ở St. Helena, Napoléon bộc lộ các quan điểm duy vật về nguồn gốc con người và nghi ngờ tính thần thánh của Giê-su, khẳng định rằng thật là ngu xuẩn để tin rằng Sokrates, Platon, Muhammad và Anh giáo cần bị nguyền rủa vì không thuộc Giáo hội Công giáo Rôma. Tuy nhiên, Napoléon vẫn nhận xức dầu bởi một linh mục khi sắp từ trần.

### Giáo ước

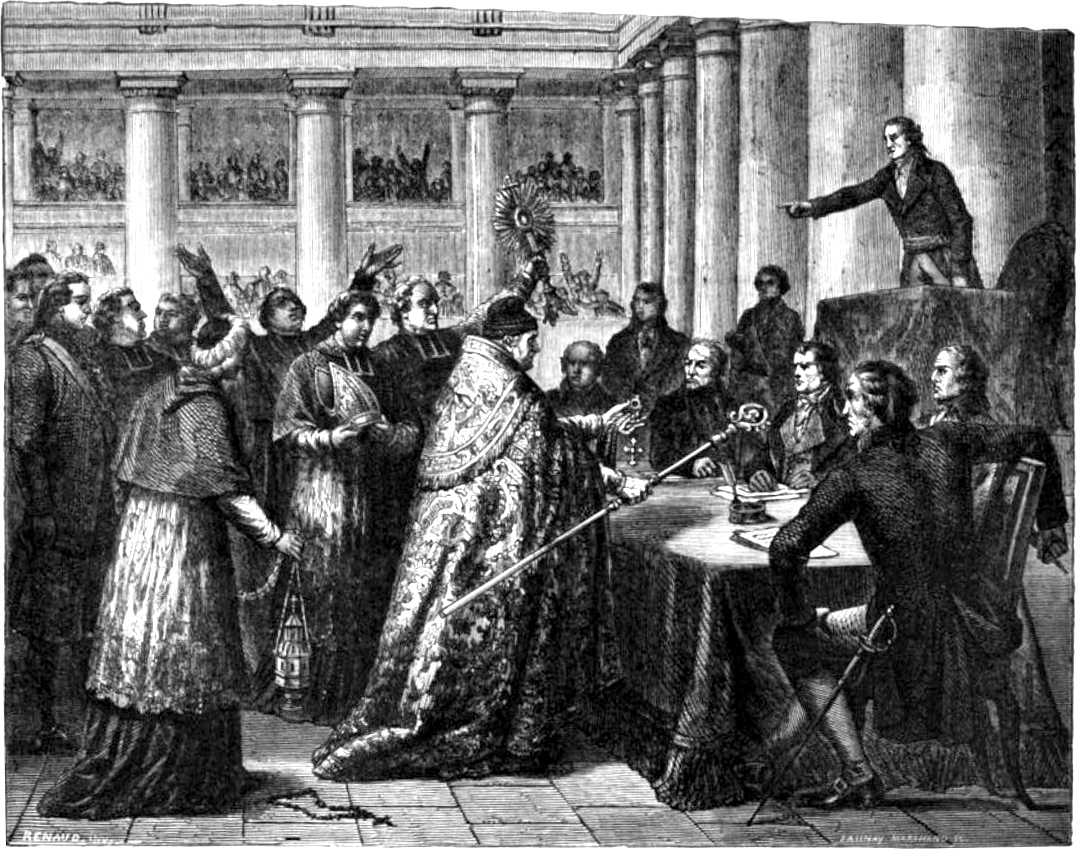
Lãnh đạo Giáo hội Công giáo nhận lời thề thế tục theo yêu cầu của Giáo ước.

Tìm kiếm một sự hòa giải dân tộc giữa những người Cách mạng và những người Công giáo, Giáo ước 1801 được ký vào ngày 15 tháng 7 năm 1801 giữa Napoléon và Giáo hoàng Piô VII. Nó củng cố vai trò của Giáo hội Công giáo Rôma như giáo hội đa số của Pháp và mang trở lại hầu hết vị thế thế tục của nó.
Trong Cách mạng Pháp, Quốc hội Pháp đã đoạt lấy các tài sản của Giáo hội và ban bố Luật Tổ chức dân sự của Tăng lữ, biến Giáo hội thành một bộ phận của Nhà nước, tách nó khỏi quyền lực của Giáo hoàng. Điều này gây nên sự thù địch của những người vùng Vendée đối với sự thay đổi trong mối quan hệ giữa Giáo hội Công giáo và chính phủ Pháp. Các đạo luật sau đó hủy bỏ lịch Gregorius truyền thống và các ngày lễ Công giáo.
Trong khi Giáo ước phục hồi một số liên hệ với Giáo hoàng, nó chủ yếu có lợi cho chính quyền; cán cân mối quan hệ nhà nước-nhà thờ nghiêng hẳn theo hướng có lợi cho Napoléon. Giờ đây, Napoléon có thể thu được lợi ích của giới Công giáo trong nước Pháp đồng thời kiểm soát Roma về mặt chính trị. Napoléon từng nói với người em Lucien vào tháng 4 năm 1801, "Những nhà chinh phục khéo léo không bị vướng víu bởi những thầy tu. Họ có thể vừa kiềm chế chúng vừa sử dụng chúng". Như một phần của Giáo ước, ông giới thiệu một bộ luật song song mang tên Những Điều khoản Cơ bản.

### Giải phóng tôn giáo
Napoléon đã giải phóng những người Do Thái, cũng như những người Tin Lành ở các quốc gia Công giáo và những người Công giáo trong các quốc gia Tin Lành, khỏi các đạo luật hạn chế họ trong các khu biệt lập, và ông đã mở rộng quyền của họ đối với tài sản, tín ngưỡng và nghề nghiệp. Bất chấp phản ứng bài Do Thái đối với các chính sách của Napoléon từ các chính phủ nước ngoài và một bộ phận dư luận bên trong nước Pháp, ông tin rằng sự giải phóng đó sẽ làm lợi cho Pháp nhờ việc thu hút người Do Thái tới đất nước mình nơi không có những hạn chế như những nơi khác.
Ông từng tuyên bố: "Tôi sẽ không bao giờ chấp nhận một đề xuất nào bắt buộc dân tộc Do Thái phải rời Pháp, bởi đối với tôi người Do Thái giống như bất kì công dân nào khác trên đất nước chúng ta. Đẩy người Do Thái khỏi đất nước sẽ làm suy yếu, nhưng đồng hóa họ sẽ làm tăng thêm sức mạnh cho đất nước". Ông được người Do Thái mến mộ tới mức Giáo hội Chính thống Nga kết tội ông là "kẻ chống lại Giê-su và kẻ thù của Chúa Trời".

## Hình ảnh trong văn hóa

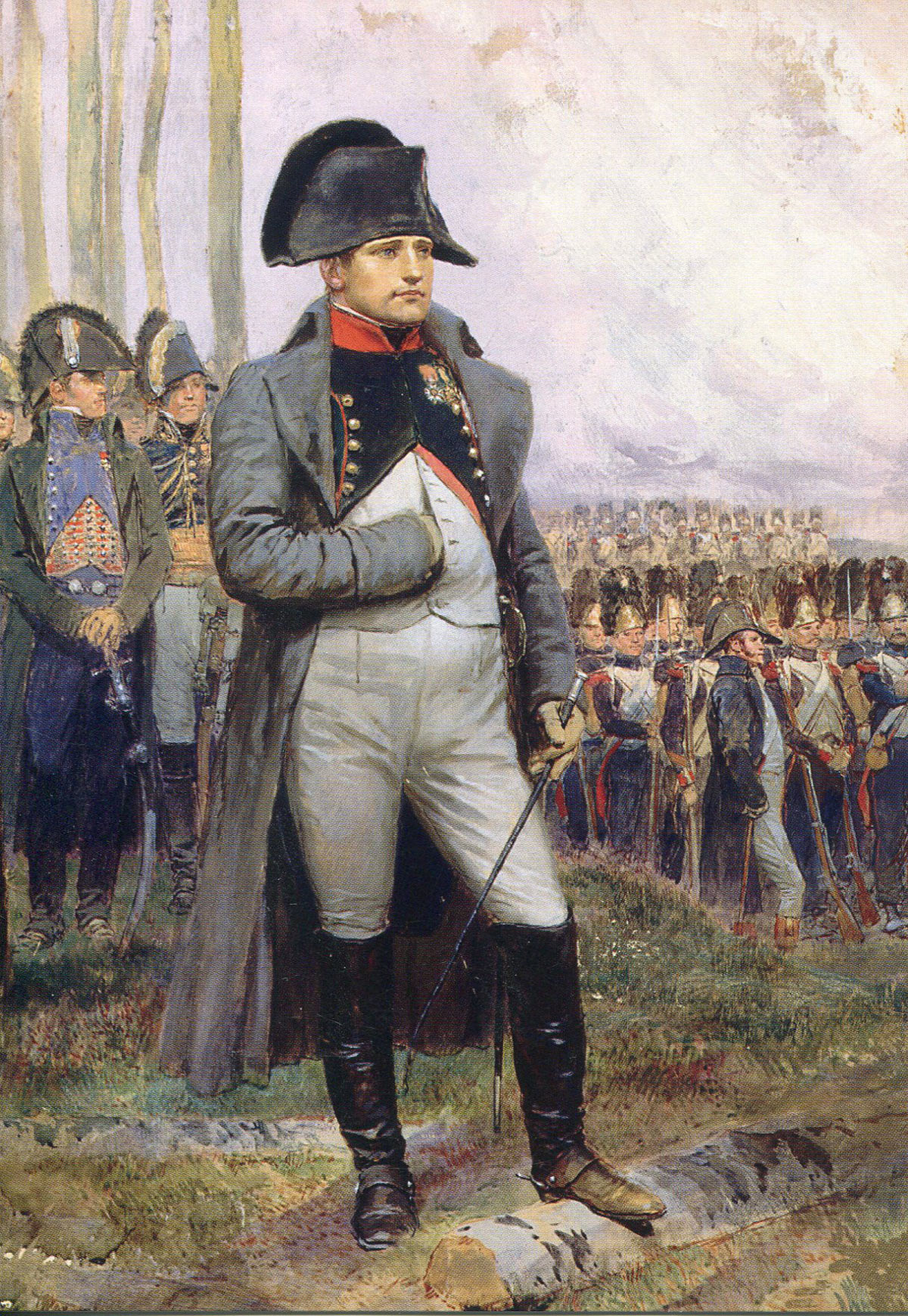
Napoléon thường được thể hiện trong quân phục màu xanh của Kỵ binh Cận vệ, với một chiếc mũ nồi rộng và cử chỉ một tay nắm áo gi-lê.

Napoléon đã trở thành một biểu tượng văn hóa thế giới, hiện thân của thiên tài quân sự và quyền lực chính trị. Sử gia Martin van Creveld mô tả ông như "con người tài ba nhất từng sống". Kể từ khi ông qua đời, rất nhiều thành thị, con đường, tàu và cả các nhân vật hoạt hình được đặt theo tên ông. Ông được minh họa trong hàng trăm bộ phim và được thảo luận trong hàng nghìn cuốn sách và bài báo, trong đó, cuộc đời và sự nghiệp của ông là đề tài để Ridley Scott thực hiện tác phẩm Đế chế Napoleon ra mắt vào năm 2023.
Trong thời kì Chiến tranh Napoléon ông bị báo chí Anh quốc xem như một bạo chúa nguy hiểm, rình rập xâm lược. Một khúc hát cho trẻ em cảnh báo trẻ nhỏ rằng Bonaparte ăn ngấu nghiến những đứa trẻ hư; một "ông ba bị". Báo chí phái Bảo thủ Anh đôi khi mô tả Napoléon lùn hơn nhiều chiều cao trung bình của con người, và hình ảnh này kéo dài dai dẳng. Sự ngộ nhận về chiều cao của ông cũng là kết quả của sự khác biệt giữa các đơn vị đo là pouce của Pháp (2.71 cm) và inch của Anh (2.54 cm); ông cao khoảng 1,7 mét, chiều cao trung bình thời bấy giờ. Napoléon thường được bao quanh bởi các cận vệ cao lớn và biệt hiệu le petit caporal (hạ sĩ bé) là một tiếng thân mật thể hiện sự thân thiết được ghi nhận giữa ông với những người lính hơn là chiều cao của ông.
Năm 1908, nhà phân tâm học Alfred Adler lấy Napoléon để mô tả một phức cảm thấp kém (inferiority complex) trong đó những người lùn có cư xử hiếu chiến để bù đắp cho sự thiếu chiều cao; điều này gợi cảm hứng cho thuật ngữ Phức cảm Napoléon. Nhân vật hình mẫu về Napoléon là một "bạo chúa bé nhỏ" lùn một cách tức cười và điều này đã trở thành một sáo ngữ (cliché) trong văn hóa đại chúng. Ông thường được minh họa mang một mũ nồi rộng với cử chỉ tay đưa lên áo gi-lê — liên hệ với bức tranh năm 1812 của Jacques-Louis David. Ngoài ra, còn có bài hát dân ca Pháp về ông là Napoleón avait cinq cents soldats (lời Việt do Nguyễn Ngọc Thiện với tên Bài ca Napoleon).

## Di sản

### Quân sự

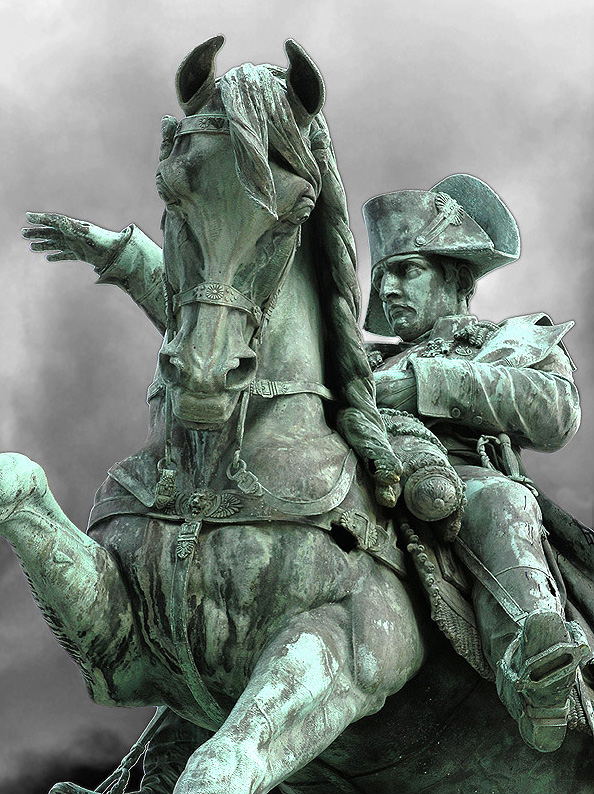
Tượng Napoléon Bonaparte ở Cherbourg-Octeville khánh thành bởi Napoléon III năm 1858. Napoléon I từng tăng cường khả năng phòng thủ của thành phố này để ngăn cản sự xâm nhập của hải quân Anh.

Trong lĩnh vực tổ chức quân đội, Napoléon đã vay mượn nhiều từ các nhà lý thuyết trước đó như Jacques Hippolyte, và từ các cuộc cải cách của những chính phủ Pháp tiền nhiệm, đồng thời phát triển nhiều thứ đã có sẵn. Ông tiếp tục chính sách, ra đời từ thời Cách mạng, về thăng chức dựa trên công trạng.
Quân đoàn thay thế sư đoàn làm đơn vị quân đội lớn nhất, và pháo tự hành được tích hợp vào các khẩu đội dự bị, hệ thống nhân sự trở nên linh hoạt hơn và kỵ binh trở lại làm một đội hình quan trọng trong lý thuyết quân sự Pháp. Các phương pháp này ngày nay được xem là các đặc điểm chủ yếu của học thuyết quân sự Napoléon. Mặc dù ông đã củng cố việc thực hành chế độ tòng quân cưỡng bức hiện đại được đưa ra bởi Hội đồng Đốc chính, một trong các chiếu chỉ đầu tiên của nhà Bourbon phục hưng là chấm dứt nó.
Các đối thủ của Napoléon học tập từ các cách tân của ông. Tầm quan trọng được tăng cường của hỏa lực pháo sau 1807 bắt nguồn từ việc ông tạo nên một lực lượng pháo có tính cơ động cao, tăng cường số lượng pháo và thay đổi trong cách vận dụng chúng. Kết quả của những yếu tố này là Napoléon, thay vì dựa vào bộ binh làm xói mòn sức phòng thủ của kẻ địch, giờ có thể sử dụng hỏa lực tập trung như một mũi nhọn để khoét một lỗ thủng trong phòng tuyến của kẻ địch và sau đó khai thác lỗ thủng đó bằng bộ binh và kỵ binh hỗ trợ. McConachy bác bỏ lập luận cho rằng sự phụ thuộc tăng lên vào pháo binh bởi quân đội Pháp bắt đầu từ 1807 là một sản phẩm tự nhiên của chất lượng suy giảm của bộ binh Pháp và sau này là sự yếu thế của Pháp về số lượng kỵ binh.
Vũ khí và các loại kĩ thuật quân sự khác nhìn chung không đổi trong kỷ nguyên Cách mạng và thời Napoléon, nhưng sự vận động tác chiến của thế kỷ XVIII đã chứng kiến những thay đổi đáng kể.
Ảnh hưởng lớn nhất của Napoléon là trong cách ông chỉ đạo chiến tranh. Antoine-Henri Jomini đã giải thích các phương pháp của Napoléon trong một cuốn sách giáo khoa được sử dụng rộng rãi đã ảnh hướng tới tất cả các quân đội châu Âu và Mỹ. Napoléon được nhà lý thuyết quân sự đầy ảnh hưởng Carl von Clausewitz xem như một thiên tài trong nghệ thuật tiến hành chiến tranh, và các nhà sử học xếp ông vào một trong những chỉ huy quân sự vĩ đại nhất. Wellington, khi được hỏi ai là vị tướng vĩ đại nhất thời đó, đã trả lời: "Trong thời đại này, trong những thời đại đã qua, [cũng như] trong bất kỳ thời đại nào, [đó là] Napoléon".
Dưới thời Napoléon, đã xuất hiện một sự nhấn mạnh mới vào sự hủy diệt, chứ không phải ưu thế chiến thuật, đối với kẻ thù. Các cuộc xâm lược và lãnh thổ địch xảy ra trên những mặt trận rộng lớn hơn, thứ làm cho các cuộc chiến tranh hao tiền tốn của hơn và có tính dứt điểm hơn. Hệ quả chính trị của chiến tranh tăng lên rõ rệt; sự thất trận đối với một cường quốc châu Âu đáng kể hơn nhiều việc mất các nước vùng đệm cô lập. Những nền hòa bình tựa Hòa bình Carthago (nền hòa bình khắc nghiệt với phe bại trận) bện chặt với toàn thể các nỗ lực dân tộc, làm khuếch trương hiện tượng Cách mạng của chiến tranh tổng lực.

### Chủ nghĩa Bonaparte
Trong lịch sử chính trị Pháp, chủ nghĩa Bonaparte (Bonapartisme) có hai ý nghĩa. Thuật ngữ này có thể chỉ những người muốn khôi phục Đế chế Pháp dưới sự cai trị của Nhà Bonaparte bao gồm gia tộc của Napoléon ở Corse và cháu ông Louis. Tâm lý luyến tiếc thời đại Napoléon trong dân chúng đã giúp Louis trở thành Tổng thống Pháp đầu tiên rồi thành Napoléon III, Hoàng đế của Đệ Nhị Đế chế Pháp. Theo một nghĩa rộng hơn, chủ nghĩa Bonaparte liên hệ với một phong trào chính trị trung hữu hoặc ôn hòa rộng rãi có chủ trương chính là ủng hộ một nhà nước mạnh, tập quyền dựa trên chủ nghĩa dân túy.

### Chỉ trích

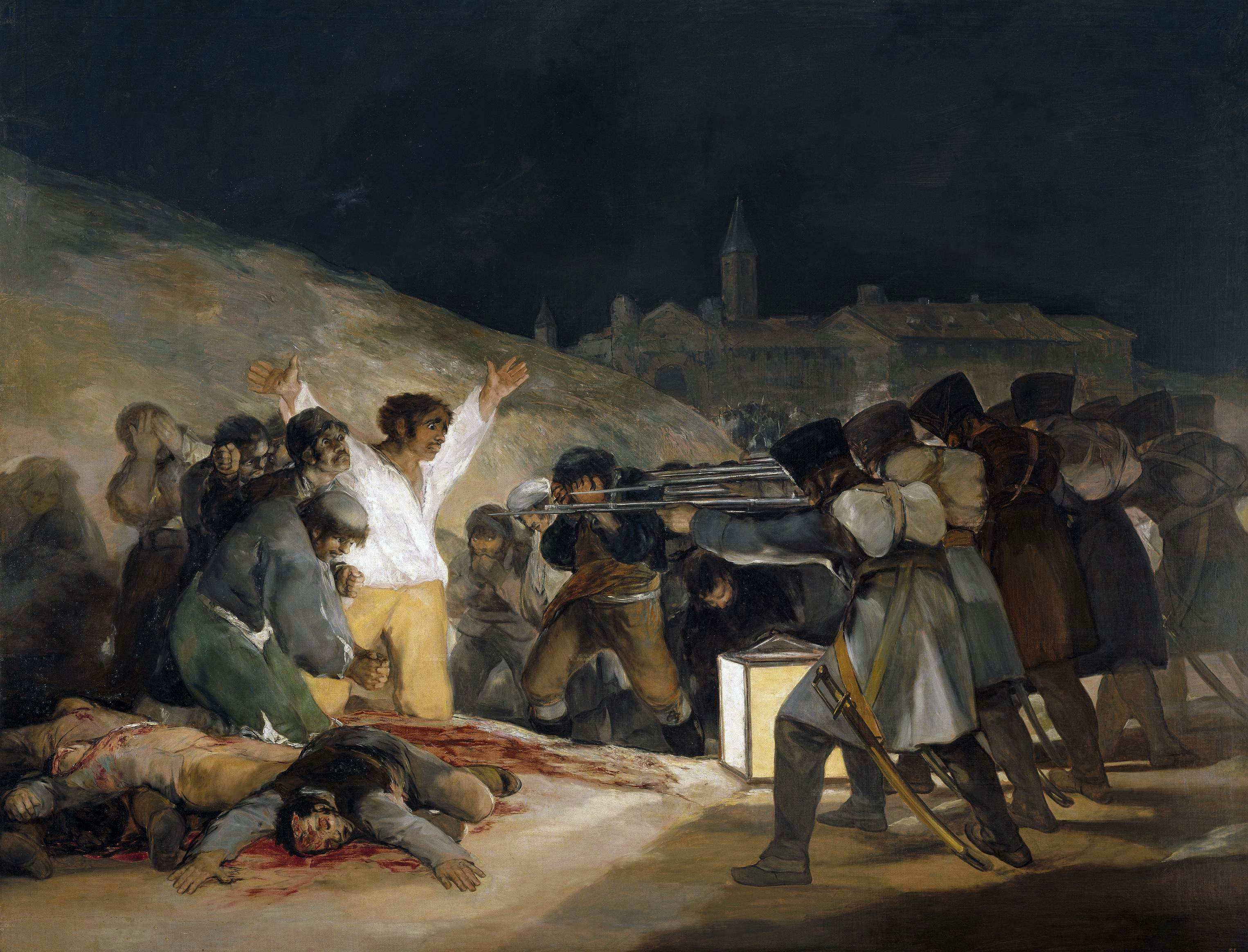
The Third of May 1808 by Francisco Goya, những người lính Tây Bay Nha bị hành quyết bởi lính Pháp

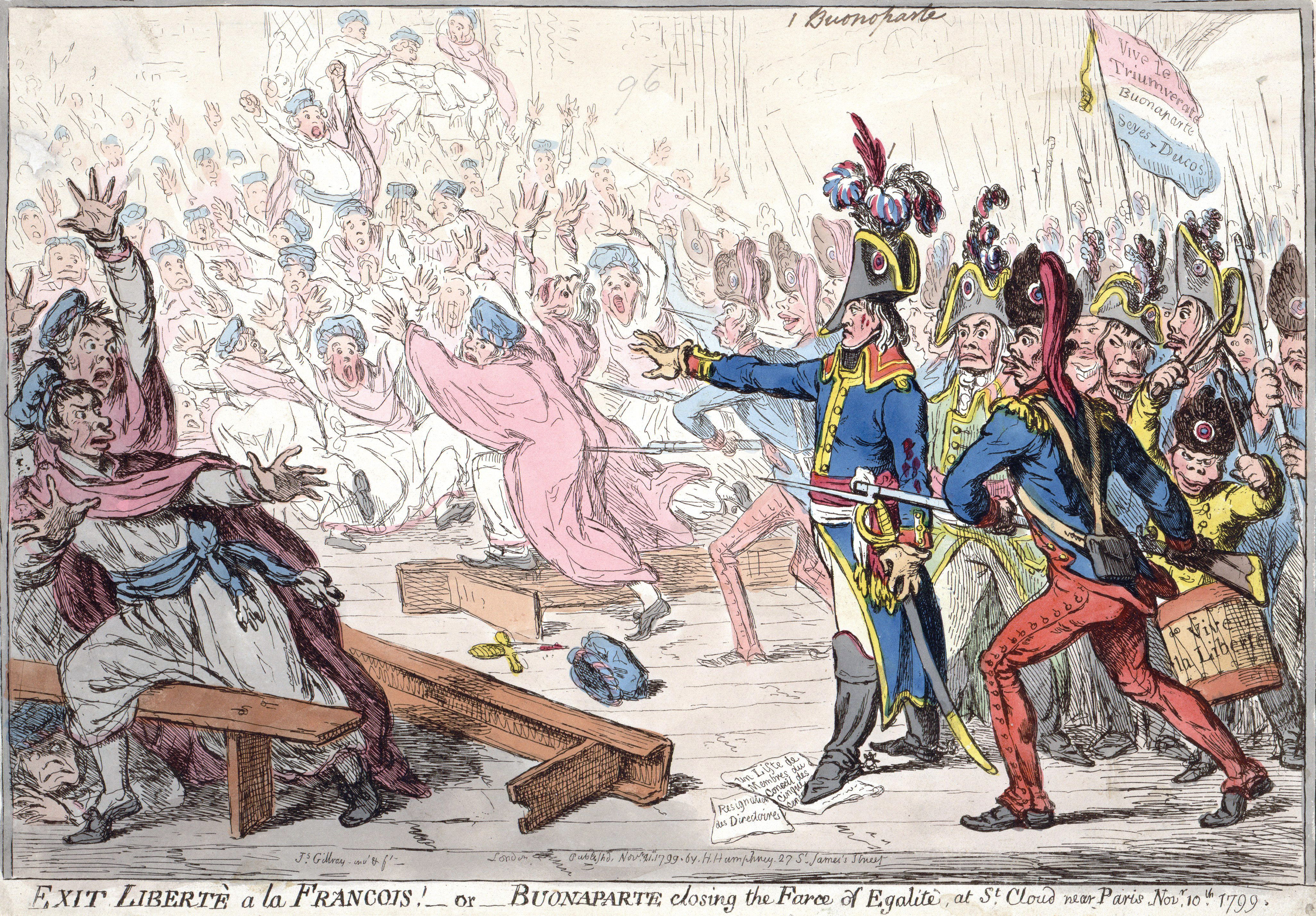
"EXIT LIBERTÉ a la FRANCOIS ! or BUONAPARTE closing the Farce of Egalité, at St. Cloud near Paris Nov. 10th. 1799", tranh châm biếm ở Anh về cuộc đảo chính 18 tháng Sương mù, bởi James Gillray.

Napoléon đã chấm dứt thời kì vô luật pháp và hỗn loạn hậu Cách mạng Pháp. Tuy nhiên, ông bị các đối thủ xem là một tên bạo chúa, một kẻ cướp ngôi.
Những người chỉ trích ông cáo buộc rằng ông không hề băn khoăn lắm khi đối mặt với viễn cảnh chiến tranh và cái chết của hàng ngàn người, biến việc tìm kiếm một nền thống trị đồng thuận sang một chuỗi những xung đột trên khắp châu Âu và phớt lờ các hòa ước và hiệp định. Vai trò của ông trong Cách mạng Haiti và quyết định phục hồi chế độ nô lệ ở các thuộc địa hải ngoại của Pháp gây nên tranh cãi và làm ảnh hưởng tới hình ảnh của ông.
Napoléon đã thể chế hóa sự cướp bóc ở các lãnh thổ chinh phục được: các bảo tàng Pháp chứa đựng những tác phẩm nghệ thuật vơ vét bởi quân đội của ông trên khắp châu Âu. Các vật tạo tác được đem tới Bảo tàng Louvre để tạo nên một bảo tàng trung ương vĩ đại; ví dụ của ông về sau thành nguồn cảm hứng cho những kẻ bắt chước khét tiếng hơn. Ông bị đem so sánh với Adolf Hitler, nổi tiếng nhất bởi nhà sử học Pieter Grey năm 1947. Tuy nhiên David G. Chandler, chuyên gia về lịch sử Napoléon chỉ trích so sánh trên: "Không gì có thể hạ cấp người trước [Napoléon] và làm tăng giá trị cho kẻ sau [Hitler] hơn" .
Những người chỉ trích cũng lập luận rằng di sản thực sự của Napoléon phải phản ánh sự mất mát vị thế của nước Pháp và những cái chết vô ích do nền cai trị của ông đem lại: sử gia Victor Davis Hanson viết, "Xét cho cùng, kỷ lục quân sự là không phải tranh cãi - 17 năm chiến tranh, chừng sáu triệu người chết, nước Pháp khánh kiệt, các thuộc địa hải ngoại bị mất". McLynn lưu ý với độc giả rằng, "Ông có thể xem như người đã kéo chậm đời sống kinh tế châu Âu cả một thế hệ bởi những biến động do những cuộc chiến tranh của ông. Tuy nhiên, Vincent Cronin đáp lại rằng những chỉ trích như vậy dựa vào một tiền đề không đầy đủ rằng Napoléon chịu hoàn toàn trách nhiệm cho những cuộc chiến mang tên ông, trong khi thực tế nước Pháp là nạn nhân của một loạt những mối liên minh nhằm hủy diệt những lý tưởng của Đại Cách mạng Pháp. Mặt khác, một cuộc thăm dò ý kiến xuất bản trên báo Le Figaro năm 2005 cho thấy gần 40% người Pháp coi ông là "một tay độc tài đã dùng mọi cách để thỏa mãn sự thèm khát quyền lực của mình".

### Tuyên truyền và tưởng niệm
Khả năng vận dụng tuyên truyền bậc thầy của Napoléon đóng góp nhiều vào sự nổi lên nắm quyền của ông, hợp thức hóa nền cai trị của ông, và thiết lập hình ảnh ông cho hậu thế. Chính sách kiểm duyệt nghiêm ngặt, kiểm soát sự thể hiện của sách, báo, sân khấu, mỹ thuật, chỉ là một phần trong kế hoạch tuyên truyền của ông, nhằm vào việc mô tả ông như liều mình mang lại một nền hòa bình và ổn định mà nhân dân Pháp mong mỏi. Thuật hùng biện thay đổi theo những sự kiện chính trị và theo không khí uy quyền của Napoléon, tập trung trước hết vào vai trò của ông như một vị tướng lĩnh quân đội và sự đặc tả như một người lính, rồi chuyển sang vai trò của ông như một hoàng đế và lãnh tụ dân sự. Vì đặc biệt nhắm vào công chúng bình dân, Napoléon đã nuôi dưỡng một mối quan hệ quan trọng, nhưng không dễ dàng, với giới nghệ thuật đương thời, nắm vai trò tích cực trong việc đặt hàng và kiểm soát các sản phẩm nghệ thuật nhiều hình thức khác nhau để đảm bảo mục đích tuyên truyền của mình.
Học giả Hazareesingh năm 2004 đã xem xét hình ảnh và sự tưởng niệm Napoléon trong ngữ cảnh chính trị-xã hội của nó. Theo đó, nó đóng một vai trò quan trọng trong những thách thức chính trị tập thể đối với nền quân chủ Bourbon những năm 1815-1830. Người dân ở mọi tầng lớp và mọi khu vực trên nước Pháp, đặc biệt là các cựu binh thời kì Napoléon, gợi đến di sản của Napoléon và những mối liên hệ của nó đối với những lý tưởng của cuộc cách mạng 1789.
Những tin đồn lan nhanh về sự quay về của Napoléon từ đảo St. Helena và Napoléon như một cảm hứng cho chủ nghĩa ái quốc, sự tự do tập thể lẫn cá nhân, cùng với sự vận động chính trị đã tự thể hiện trong những chất liệu có tính nổi loạn, đáng chú ý là sự thể hiện các họa tiết ba màu (cách mạng) và hoa hồng (nhà Bonaparte), và những hoạt động tổ chức những ngày kỷ niệm cuộc đời và Triều đại Napoléon trong khi phá hoại những ngày lễ hoàng gia, và chứng tỏ mục tiêu thành công và thịnh hành của những người ủng hộ Napoléon các loại nhằm liên tục làm mất ổn định nền cai trị của nhà Bourbon.
Datta (2005) chỉ ra rằng sau sự sụp đổ của chủ nghĩa quân phiệt Boulanger vào cuối những năm 1880, huyền thoại Napoléon đã tách li khỏi chính trị đảng phái và hồi sinh trong văn hóa đại chúng. Tập trung phân tích một số tác phẩm văn học thời Belle Époque, Datta xem xét cách các tác giả và nhà phê bình thời kì này khai thác huyền thoại Napoléon cho những mục đích chính trị và văn hóa đa dạng.
Quy giảm về một nhân vật phụ, hình ảnh hư cấu mới về Napoléon không còn là một nhân vật lịch sử thế giới mà là một nhân vật gần gũi hơn, phỏng theo những nhu cầu của mỗi cá nhân và được tiếp nhận như sự giải trí đại chúng. Trong nỗ lực của các tác giả để thể hiện vị hoàng đế như một biểu tượng của sự thống nhất quốc gia, những người đề xướng lẫn đả kích Đệ Tam Cộng hòa sử dụng huyền thoại này như một phương tiện để thăm dò những nỗi lo về giới và những nỗi sợ về quá trình dân chủ hóa đi kèm với kỉ nguyên của văn hóa và chính trị quần chúng.
Các Hội nghị Napoléon Quốc tế được tổ chức thường xuyên và có sự tham gia của các thành viên của giới quân sự Pháp và Mỹ, các chính trị gia Pháp và các học giả đến từ nhiều quốc gia khác nhau.
Được dự tính hoàn thành vào năm 2014, Công viên giải trí Napoleonland ở gần Montereau-Fault-Yonne trên vị trí diễn ra chiến thắng của Napoléon trong trận Montereau sẽ có nội dung hoạt động liên quan đến cuộc đời ông.

### Di sản ngoài nước Pháp
Napoléon chịu trách nhiệm cho việc lật đổ nhiều Chế độ cũ (Ancien Régime) — những nền quân chủ điển hình ở châu Âu và lan truyền các giá trị chính thống của Cách mạng Pháp tới các quốc gia khác. Đặc biệt, chủ nghĩa dân tộc Pháp của Napoléon đã có ảnh hưởng lên sự phát triển của chủ nghĩa dân tộc ở những miền khác — thường là một cách không chủ ý. Một ví dụ là chủ nghĩa dân tộc Đức của Fichte đã thách thức sự chinh phục nước Đức của Napoléon. Napoléon cũng là tác giả tạo ra cơ sở cờ tam sắc xanh-trắng-đỏ của nước Ý trong thời kì ông cai trị đất nước này.
Đạo luật Napoléon là sự hệ thống hóa luật pháp bao gồm luật dân sự, luật gia đình và luật hình sự mà ông áp đặt lên các lãnh thổ bị chinh phục. Sau sự sụp đổ của Napoléon, bộ luật này không những vẫn tồn tại ở nhiều quốc gia bao gồm Hà Lan, Bỉ, một phần của Ý và Đức, mà còn được dùng làm cơ sở cho nhiều phần của những bộ luật ngoài châu Âu bao gồm Cộng hòa Dominica, bang Louisiana của Hoa Kỳ và tỉnh Quebec của Canada.
Ở Ba Lan hồi ức về Napoléon rất mạnh mẽ, do sự ủng hộ của ông với nền tự chủ và đối lập lại Nga, đạo luật của ông, sự kết thúc chế độ nông nô, và việc hình thành bộ máy quan liêu trung lưu hiện đại.
Một số nhà lãnh đạo chịu ảnh hưởng bởi Napoléon. Muhammad Ali của Ai Cập tìm kiếm liên minh với nước Pháp của Napoléon và tìm cách hiện đại hóa Ai Cập theo các cách thức của chính quyền Pháp. Vào thế kỷ XX, Adolf Hitler từng bày tỏ sự tôn kính Napoléon bằng cách viếng mộ 3 ngày sau khi Đức chiếm được Pháp (1940) trong Chiến tranh thế giới thứ hai. Hitler được cho là đã nói rằng đây là "một trong những khoảnh khắc lớn nhất trong đời tôi". Hôm sau, Hitler lại thăm mộ Napoléon trong chuyến tham quan Paris, và trong suốt chiến tranh, vị lãnh tụ Đức Quốc xã đã đặt các túi cát quanh mộ Napoléon để tránh sự hư hại do bom đạn gây ra.

## Hôn nhân và con cái

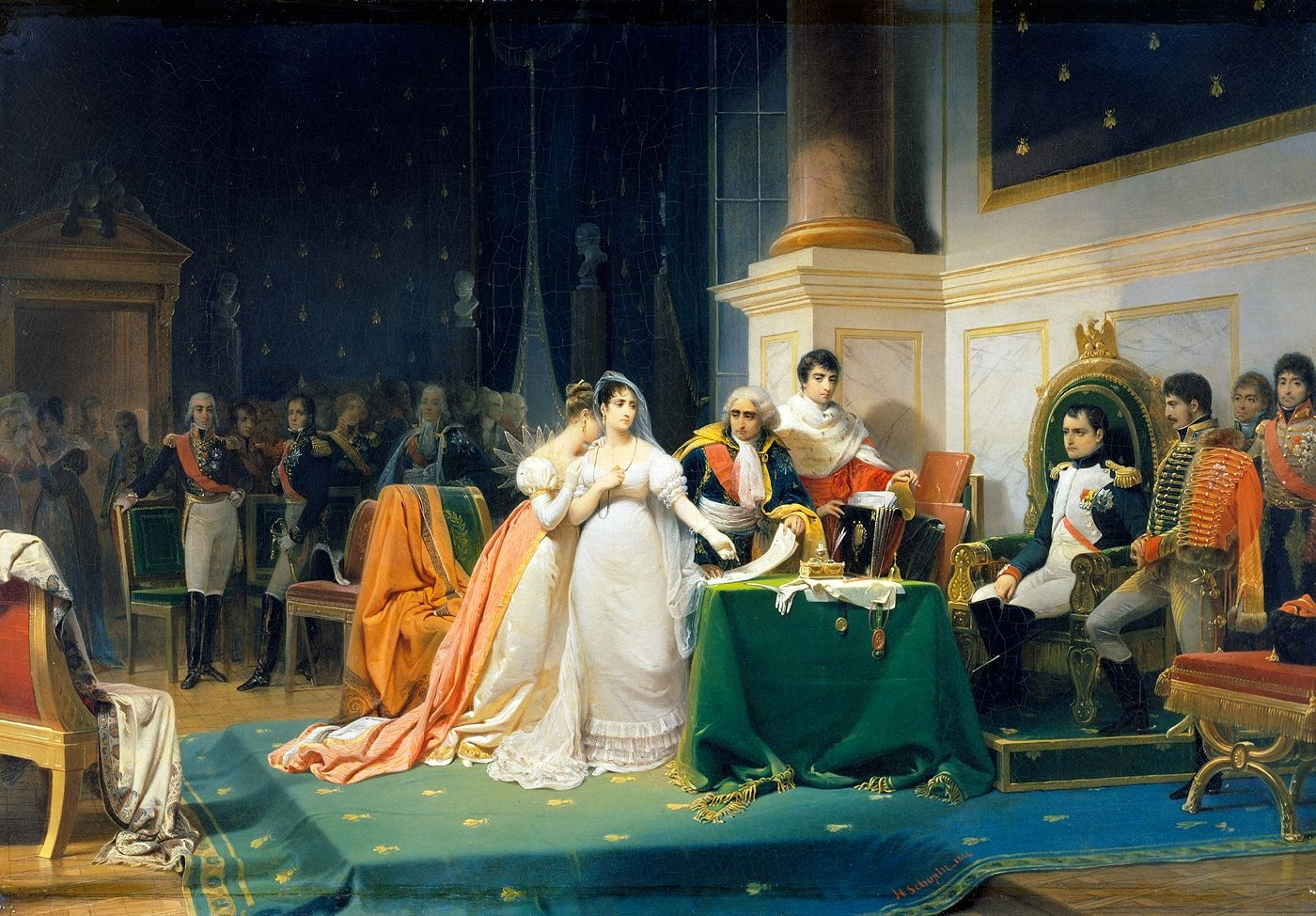
Joséphine, người vợ đầu của Napoléon, đã đạt được sự huỷ bỏ cuộc hôn nhân dân sự theo Bộ luật Napoléon. Bức họa của Henri Frédéric Schopin, 1843.

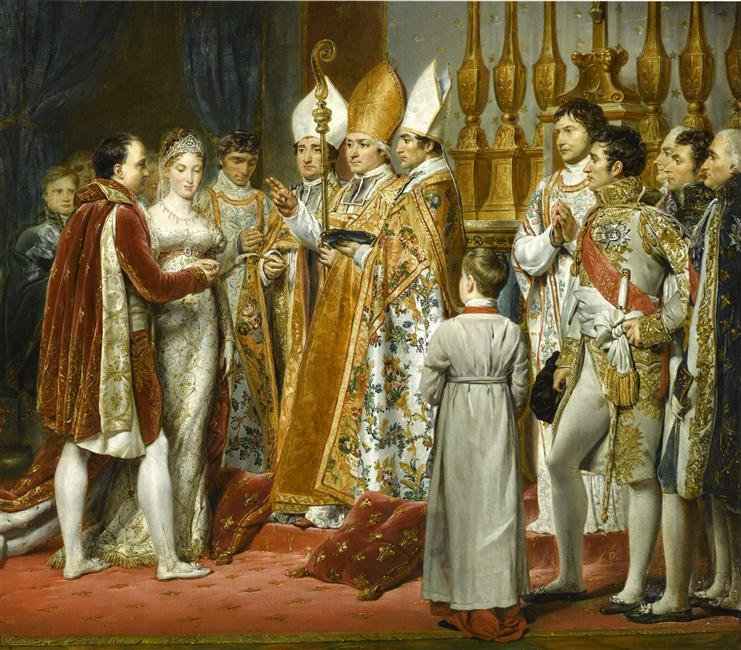
Cuộc hôn nhân của Napoléon và Maria Ludovica do Georges Rouget vẽ, 1843

Napoléon kết hôn với Joséphine (nhũ danh Marie Josèphe Rose Tascher de La Pagerie) năm 1796, khi ông 26 tuổi; còn bà là một góa phụ 32 tuổi mà người chồng trước bị xử tử trong Cách mạng. Khi bà gặp Bonaparte, bà được biết đến với tên "Rose", một cái tên mà ông không ưa. Ông gọi bà là "Joséphine", và từ đó bà mang tên này. Bonaparte thường gửi các bức thư tình trong các chiến dịch của mình. Ông chính thức thừa nhận con trai riêng của bà Eugène và em họ Stéphanie và sắp xếp các hôn lễ hoàng gia cho họ. Joséphine có một con gái riêng là Hortense, cưới em trai Bonaparte là Louis.
Joséphine có nhiều nhân tình, bao gồm một trung úy người Hungary, Hippolyte Charles, trong chiến dịch Ý của Napoléon. Napoléon biết được đầy đủ mức độ mối quan hệ của bà với Charles khi ở Ai Cập, và một bức thư ông viết cho anh trai nói về chủ đề này bị người Anh chặn được. Lá thư xuất hiện trên các báo chí ở Luân Đôn và Paris, gây cho Napoléon nỗi xấu hổ to lớn. Napoléon cũng có những mối quan hệ của riêng mình: trong chiến dịch Ai Cập ông đã chiếm Pauline Bellisle Foures, vợ của một sĩ quan cấp thấp, làm nhân tình của mình.
Trong khi các nhân tình của ông có những đứa con bởi ông, Joséphine không sinh được một người thừa kế, có thể vì hoặc những ám ảnh về sự bắt giam trong Thời kỳ Khủng bố hoặc lần bà từng phá thai ở tuổi 20. Napoléon sau cùng chọn ly dị để ông có thể tái hôn để tìm người thừa kế. Tháng 3 năm 1810, ông cưới Maria Ludovica 19 tuổi, nữ Đại Công tước Áo, và cháu gái của Maria Antonia của Áo thông qua một đám cưới vắng mặt; do đó ông đã kết hôn với một gia đình đế vương Đức.
Họ duy trì hôn nhân cho tới khi ông qua đời, mặc dù bà không đi đày cùng ông ở Elba và do đó không nhìn thấy chồng lần nữa. Họ có một đứa con, Napoléon Francis Joseph Charles (1811–1832), từ lúc sinh ra đã được phong Vua của người La Mã. Đứa trẻ về sau trở thành Napoléon II năm 1814 và tại vị chỉ hai tuần. Ông hoàng được ban danh hiệu Công tước Reichstadt năm 1818 và mất do bệnh lao ở tuổi 21, mà không có con cái.
Napoléon cũng công nhận hai đứa con ngoài giá thú khác: Charles Léon (1806–1881) sinh bởi Eléonore Denuelle de La Plaigne và Bá tước Alexandre Joseph Colonna-Walewski (1810–1868) bởi Nữ bá tước Maria Walewska. Ông còn có bốn đứa con ngoài giá thú khác không được thừa nhận, như Karl Eugin von Mühlfeld bởi Victoria Kraus; Hélène Napoleone Bonaparte (1816–1910) bởi Albine de Montholon; và Jules Barthélemy-Saint-Hilaire, người mà thông tin về mẹ hiện còn chưa rõ.

## Phả hệ tổ tiên
| \| \| \| \| \| \| \| \| \| \| \| \| \| \| \| \| \| \| \| \| 16. Giuseppe Maria Buonaparte (1663–1703) \| \| \| \| \| \| \| \| \| \| \| \| \| \| \| \| \| \| \| \| \| \| \| \| \| \| \| \| \| \| \| \| \| \| \| \| \| \| \| \| \| \| \| \| \| \| \| \| \| \| \| \| \| \| 8. Sebastiano Nicola Buonaparte (1683–1720/60) \| \| \| \| \| \| \| \| \| \| \| \| \| \| \| \| \| \| \| \| \| \| \| \| \| \| \| \| \| \| \| \| \| \| \| \| \| \| \| \| \| \| \| \| \| \| \| \| \| \| \| \| \| \| 17. Maria Colonna Bozzi (1668–1704) \| \| \| \| \| \| \| \| \| \| \| \| \| \| \| \| \| \| \| \| \| \| \| \| \| \| \| \| \| \| \| \| \| \| \| \| \| \| \| \| \| \| \| \| \| \| \| \| \| \| \| \| \| \| 4. Giuseppe Maria Buonaparte (1713–1763) \| \| \| \| \| \| \| \| \| \| \| \| \| \| \| \| \| \| \| \| \| \| \| \| \| \| \| \| \| \| \| \| \| \| \| \| \| \| \| \| \| \| \| \| \| \| \| \| \| \| \| \| \| \| 18. Carlo Tusoli \| \| \| \| \| \| \| \| \| \| \| \| \| \| \| \| \| \| \| \| \| \| \| \| \| \| \| \| \| \| \| \| \| \| \| \| \| \| \| \| \| \| \| \| \| \| \| \| \| \| \| \| \| \| 9. Maria Anna Tusoli (1690–1760) \| \| \| \| \| \| \| \| \| \| \| \| \| \| \| \| \| \| \| \| \| \| \| \| \| \| \| \| \| \| \| \| \| \| \| \| \| \| \| \| \| \| \| \| \| \| \| \| \| \| \| \| \| \| 19. Isabella \| \| \| \| \| \| \| \| \| \| \| \| \| \| \| \| \| \| \| \| \| \| \| \| \| \| \| \| \| \| \| \| \| \| \| \| \| \| \| \| \| \| \| \| \| \| \| \| \| \| \| \| \| \| 2. Carlo Maria Buonaparte (1746–1785) \| \| \| \| \| \| \| \| \| \| \| \| \| \| \| \| \| \| \| \| \| \| \| \| \| \| \| \| \| \| \| \| \| \| \| \| \| \| \| \| \| \| \| \| \| \| \| \| \| \| \| \| \| \| 10. Giuseppe Maria Paravisini \| \| \| \| \| \| \| \| \| \| \| \| \| \| \| \| \| \| \| \| \| \| \| \| \| \| \| \| \| \| \| \| \| \| \| \| \| \| \| \| \| \| \| \| \| \| \| \| \| \| \| \| \| \| 5. Maria Saveria Paravisini (1715–bef. 1750) \| \| \| \| \| \| \| \| \| \| \| \| \| \| \| \| \| \| \| \| \| \| \| \| \| \| \| \| \| \| \| \| \| \| \| \| \| \| \| \| \| \| \| \| \| \| \| \| \| \| \| \| \| \| 22. Angelo Agostino Salineri \| \| \| \| \| \| \| \| \| \| \| \| \| \| \| \| \| \| \| \| \| \| \| \| \| \| \| \| \| \| \| \| \| \| \| \| \| \| \| \| \| \| \| \| \| \| \| \| \| \| \| \| \| \| 11. Maria Angela Salineri \| \| \| \| \| \| \| \| \| \| \| \| \| \| \| \| \| \| \| \| \| \| \| \| \| \| \| \| \| \| \| \| \| \| \| \| \| \| \| \| \| \| \| \| \| \| \| \| \| \| \| \| \| \| 23. Francetta Merezano \| \| \| \| \| \| \| \| \| \| \| \| \| \| \| \| \| \| \| \| \| \| \| \| \| \| \| \| \| \| \| \| \| \| \| \| \| \| \| \| \| \| \| \| \| \| \| \| \| \| \| \| \| \| 1. Napoléon I, Hoàng đế của người Pháp và vua Ý (1769–1821) \| \| \| \| \| \| \| \| \| \| \| \| \| \| \| \| \| \| \| \| \| \| \| \| \| \| \| \| \| \| \| \| \| \| \| \| \| \| \| \| \| \| \| \| \| \| \| \| \| \| \| \| \| \| 24. Giovanni Girolamo Ramolino (1645–?) \| \| \| \| \| \| \| \| \| \| \| \| \| \| \| \| \| \| \| \| \| \| \| \| \| \| \| \| \| \| \| \| \| \| \| \| \| \| \| \| \| \| \| \| \| \| \| \| \| \| \| \| \| \| 12. Giovanni Agostino Ramolino \| \| \| \| \| \| \| \| \| \| \| \| \| \| \| \| \| \| \| \| \| \| \| \| \| \| \| \| \| \| \| \| \| \| \| \| \| \| \| \| \| \| \| \| \| \| \| \| \| \| \| \| \| \| 25. Maria Laetitia Boggiano \| \| \| \| \| \| \| \| \| \| \| \| \| \| \| \| \| \| \| \| \| \| \| \| \| \| \| \| \| \| \| \| \| \| \| \| \| \| \| \| \| \| \| \| \| \| \| \| \| \| \| \| \| \| 6. Giovanni Geronimo Ramolino (1723–1755) \| \| \| \| \| \| \| \| \| \| \| \| \| \| \| \| \| \| \| \| \| \| \| \| \| \| \| \| \| \| \| \| \| \| \| \| \| \| \| \| \| \| \| \| \| \| \| \| \| \| \| \| \| \| 26. Andrea Peri (1669–?) \| \| \| \| \| \| \| \| \| \| \| \| \| \| \| \| \| \| \| \| \| \| \| \| \| \| \| \| \| \| \| \| \| \| \| \| \| \| \| \| \| \| \| \| \| \| \| \| \| \| \| \| \| \| 13. Angela Maria Peri \| \| \| \| \| \| \| \| \| \| \| \| \| \| \| \| \| \| \| \| \| \| \| \| \| \| \| \| \| \| \| \| \| \| \| \| \| \| \| \| \| \| \| \| \| \| \| \| \| \| \| \| \| \| 27. Maria Maddalena Colonna d'Istria \| \| \| \| \| \| \| \| \| \| \| \| \| \| \| \| \| \| \| \| \| \| \| \| \| \| \| \| \| \| \| \| \| \| \| \| \| \| \| \| \| \| \| \| \| \| \| \| \| \| \| \| \| \| 3. Maria Letizia Ramolino (1750–1836) \| \| \| \| \| \| \| \| \| \| \| \| \| \| \| \| \| \| \| \| \| \| \| \| \| \| \| \| \| \| \| \| \| \| \| \| \| \| \| \| \| \| \| \| \| \| \| \| \| \| \| \| \| \| 28. Giovanni Antonio Pietrasanta \| \| \| \| \| \| \| \| \| \| \| \| \| \| \| \| \| \| \| \| \| \| \| \| \| \| \| \| \| \| \| \| \| \| \| \| \| \| \| \| \| \| \| \| \| \| \| \| \| \| \| \| \| \| 14. Giuseppe Maria Pietrasanta \| \| \| \| \| \| \| \| \| \| \| \| \| \| \| \| \| \| \| \| \| \| \| \| \| \| \| \| \| \| \| \| \| \| \| \| \| \| \| \| \| \| \| \| \| \| \| \| \| \| \| \| \| \| 7. Angela Maria Pietrasanta (1725–1790) \| \| \| \| \| \| \| \| \| \| \| \| \| \| \| \| \| \| \| \| \| \| \| \| \| \| \| \| \| \| \| \| \| \| \| \| \| \| \| \| \| \| \| \| \| \| \| \| \| \| \| \| \| \| 15. Maria Josephine Malerba \| \| \| \| \| \| \| \| \| \| \| \| \| \| \| \| \| \| \| \| \| \| \| \| \| \| \| \| \| \| \| \| \| \| \| \| \| \| \| \| \| \| \| \| \| \| \| \| \| \| \| \| |                                                             |  |  |  |  |  |  |  |  |  |  |  |  |  |  |  |
| |                                                             |  |  |  |  |  |  |  |  |  |  |  |  |  |  |  |
| | 16. Giuseppe Maria Buonaparte (1663–1703)                   |  |  |  |  |  |  |  |  |  |  |  |  |  |  |  |
| |                                                             |  |  |  |  |  |  |  |  |  |  |  |  |  |  |  |
| |                                                             |  |  |  |  |  |  |  |  |  |  |  |  |  |  |  |
| | 8. Sebastiano Nicola Buonaparte (1683–1720/60)              |  |  |  |  |  |  |  |  |  |  |  |  |  |  |  |
| |                                                             |  |  |  |  |  |  |  |  |  |  |  |  |  |  |  |
| |                                                             |  |  |  |  |  |  |  |  |  |  |  |  |  |  |  |
| | 17. Maria Colonna Bozzi (1668–1704)                         |  |  |  |  |  |  |  |  |  |  |  |  |  |  |  |
| |                                                             |  |  |  |  |  |  |  |  |  |  |  |  |  |  |  |
| |                                                             |  |  |  |  |  |  |  |  |  |  |  |  |  |  |  |
| | 4. Giuseppe Maria Buonaparte (1713–1763)                    |  |  |  |  |  |  |  |  |  |  |  |  |  |  |  |
| |                                                             |  |  |  |  |  |  |  |  |  |  |  |  |  |  |  |
| |                                                             |  |  |  |  |  |  |  |  |  |  |  |  |  |  |  |
| | 18. Carlo Tusoli                                            |  |  |  |  |  |  |  |  |  |  |  |  |  |  |  |
| |                                                             |  |  |  |  |  |  |  |  |  |  |  |  |  |  |  |
| |                                                             |  |  |  |  |  |  |  |  |  |  |  |  |  |  |  |
| | 9. Maria Anna Tusoli (1690–1760)                            |  |  |  |  |  |  |  |  |  |  |  |  |  |  |  |
| |                                                             |  |  |  |  |  |  |  |  |  |  |  |  |  |  |  |
| |                                                             |  |  |  |  |  |  |  |  |  |  |  |  |  |  |  |
| | 19. Isabella                                                |  |  |  |  |  |  |  |  |  |  |  |  |  |  |  |
| |                                                             |  |  |  |  |  |  |  |  |  |  |  |  |  |  |  |
| |                                                             |  |  |  |  |  |  |  |  |  |  |  |  |  |  |  |
| | 2. Carlo Maria Buonaparte (1746–1785)                       |  |  |  |  |  |  |  |  |  |  |  |  |  |  |  |
| |                                                             |  |  |  |  |  |  |  |  |  |  |  |  |  |  |  |
| |                                                             |  |  |  |  |  |  |  |  |  |  |  |  |  |  |  |
| | 10. Giuseppe Maria Paravisini                               |  |  |  |  |  |  |  |  |  |  |  |  |  |  |  |
| |                                                             |  |  |  |  |  |  |  |  |  |  |  |  |  |  |  |
| |                                                             |  |  |  |  |  |  |  |  |  |  |  |  |  |  |  |
| | 5. Maria Saveria Paravisini (1715–bef. 1750)                |  |  |  |  |  |  |  |  |  |  |  |  |  |  |  |
| |                                                             |  |  |  |  |  |  |  |  |  |  |  |  |  |  |  |
| |                                                             |  |  |  |  |  |  |  |  |  |  |  |  |  |  |  |
| | 22. Angelo Agostino Salineri                                |  |  |  |  |  |  |  |  |  |  |  |  |  |  |  |
| |                                                             |  |  |  |  |  |  |  |  |  |  |  |  |  |  |  |
| |                                                             |  |  |  |  |  |  |  |  |  |  |  |  |  |  |  |
| | 11. Maria Angela Salineri                                   |  |  |  |  |  |  |  |  |  |  |  |  |  |  |  |
| |                                                             |  |  |  |  |  |  |  |  |  |  |  |  |  |  |  |
| |                                                             |  |  |  |  |  |  |  |  |  |  |  |  |  |  |  |
| | 23. Francetta Merezano                                      |  |  |  |  |  |  |  |  |  |  |  |  |  |  |  |
| |                                                             |  |  |  |  |  |  |  |  |  |  |  |  |  |  |  |
| |                                                             |  |  |  |  |  |  |  |  |  |  |  |  |  |  |  |
| | 1. Napoléon I, Hoàng đế của người Pháp và vua Ý (1769–1821) |  |  |  |  |  |  |  |  |  |  |  |  |  |  |  |
| |                                                             |  |  |  |  |  |  |  |  |  |  |  |  |  |  |  |
| |                                                             |  |  |  |  |  |  |  |  |  |  |  |  |  |  |  |
| | 24. Giovanni Girolamo Ramolino (1645–?)                     |  |  |  |  |  |  |  |  |  |  |  |  |  |  |  |
| |                                                             |  |  |  |  |  |  |  |  |  |  |  |  |  |  |  |
| |                                                             |  |  |  |  |  |  |  |  |  |  |  |  |  |  |  |
| | 12. Giovanni Agostino Ramolino                              |  |  |  |  |  |  |  |  |  |  |  |  |  |  |  |
| |                                                             |  |  |  |  |  |  |  |  |  |  |  |  |  |  |  |
| |                                                             |  |  |  |  |  |  |  |  |  |  |  |  |  |  |  |
| | 25. Maria Laetitia Boggiano                                 |  |  |  |  |  |  |  |  |  |  |  |  |  |  |  |
| |                                                             |  |  |  |  |  |  |  |  |  |  |  |  |  |  |  |
| |                                                             |  |  |  |  |  |  |  |  |  |  |  |  |  |  |  |
| | 6. Giovanni Geronimo Ramolino (1723–1755)                   |  |  |  |  |  |  |  |  |  |  |  |  |  |  |  |
| |                                                             |  |  |  |  |  |  |  |  |  |  |  |  |  |  |  |
| |                                                             |  |  |  |  |  |  |  |  |  |  |  |  |  |  |  |
| | 26. Andrea Peri (1669–?)                                    |  |  |  |  |  |  |  |  |  |  |  |  |  |  |  |
| |                                                             |  |  |  |  |  |  |  |  |  |  |  |  |  |  |  |
| |                                                             |  |  |  |  |  |  |  |  |  |  |  |  |  |  |  |
| | 13. Angela Maria Peri                                       |  |  |  |  |  |  |  |  |  |  |  |  |  |  |  |
| |                                                             |  |  |  |  |  |  |  |  |  |  |  |  |  |  |  |
| |                                                             |  |  |  |  |  |  |  |  |  |  |  |  |  |  |  |
| | 27. Maria Maddalena Colonna d'Istria                        |  |  |  |  |  |  |  |  |  |  |  |  |  |  |  |
| |                                                             |  |  |  |  |  |  |  |  |  |  |  |  |  |  |  |
| |                                                             |  |  |  |  |  |  |  |  |  |  |  |  |  |  |  |
| | 3. Maria Letizia Ramolino (1750–1836)                       |  |  |  |  |  |  |  |  |  |  |  |  |  |  |  |
| |                                                             |  |  |  |  |  |  |  |  |  |  |  |  |  |  |  |
| |                                                             |  |  |  |  |  |  |  |  |  |  |  |  |  |  |  |
| | 28. Giovanni Antonio Pietrasanta                            |  |  |  |  |  |  |  |  |  |  |  |  |  |  |  |
| |                                                             |  |  |  |  |  |  |  |  |  |  |  |  |  |  |  |
| |                                                             |  |  |  |  |  |  |  |  |  |  |  |  |  |  |  |
| | 14. Giuseppe Maria Pietrasanta                              |  |  |  |  |  |  |  |  |  |  |  |  |  |  |  |
| |                                                             |  |  |  |  |  |  |  |  |  |  |  |  |  |  |  |
| |                                                             |  |  |  |  |  |  |  |  |  |  |  |  |  |  |  |
| | 7. Angela Maria Pietrasanta (1725–1790)                     |  |  |  |  |  |  |  |  |  |  |  |  |  |  |  |
| |                                                             |  |  |  |  |  |  |  |  |  |  |  |  |  |  |  |
| |                                                             |  |  |  |  |  |  |  |  |  |  |  |  |  |  |  |
| | 15. Maria Josephine Malerba                                 |  |  |  |  |  |  |  |  |  |  |  |  |  |  |  |
| |                                                             |  |  |  |  |  |  |  |  |  |  |  |  |  |  |  |
| |                                                             |  |  |  |  |  |  |  |  |  |  |  |  |  |  |  |

## Trích dẫn
1. ↑  Roberts 2014, Introduction
2. ↑  Charles Messenger, biên tập (2001). Reader's Guide to Military History. Routledge. tr. 391–427. ISBN 978-1-135-95970-8.
3. ↑  Roberts, A. (2016). Napoleon the Great. United Kingdom: Penguin Books Limited. (tr. 1)
4. ↑  Geoffrey Ellis (1997). Napoleon. Pearson Education Limited. ISBN 978-1317874690.
5. ↑  Forrest, Alan (2015). Waterloo: Great Battles. Oxford University Press. tr. 24. ISBN 978-0199663255. Truy cập ngày 14 tháng 6 năm 2021.
6. ↑  Grab 2003, tr. 56.
7. ↑  Broers, M. and Hicks, P.The Napoleonic Empire and the New European Political Culture. Palgrave Macmillan, 2012, tr. 230
8. ↑  Conner, S. P. The Age of Napoleon. Greenwood Publishing Group, 2004, tr. 38–40.
9. ↑  Perez, Joseph. The Spanish Inquisition: A History. Yale University Press, 2005, tr. 98
10. ↑  Fremont-Barnes, G. and Fisher, T. The Napoleonic Wars: The Rise and Fall of an Empire. Osprey Publishing, 2004, tr. 336
11. ↑  Grab, A. Napoleon and the Transformation of Europe. Palgrave Macmillan, 2003, Conclusion
12. ↑  McLynn 1998, tr.6
13. 1 2  Dwyer 2008, tr.xv
14. ↑  The other conquest. Google Books. Truy cập ngày 3 tháng 8 năm 2011.
15. ↑  French Fortifications, 1715–1815. Google Books. ngày 30 tháng 11 năm 2009. Truy cập ngày 3 tháng 8 năm 2011.
16. ↑  McLynn 1998, tr.2
17. ↑  Cronin 1994, tr.20–21
18. ↑  Harvey, R. The War of Wars, Robinson, 2006. tr. 58-61.
19. ↑  "Cathedral—Ajaccio". La Fondation Napoléon. Truy cập ngày 31 tháng 5 năm 2008.
20. ↑  Cronin 1994, tr.27
21. 1 2 3  Roberts 2001, tr.xvi
22. ↑  McLynn 1998, tr.18
23. ↑  Dwyer 2008, tr.29
24. ↑  McLynn 1998, tr.21
25. ↑  Wells 1992, tr.74
26. ↑  McLynn 1998, tr.23
27. 1 2  Dwyer 2008, tr.42
28. ↑  McLynn 1998, tr.26
29. 1 2  McLynn 1998, tr.290
30. ↑  McLynn 1998, tr.37
31. ↑  McLynn 1998, tr.55
32. ↑  McLynn 1998, tr.61
33. 1 2 3 4 5 6  Roberts 2001, tr.xviii
34. ↑  Dwyer 2008, tr.132
35. ↑  McLynn 1998, tr.76
36. 1 2  Dwyer 2008, tr.145-9
37. ↑  Chandler 1973, tr.30
38. ↑  Boycott-Brown 2001, tr.88-92
39. ↑  Dwyer 2008, tr.155
40. ↑  Bourrienne, Memoirs of Napoleon, tr. 39.
41. ↑  Bourrienne, Memoirs of Napoleon, tr. 38.
42. ↑  Dwyer 2008, tr.157
43. ↑  McLynn 1998, tr.76 và 84
44. ↑  McLynn 1998, tr.92
45. ↑  Dwyer 2008, tr.26
46. ↑  Dwyer 2008, tr.164
47. ↑  McLynn 1998, tr.93
48. 1 2  McLynn 1998, tr.96
49. ↑  McLynn 1998, tr.102
50. ↑  McLynn 1998, tr.129
51. ↑  Dwyer 2008, tr.284-5
52. ↑  McLynn 1998, tr.132
53. ↑  McLynn 1998, tr.145
54. ↑  McLynn 1998, tr.142
55. ↑  Harvey 2006, tr.179
56. ↑  McLynn 1998, tr.135
57. ↑  Dwyer 2008, tr.306
58. ↑  Dwyer 2008, tr.305
59. ↑  Dwyer 2008, tr.322
60. 1 2 3  Watson 2003, pp.13–14
61. 1 2  Amini 2000, tr.12
62. ↑  Dwyer 2008, pp.342
63. 1 2  Alder 2002
64. ↑  McLynn 1998, tr.175
65. ↑  McLynn 1998, tr.179
66. ↑  Dwyer 2008, tr.372
67. 1 2 3 4 5 6 7  Roberts 2001, p.xx
68. ↑  Dwyer 2008, pp.392
69. ↑  Dwyer 2008, tr.411-24
70. ↑  McLynn 1998, tr.189
71. ↑  McLynn 1998, tr.193
72. ↑  Dwyer 2008, tr.442
73. 1 2 3  Connelly 2006, p.57
74. ↑  Dwyer 2008, tr.444
75. ↑  Dwyer 2008, tr.455
76. ↑  McLynn 1998, tr.215
77. ↑  McLynn 1998, tr.224
78. 1 2  McLynn 1998, tr.235
79. 1 2  Schom 1997, tr.302
80. ↑  Whaley, J., Germany and the Holy Roman Empire (1493–1806), Oxford University Press, 2011, vol. 2, p. 620.
81. ↑  McLynn 1998, tr.265
82. ↑  Jackson 2004, tr.33
83. ↑  Ribbe 2007
84. ↑  Connelly 2006, tr.70
85. ↑  McLynn 1998, tr.243
86. ↑  McLynn 1998, tr.296
87. ↑  McLynn 1998, tr.297
88. ↑  Woolley, Reginald Maxwell (1915). Coronation Rites. Cambridge University Press. tr. 106–107.
89. 1 2  McLynn 1998, tr.321
90. ↑  McLynn 1998, tr.332
91. 1 2  Goetz 2005, tr.301
92. ↑  David G. Chandler, The Campaigns of Napoleon, trang 432
93. ↑  Todd Fisher & Gregory Fremont-Barnes, The Napoleonic Wars: The Rise and Fall of an Empire. trang 54
94. ↑  Schom 1997, tr.414
95. ↑  McLynn 1998, tr.350
96. ↑  Cronin 1994, tr.344
97. 1 2  Karsh 2001, tr.11
98. ↑  Karsh 2001, tr.12
99. ↑  McLynn 1998, tr.356
100. ↑  McLynn 1998, tr.370
101. ↑  Adams 2014, các trang 157-177.
102. ↑  McLynn 1998, tr.426
103. ↑  McLynn 1998, tr.497
104. ↑  Gates 2001, tr.20
105. ↑  Chandler 1995, tr.631
106. ↑  McLynn 1998, tr.408
107. ↑  Harvey 2006, tr.631
108. ↑  Gates 2001, tr.177
109. ↑  Gates 2001, tr.467
110. ↑  Napoleon Bonaparte, Memorial de Sainte-Helene, Vol 1 (Paris: Garnier fretes, 1961 (1823), các trang. 609–610
111. ↑  M. Surhone, Lambert (2010). War of the Fifth Coalition. VDM Publishing. tr. 29. ISBN 9786130908935.
112. ↑  Tucker, Spencer (2009). A Global Chronology of Conflict: From the Ancient World to the Modern Middle East: From the Ancient World to the Modern Middle East. ABC-CLIO. tr. 1067–1068. ISBN 1851096728.
113. ↑  Books Llc (2010). 1809 in the United Kingdom: War of the Fifth Coalition, Battle of the Basque Roads, Battle of Talavera, Battle of Les Sables-D'Olonne. General Books LLC. tr. 24. ISBN 9781155997926.
114. ↑  Books Llc (2010). 1809 in the United Kingdom: War of the Fifth Coalition, Battle of the Basque Roads, Battle of Talavera, Battle of Les Sables-D'Olonne. General Books LLC. tr. 50. ISBN 9781155997926.
115. ↑  McLynn 1998, tr.470
116. ↑  McLynn 1998, tr.433–5
117. ↑  McLynn 1998, tr.472.
118. ↑  McLynn 1998, tr.378
119. ↑  McLynn 1998, tr.495
120. ↑  McLynn 1998, tr.507
121. ↑  McLynn 1998, tr.506
122. ↑  McLynn 1998, tr.504—505
123. ↑  Harvey 2006, tr.773
124. ↑  McLynn 1998, tr.518
125. ↑  Markham 1988, tr.194
126. ↑  McLynn 1998, tr.522
127. ↑  Markham 1988, tr.190 và 199
128. ↑  McLynn 1998, tr.541
129. ↑  McLynn 1998, tr.549
130. ↑  McLynn 1998, tr.565
131. ↑  Chandler 1995, tr.1020
132. ↑  Fremont-Barnes 2004, tr.14
133. ↑  Chandler, David. Dictionary of the Napoleonic wars, Wordsworth editions, 1999.pgs.87, 90, 286-87, 459
134. ↑  McLynn 1998, tr.585
135. ↑  Alan Forrest, Napoleon, Quercus, 2011. ISBN 0857387596.
136. ↑  Gates 2003, tr.259
137. ↑  "Napoleon's act of abdication". Bulletin des lois de la République Française. Truy cập ngày 28 tháng 8 năm 2009.
138. ↑  McLynn 1998, tr.593-4
139. ↑  McLynn 1998, tr.597
140. ↑  McLynn 1998, tr.604
141. ↑  McLynn 1998, tr.605
142. ↑  McLynn 1998, tr.607
143. ↑  Chesney 2006, tr.35
144. ↑  Cordingly 2004, tr.254
145. ↑  Balcombe 1845
146. ↑  Thomson 1969, tr.77–9
147. ↑  Schom 1997, tr.769–770
148. 1 2  McLynn 1998, p.642
149. ↑  Woodward 2005, tr.51–9
150. ↑  McLynn 1998, tr.644
151. ↑  Macaulay 1986, tr.141
152. ↑  Wilkins 1972
153. ↑  McLynn 1998, tr.651
154. ↑  Albert Benhamou, Inside Longwood – Barry O'Meara's clandestine letters, 2012
155. 1 2 3 4 5  McLynn 1998, p.655
156. 1 2  Driskel 1993, tr.168
157. ↑  McLynn 1998, tr.656
158. ↑  Johnson 2002, tr.180–1
159. 1 2 3 4  Cullen 2008, pp.146–48
160. 1 2  Cullen 2008, tr.156
161. ↑  Cullen 2008, tr.50
162. ↑  Blaufarb 2007, tr.101–2
163. ↑  Edwards 1999, tr.55
164. ↑  McLynn 1998, 255
165. ↑  Wanniski 1998, tr.184
166. ↑  Wood 2007, tr.55
167. ↑  Scheck 2008, Chapter: The Road to National Unification
168. ↑  Astarita 2005, tr.264
169. ↑  Alter 2006, các trang.61–76
170. ↑  Hallock, William; Wade, Herbert T (1906). "Outlines of the evolution of weights and measures and the metric system". London: The Macmillan Company. tr. 66–69.
171. ↑  Denis Février. "Un historique du mètre" (bằng tiếng Pháp). Ministère de l'Economie, des Finances et de l'Industrie. Bản gốc lưu trữ ngày 28 tháng 2 năm 2011. Truy cập ngày 10 tháng 3 năm 2011.
172. ↑  Thierry Sabot (ngày 1 tháng 10 năm 2000). "Les poids et mesures sous l'Ancien Régime" [The weights and measures of the Ancien Régime] (bằng tiếng Pháp). histoire-genealogie. Truy cập ngày 10 tháng 2 năm 2011.
173. ↑  O'Connor 2003
174. 1 2 3 4  "L'Empire et le Saint-Siège". Napoleon.org. Truy cập ngày 15 tháng 6 năm 2011.
175. ↑  "Revue des Deux Mondes – 1867 – tome 71, tr.386" (bằng tiếng Pháp). Fr.wikisource.org. Truy cập ngày 15 tháng 6 năm 2011.
176. ↑  Jacques Bainville, Napoléon I, tr.94
177. ↑  "Bonaparte and Islam". Center for History and New Media at George Mason University. Truy cập ngày 12 tháng 7 năm 2012.
178. ↑  "Napoleon: Man of Peace". Napoleon-series.org. ngày 17 tháng 11 năm 1999. Truy cập ngày 4 tháng 11 năm 2011.
179. ↑  Talk Of Napoleon At St. Helena'' (1903), pp. 270–271
180. ↑  Talk Of Napoleon At St. Helena'' (1903), pp. 276–277
181. ↑  Louis Antoine Fauvelet de Bourrienne, Memoirs of Napoleon Bonaparte, tr. 586. Google. 1839. Truy cập ngày 5 tháng 2 năm 2011.
182. ↑  Aston, Nigel (2002). Christianity and Revolutionary Europe c. 1750–1830. Cambridge University Press. ISBN 0-521-46027-1.
183. ↑  McLynn 1998, tr.436
184. ↑  Schwarzfuchs 1979, tr.50
185. ↑  Cronin 1994, tr.315
186. ↑  van Crevald, Martin (1987). Command in War. Massachusetts: Harvard University Press. tr. 64. ISBN 0-674-14441-4.
187. ↑  "Napoleon Bonaparte (Character)". IMDB. Bản gốc lưu trữ ngày 6 tháng 12 năm 2008. Truy cập ngày 12 tháng 10 năm 2008. and Bell 2007, tr.13
188. ↑  Minh Phúc (ngày 4 tháng 12 năm 2023). "'Đế chế Napoleon': Thước phim hào hùng về cuộc đời hoàng đế lừng danh nước Pháp". Báo Thanh Niên. Lưu trữ bản gốc ngày 7 tháng 12 năm 2023. Truy cập ngày 4 tháng 12 năm 2023.
189. ↑  Roberts 2004, tr.93
190. ↑  Dunan 1963
191. ↑  "Sarkozy height row grips France". BBC. ngày 8 tháng 9 năm 2009. Truy cập ngày 13 tháng 9 năm 2009.
192. ↑  Hall 2006, tr.181
193. ↑  Bordes 2007, tr.118
194. 1 2  Archer et al 2002, tr.397
195. ↑  Flynn 2001, tr.16
196. ↑  Bruce McConachy, "The Roots of Artillery Doctrine: Napoleonic Artillery Tactics Reconsidered," Journal of Military History 2001 65(3): 617–640. in JSTOR; online
197. ↑  Archer et al 2002, tr.383
198. ↑  John Shy, "Jomini" in Peter Paret, ed. Makers of Modern Strategy: From Machiavelli to the Nuclear Age (1986).
199. ↑  Archer et al 2002, tr.380
200. ↑  Roberts 2001, tr.272
201. ↑  Archer et al 2002, tr.404
202. ↑  Outhwaite 2003 tr.50
203. ↑  Abbott 2005,p.3
204. 1 2  McLynn 1998, tr.666
205. ↑  Repa, Jan (ngày 2 tháng 12 năm 2005). "Furore over Austerlitz ceremony". BBC. Truy cập ngày 5 tháng 4 năm 2010.
206. ↑  Poulos 2000
207. ↑  Geyl 1947
208. ↑  Chandler 1973, tr. xliii
209. ↑  Hanson 2003
210. ↑  Cronin 1994, pp.342–3
211. 1 2  French Fuhrer: Genocidal Napoleon was as barbaric as Hitler, historian claims
212. ↑  Alan Forrest, "Propaganda and the Legitimation of Power in Napoleonic France." French History, 2004 18(4): tr. 426–445
213. 1 2  Sudhir Hazareesingh, "Memory and Political Imagination: the Legend of Napoleon Revisited." French History, 2004 18(4): tr463–483
214. 1 2  Venita Datta, "'L'appel Au Soldat': Visions of the Napoleonic Legend in Popular Culture of the Belle Epoque." French Historical Studies 2005 28(1): tr.1–30
215. ↑  "Call for Papers: International Napoleonic Society, Fourth International Napoleonic Congress". La Fondation Napoléon. Bản gốc lưu trữ ngày 8 tháng 1 năm 2009. Truy cập ngày 27 tháng 6 năm 2008.
216. ↑  "Napoleonic Code". Encyclopeadia Britannica. Truy cập ngày 13 tháng 4 năm 2012.
217. ↑  Andrzej Nieuwazny, "Napoleon and Polish identity." History Today, May 1998 v48 n5 pp. 50–55
218. ↑  McLynn 1998, tr.117
219. ↑  McLynn 1998, tr.271
220. ↑  McLynn 1998, tr.118
221. ↑  McLynn 1998, tr.188
222. ↑  McLynn 1998, tr.284
223. ↑  McLynn 1998, tr.100
224. 1 2  McLynn 1998, tr.663
225. 1 2  McLynn 1998, tr.630
226. ↑  McLynn 1998, tr.423
227. ↑  Lowndes 1943